# ホテル

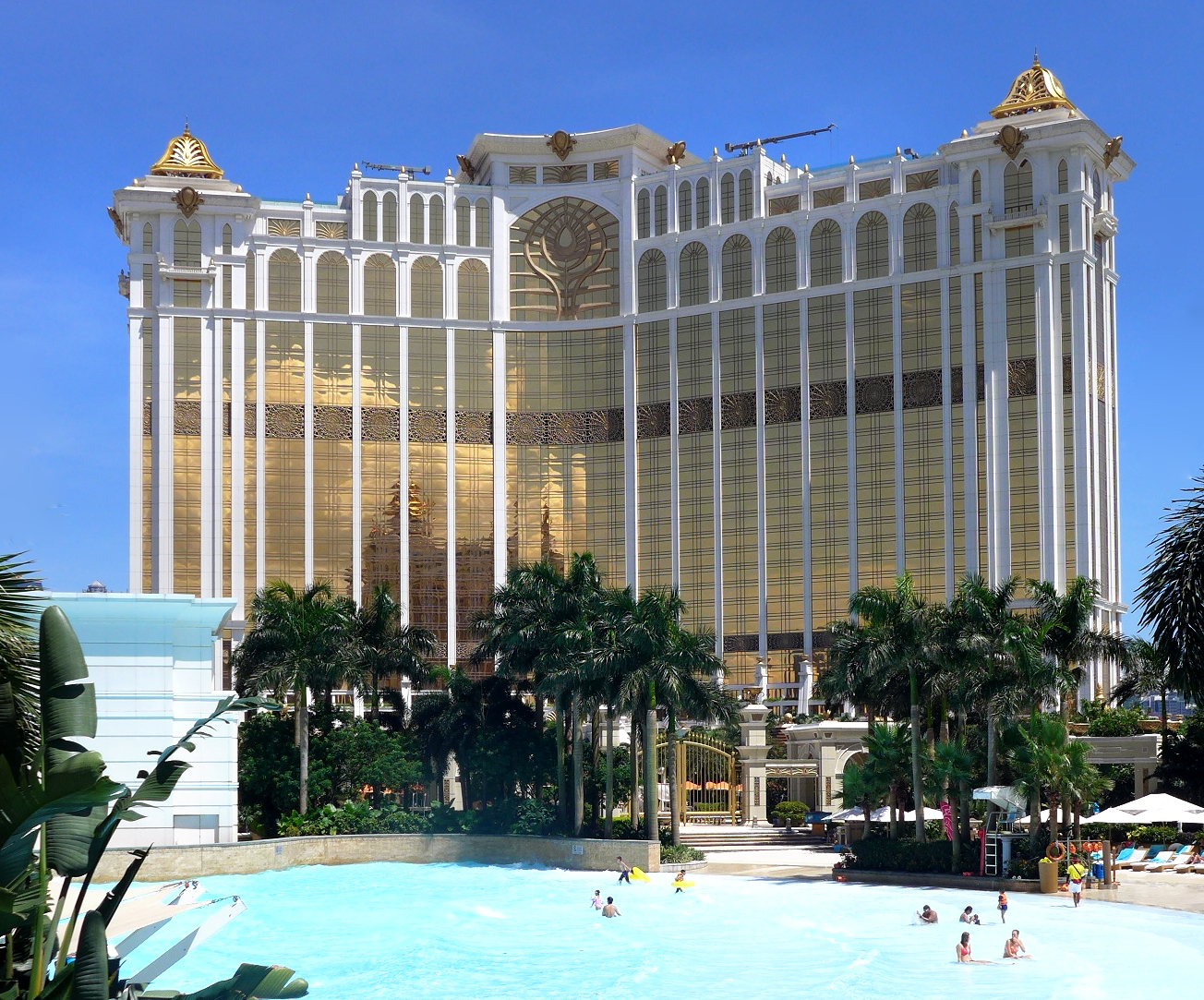
ギャラクシー・マカオのホテル

ホテル（英: hotel;[ˌhoʊˈtɛl]、仏: hôtel）は、旅をしている人や観光客に宿泊、食事、その他のサービスを提供する施設。

## 概説
もともと旅人に寝る場所や食事などを提供していた施設である。英語のhotelは古フランス語の「hostel」から来ており、このhostelの語源は中世ラテン語の「hospitale ホスピターレ」であり（あるいはhospitaliaであり）、（カトリックの巡礼の旅の途中の人々をもてなし、眠るためのベッドを提供するための）「（無償の）もてなし施設、宿」という意味。日本語では通常カタカナで「ホテル」と表記するが、あえて翻訳して、訳語を探して漢字で表現すると、結局のところ「宿」といった程度の表現に落ち着く。（日本であえて「ホテル」と言うときは、結局（日本風の旅館などではなく）「ヨーロッパやアメリカ風の様式や利用方式の宿」ということである。）
なお、ホテルは宿泊施設の一種で、1日から数日、あるいは1週間程度までの短期間の宿泊を想定して発展してきた宿泊施設である。類似する機能を持つ宿泊施設としてはユースホステル、ペンション、ベッド・アンド・ブレックファスト（B&B）、民宿などがある。数週間～数ヶ月など長期滞在するような施設（サービスアパートメントなど）とは通常は区別される傾向がある。朝食を提供する機能を有しているものが多いが、食事無しの「素泊まり」のタイプもある。

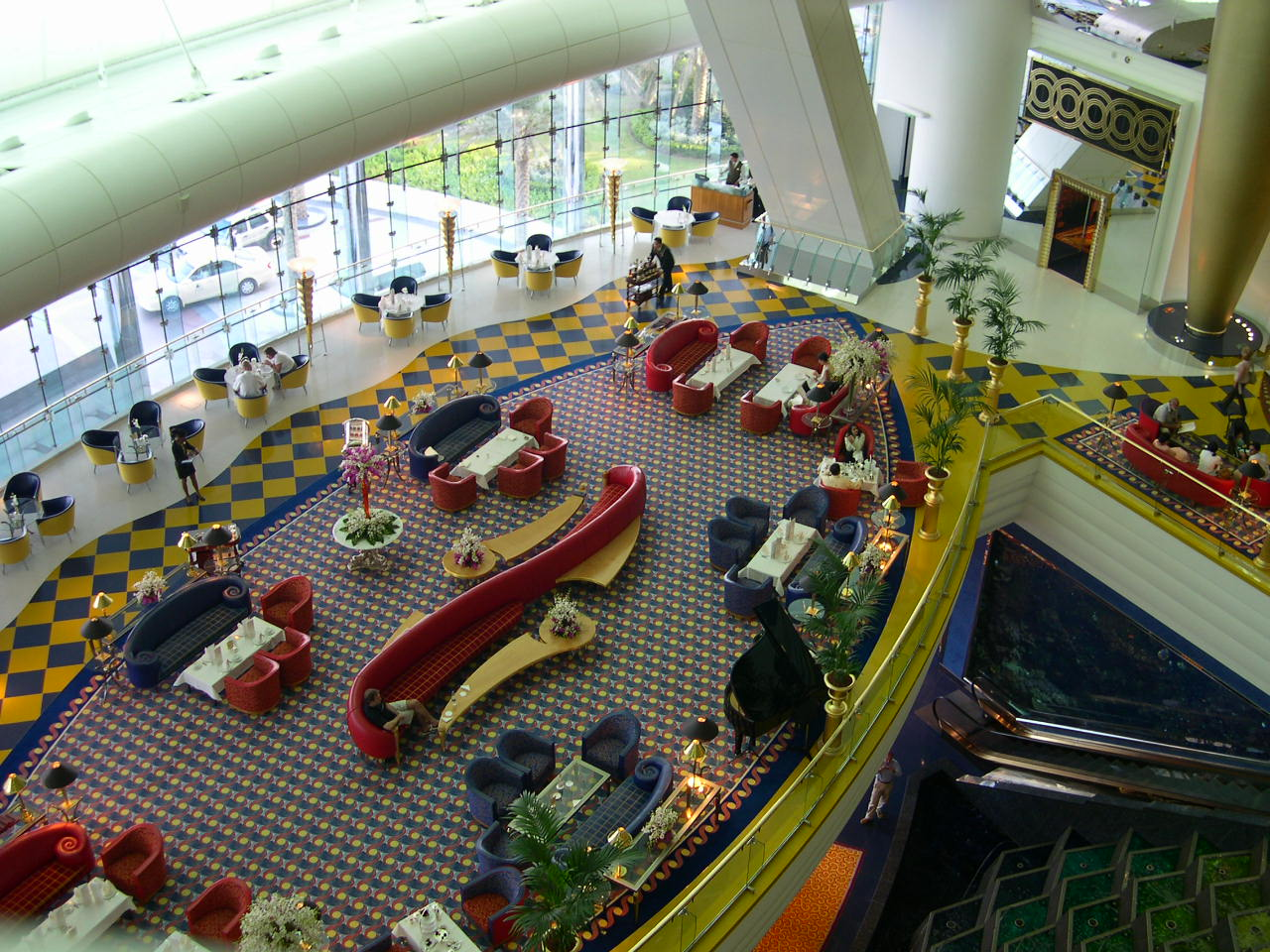
ブルジュ・アル・アラブ
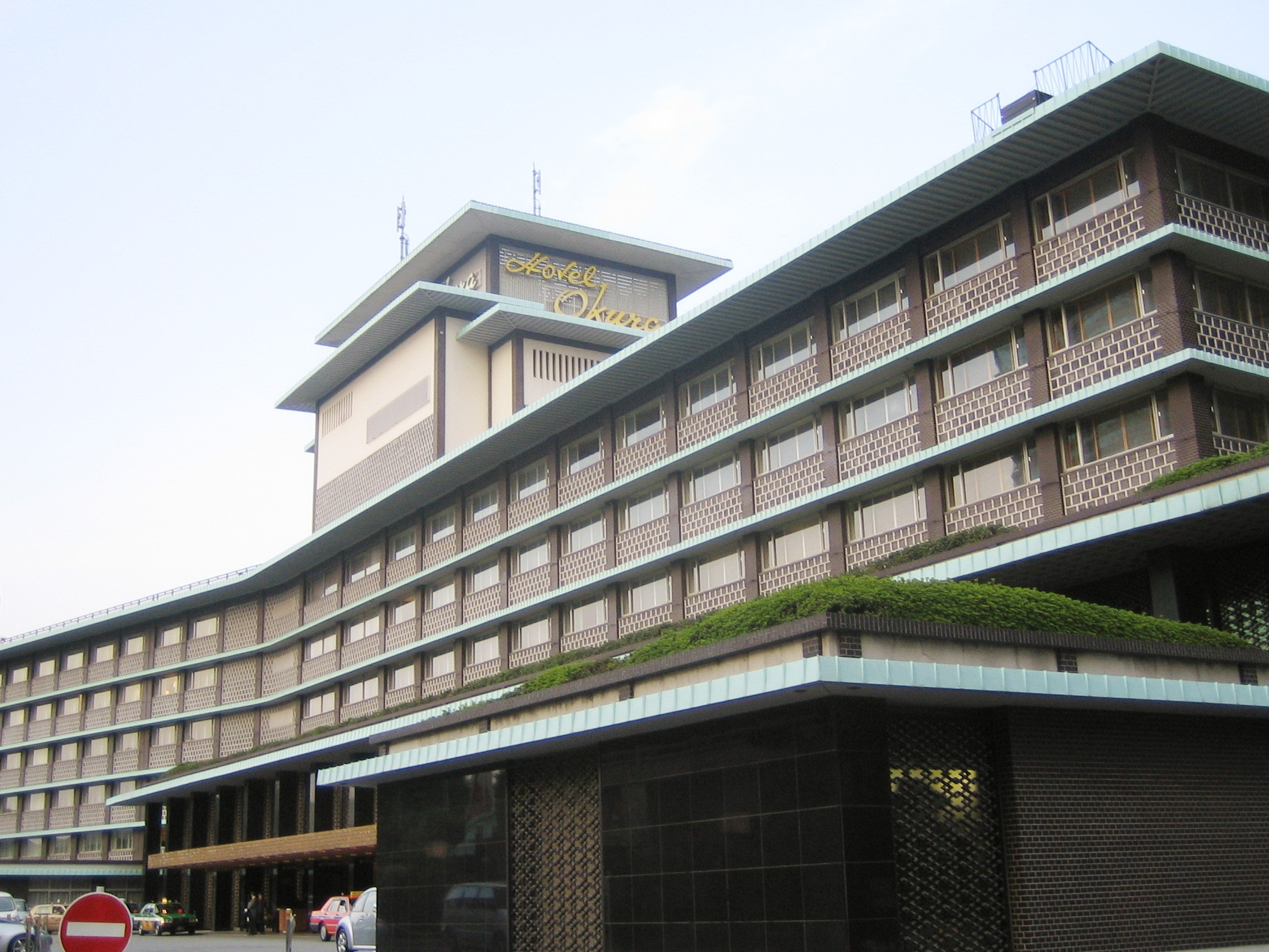
日本の「ホテル御三家」のひとつホテルオークラ（建て替え前）。老舗ホテル。
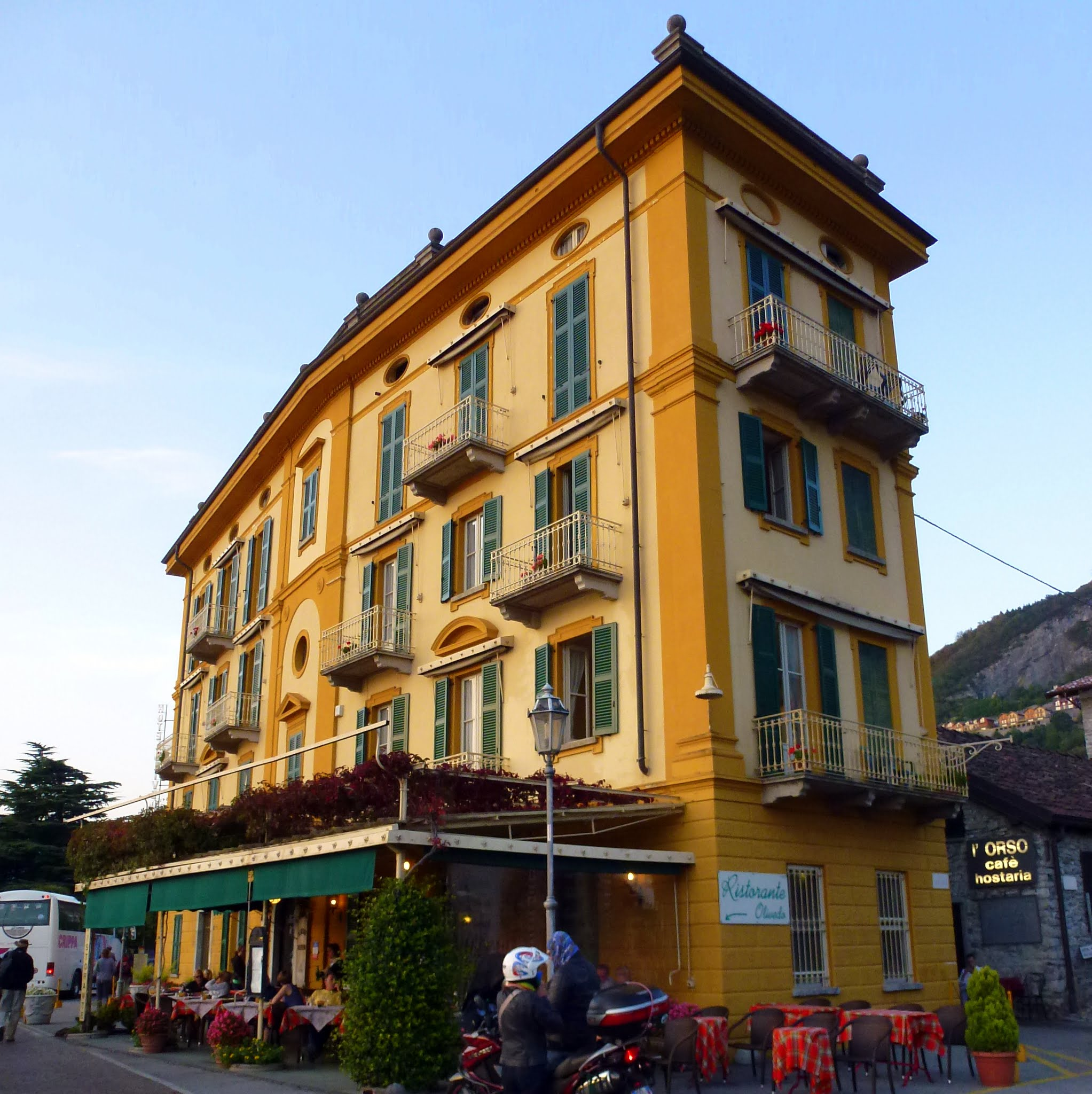
イタリアのホテル。コモ湖付近のヴァレンナにあるHotel Olivedo。
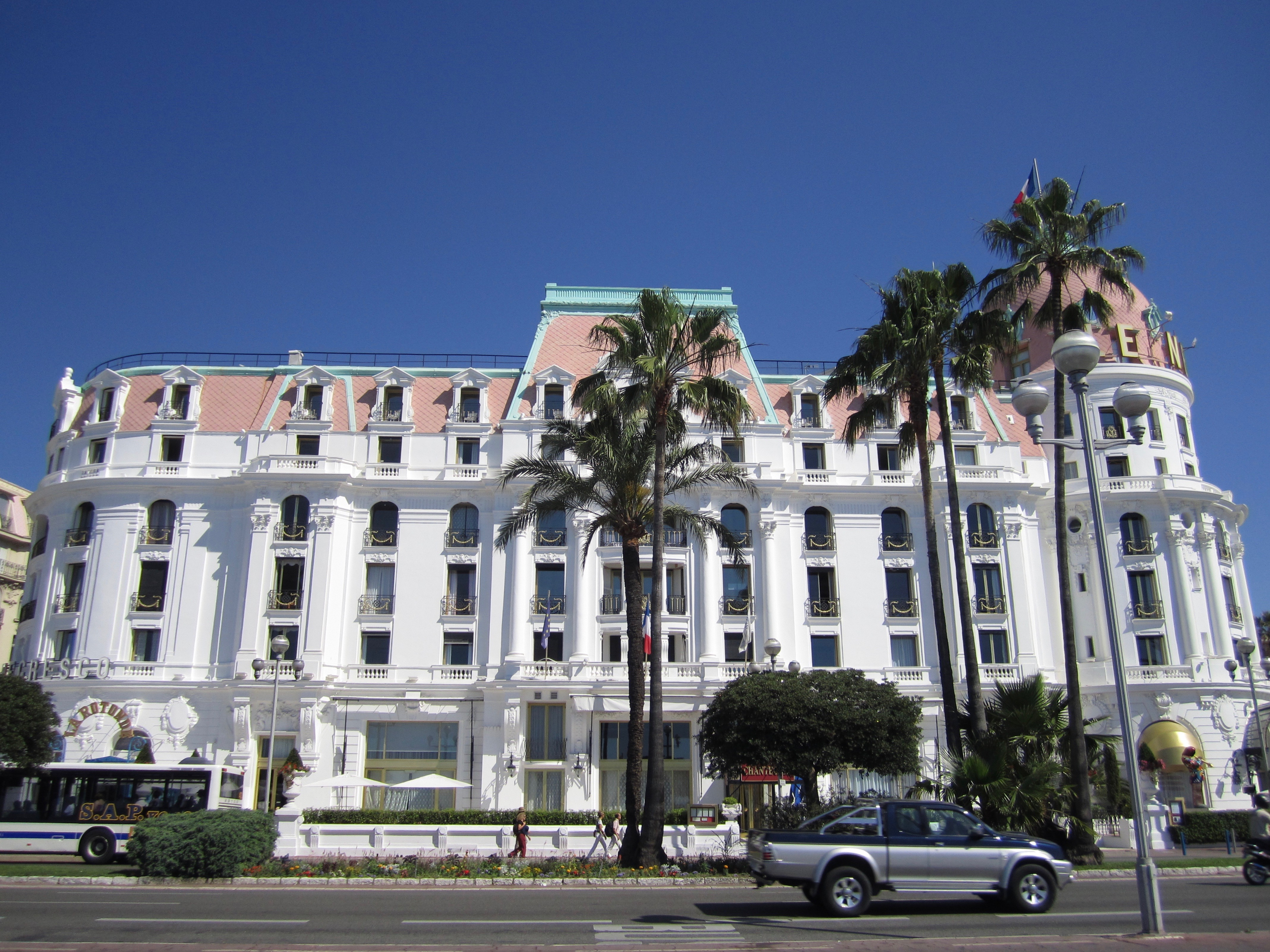
南フランス、コートダジュールの5つ星老舗ホテル、ホテル・ネグレスコ（Hotel Negresco）。
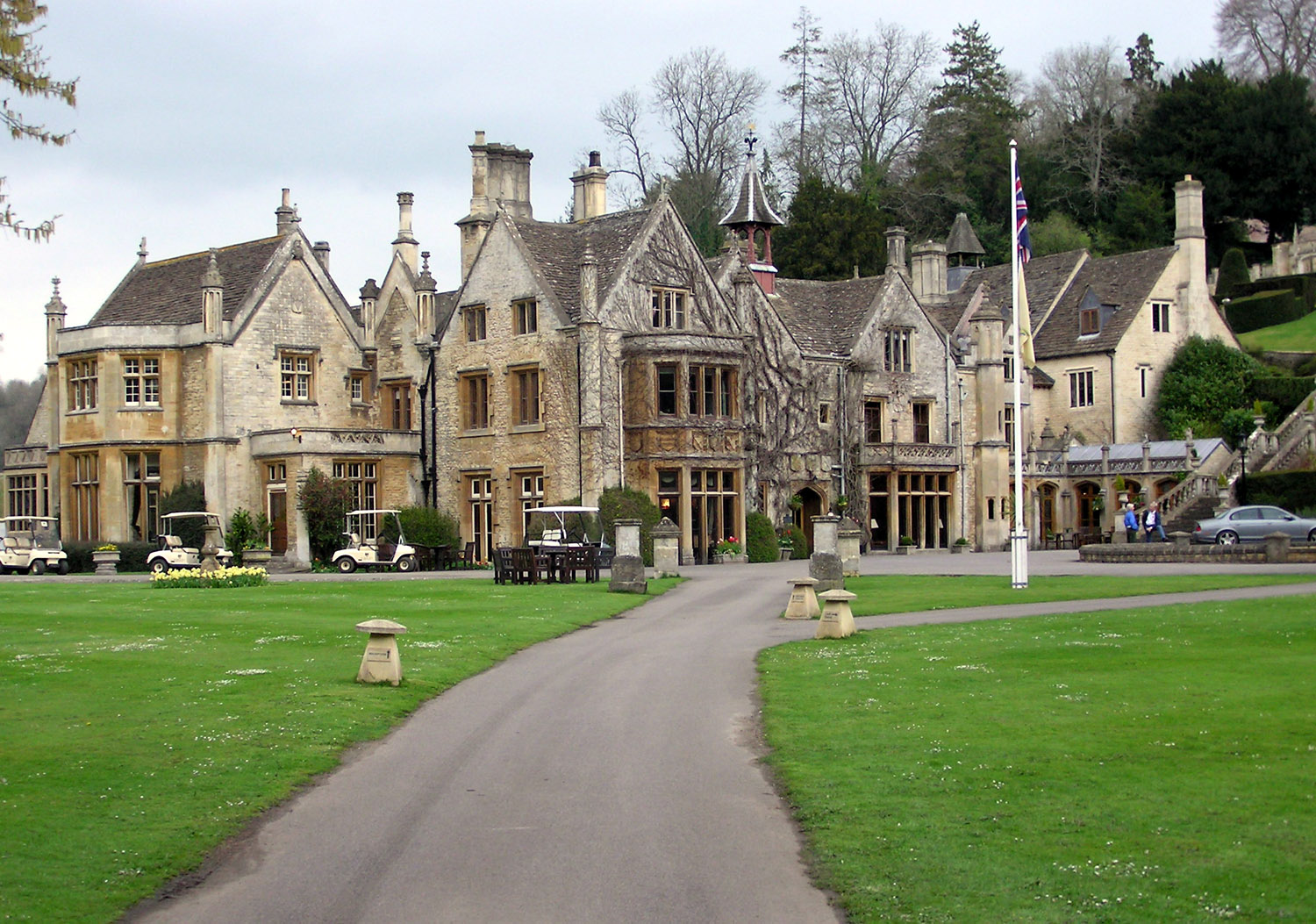
歴史的建築物を活用したホテルの例。イギリス、ウィルトシャーの15世紀の建物を生かした メーナー・ハウスホテル
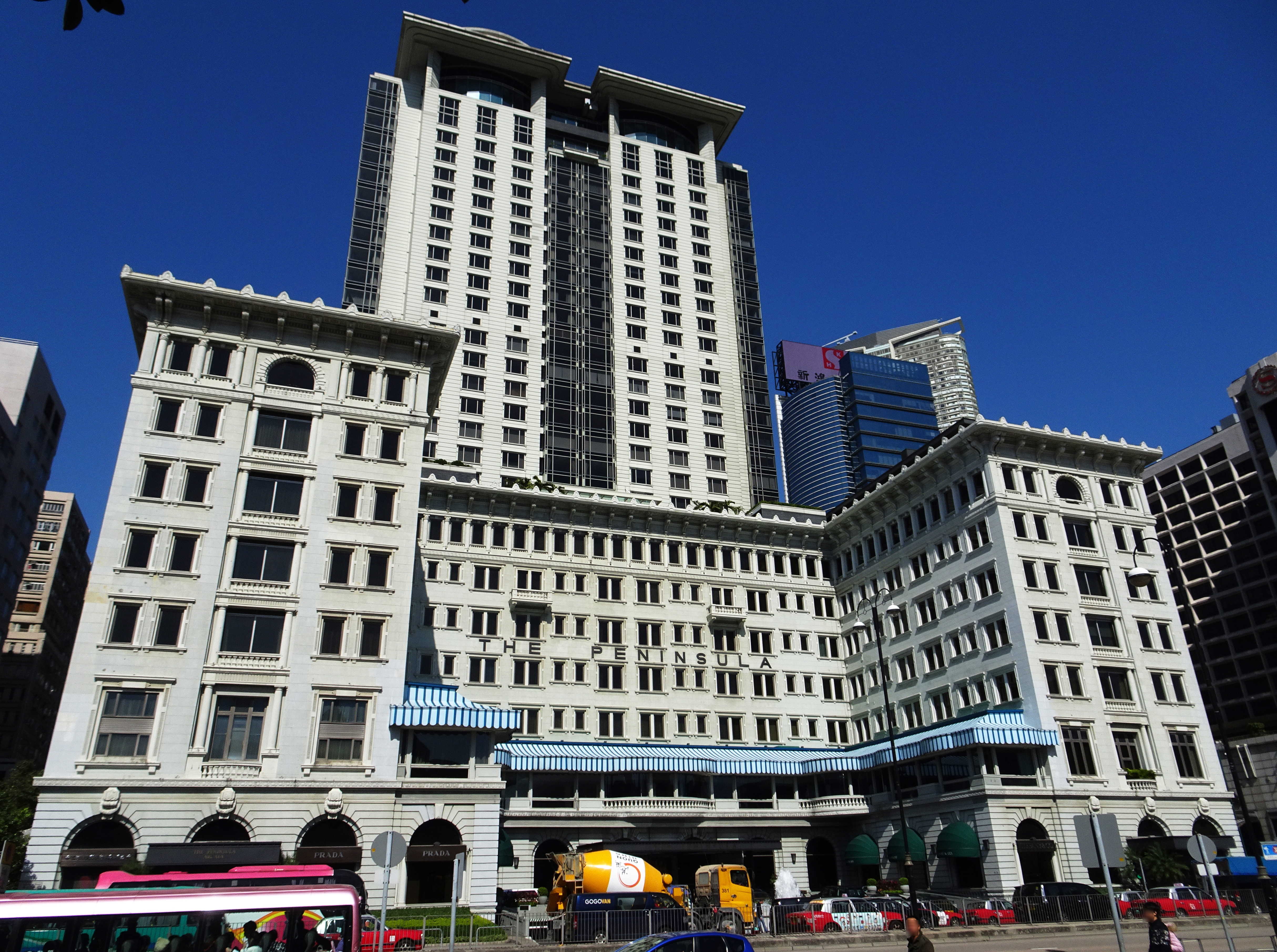
ザ・ペニンシュラ香港
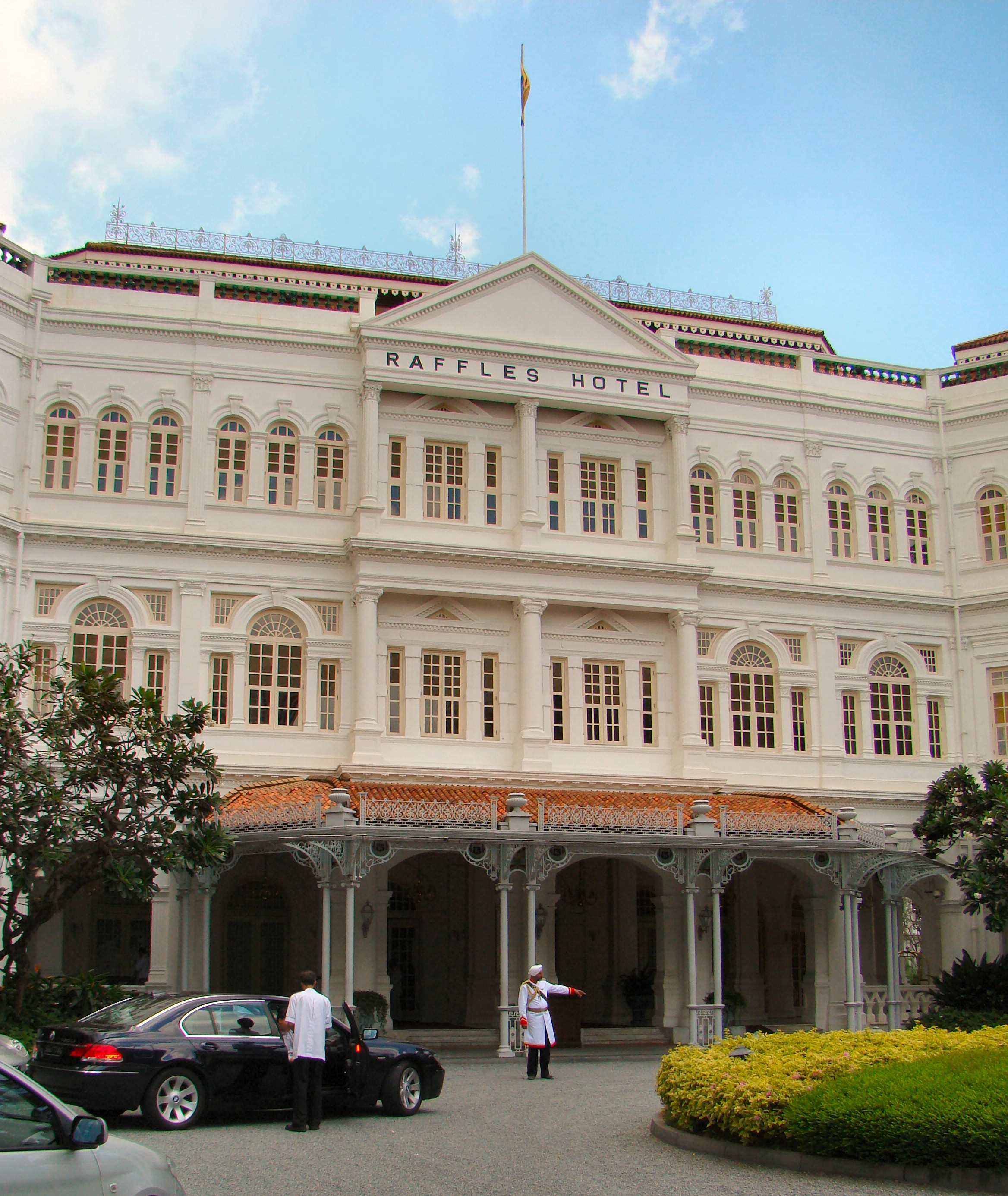
シンガポールのラッフルズ・ホテル
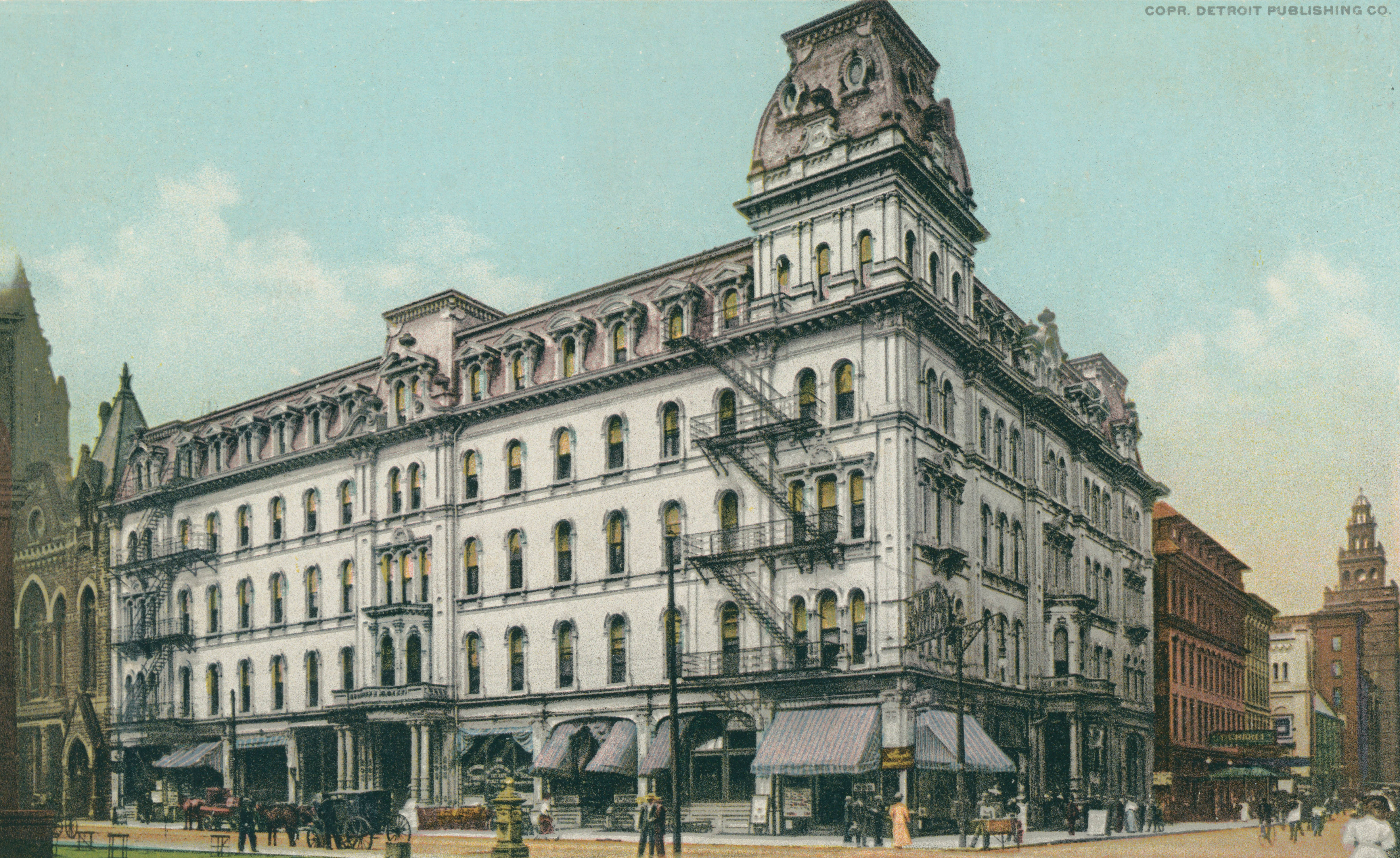
1929年頃のアメリカ、トレドにあるホテル

## 各国のホテル規模
| 国             | 収容人数（2011–12年統計） | 1人辺りの客室数 | 年間の海外観光客数 |
| -------------- | ------------------------- | --------------- | ------------------ |
| アメリカ合衆国 | 4,900,000                 | 93              | 58,000,000         |
| 中華人民共和国 | 1,500,000                 | 132             | 83,000,000         |
| 日本           | 1,370,000                 | 27              | 18,000,000         |
| イタリア       | 1,100,000                 | 32              | 29,000,000         |
| ドイツ         | 950,000                   | 27              | 72,000,000         |
| スペイン       | 900,000                   | 47              | 12,000,000         |
| メキシコ       | 660,000                   | 37              | 16,000,000         |
| イギリス       | 650,000                   | 17              | 57,000,000         |
| フランス       | 620,000                   | 36              | 26,000,000         |
| タイ王国       | 530,000                   | NA              | 6,000,000          |
| インドネシア   | 410,000                   | 25              | 7,000,000          |
| ギリシャ       | 400,000                   | 41              | 5,000,000          |
| ブラジル       | 400,000                   | 40              | 8,000,000          |
| トルコ         | 330,000                   | 117             | 16,000,000         |
| オーストリア   | 290,000                   | 22              | 11,000,000         |
| ロシア         | 260,000                   | 33              | 44,000,000         |
| 国際平均       | 21,000,000                | 41              | 876,000,000        |

## カジノ・ホテル
カジノ・ホテルとは、カジノを含むホテルのこと。

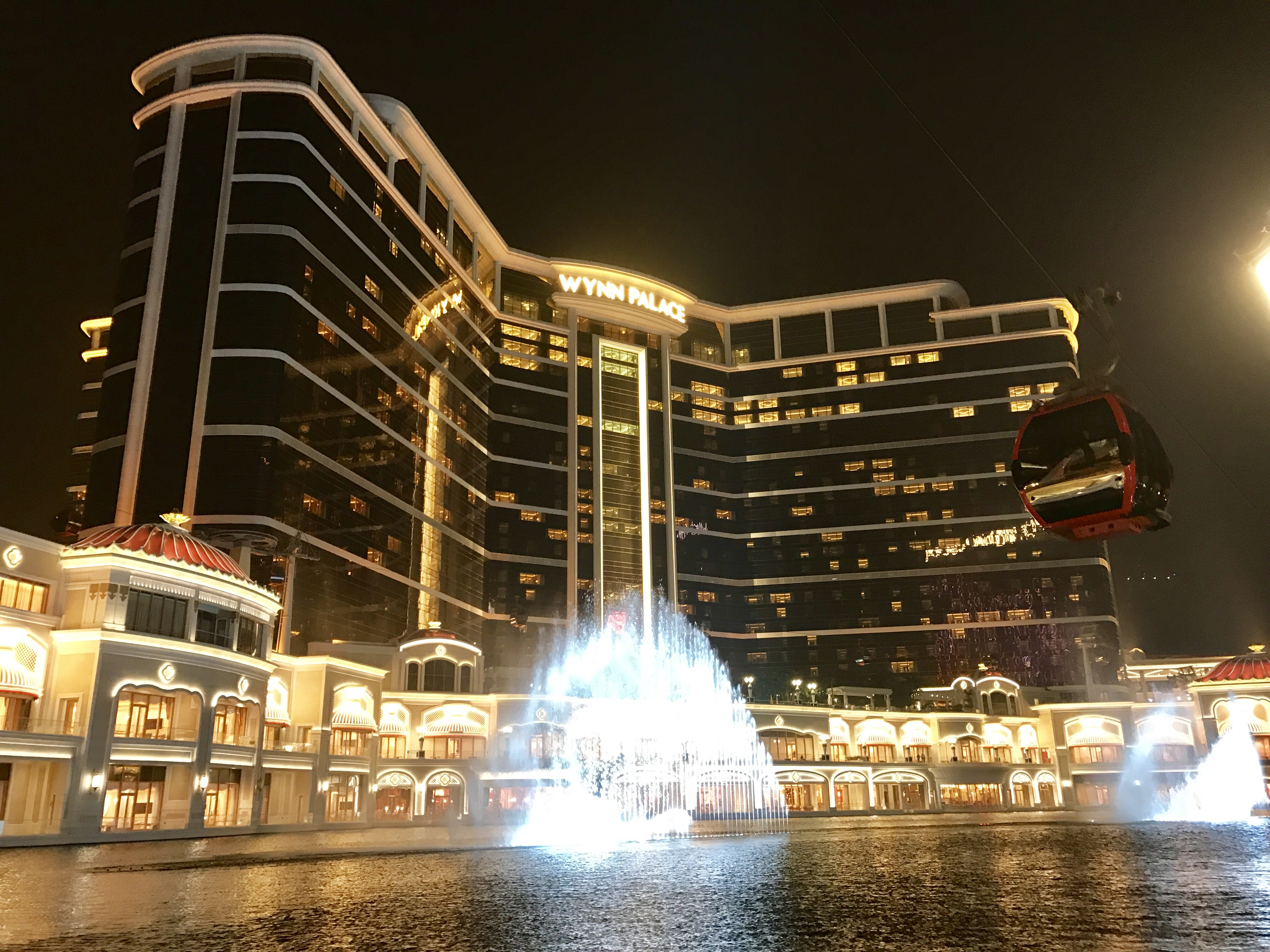
ウィンパレス
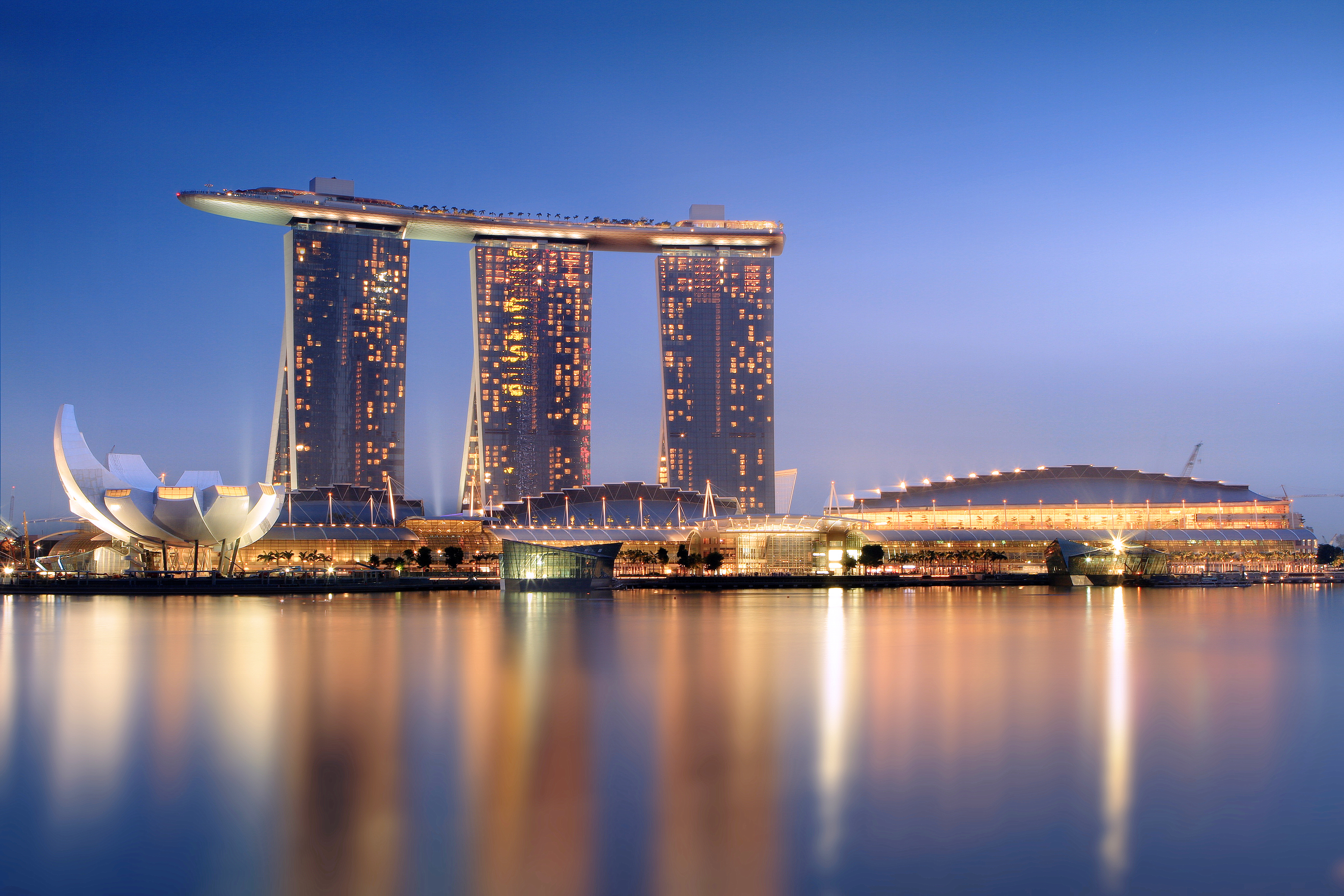
マリーナベイ・サンズ
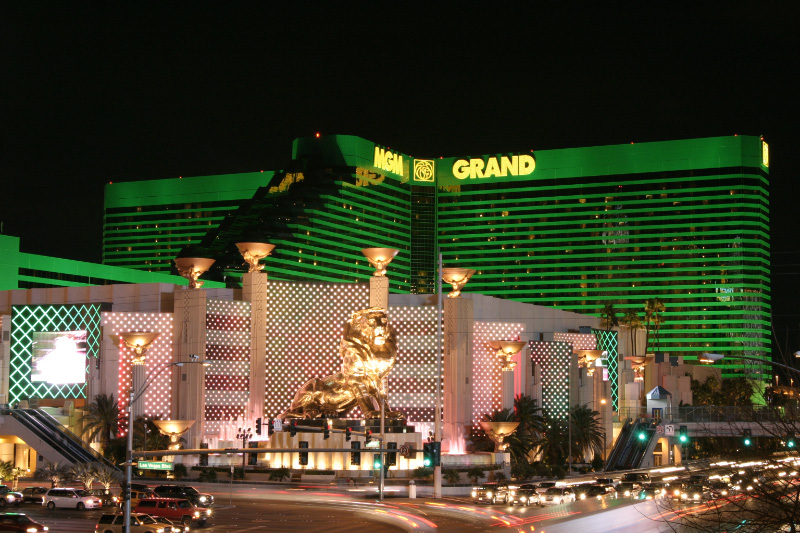
MGMグランド

## ブティックホテル
「ブティックホテル」に分類されるホテルもある。デザイン・コンセプトを明らかにして工夫を凝らし設計させた個性的でモダンな設計・内装・外観を有するホテルである。（日本でいう「デザイナーズホテル」に相当する。）

## 分類・種類（海外）
ホテルの分類は国ごとに異なる。各運営事業者もそれぞれ自社のホテル群を自社流に分類している。

### ヨーロッパ

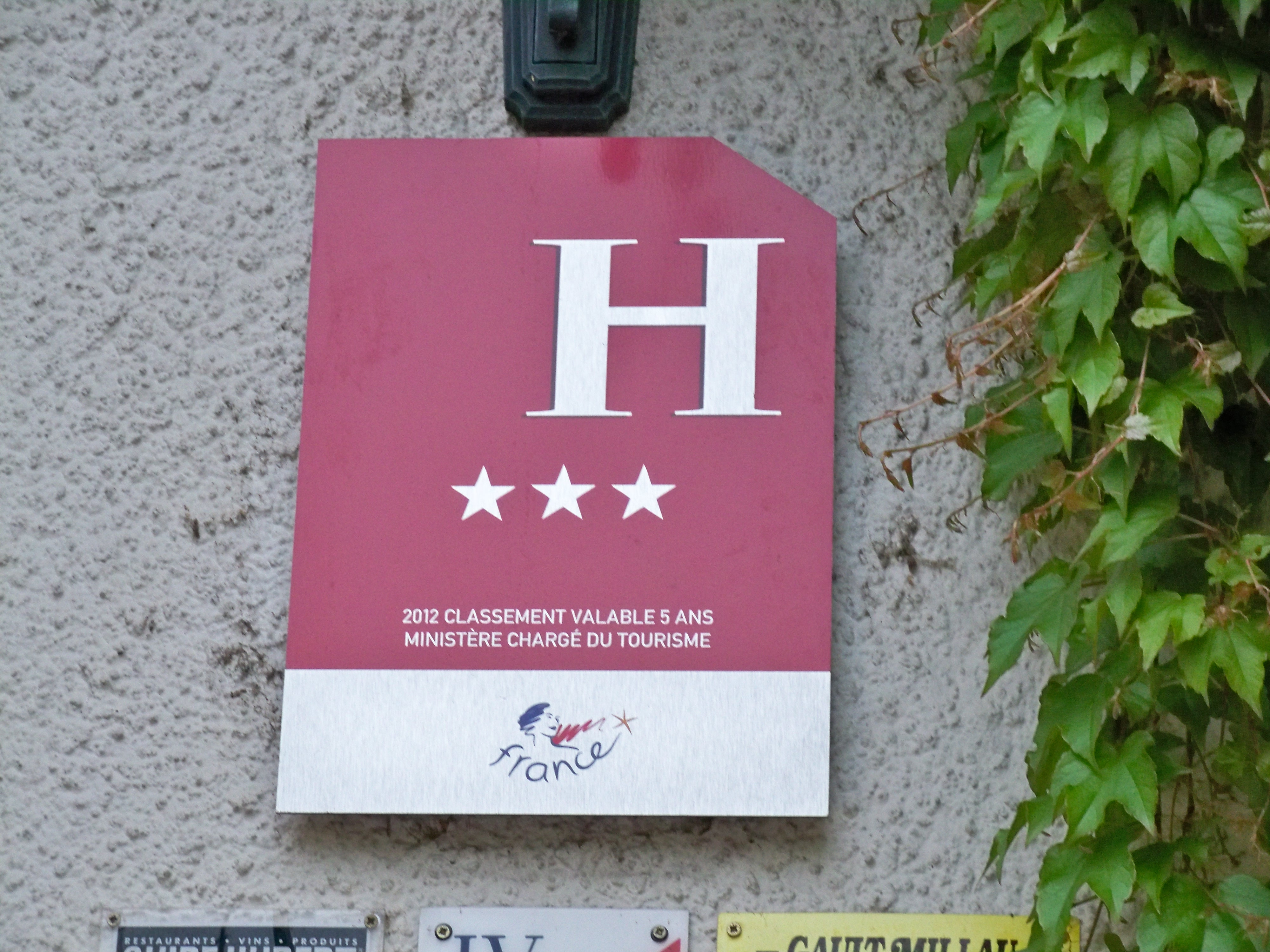
3つ星ホテルの表示

フランスでは国がホテルを格付けし分類されている。「1つ星」から「5つ星」まである。
長年に渡り、ヨーロッパの中のひとつひとつの国ごとに、格付けの基準や星の数のつけかたが異なっていたが、2009年にHotelstars Unionが設立され、国ごとの選定基準の相違点を調整・統一化することが行われるようになってきている。
フランスのギド・ミシュランもホテルの格付けを行っている。
シャトー・ホテル / マナー・ハウス
ヨーロッパなどに多い、中世の古城や貴族の邸宅などを改造したホテル。特に大きい規模のものをシャトー・ホテルという。

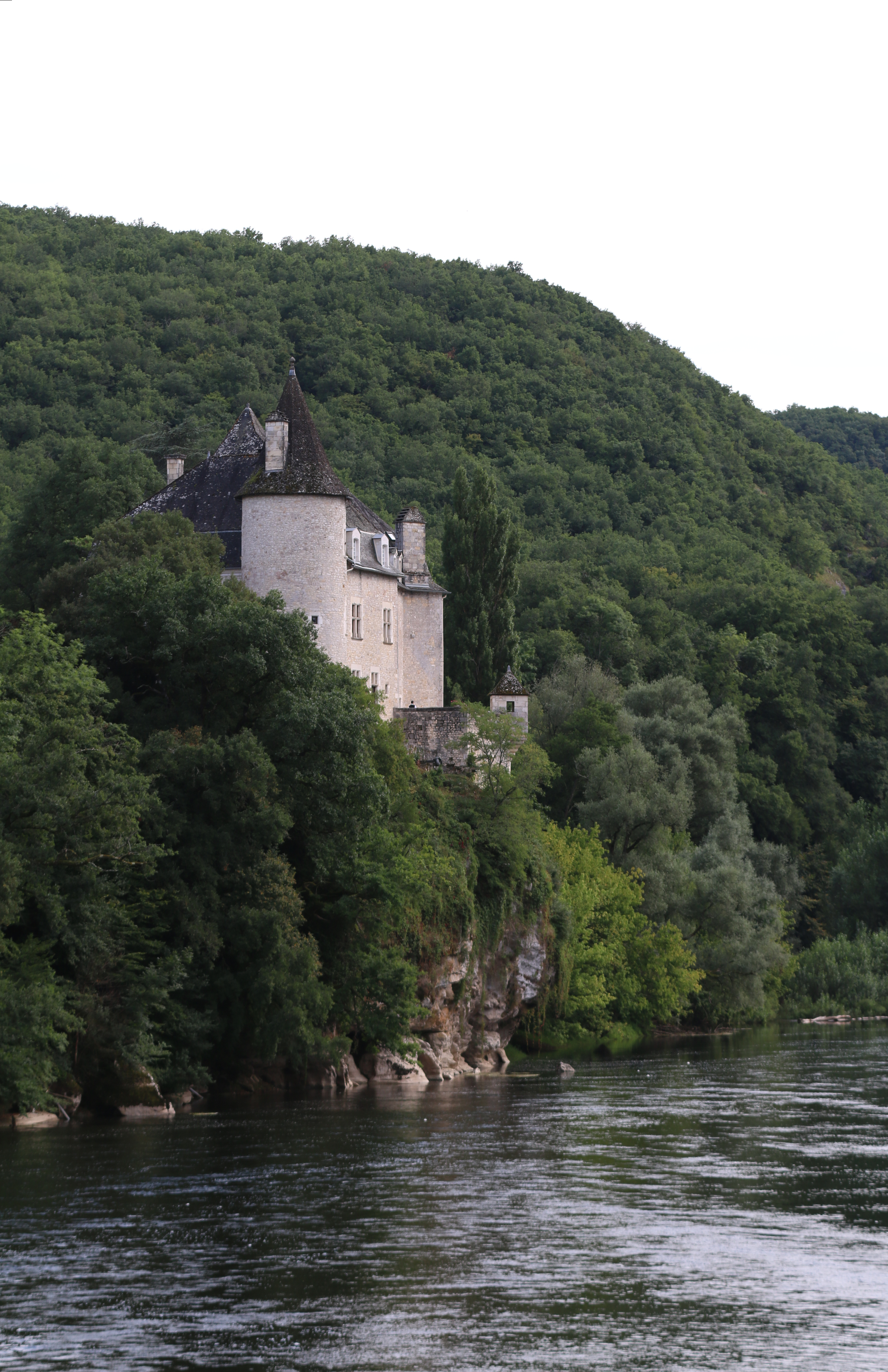
Château de la Treyne
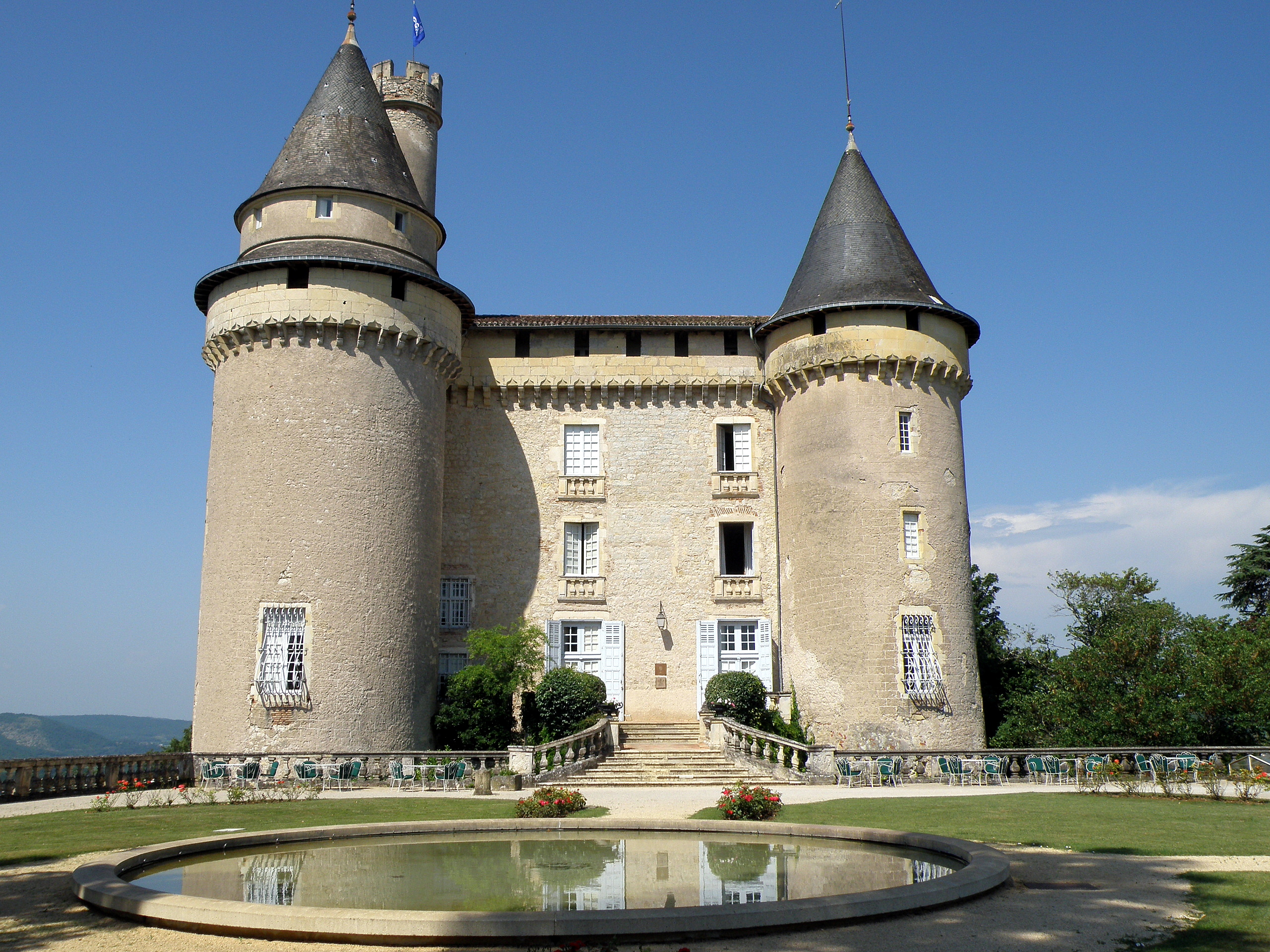
Château de Mercuès
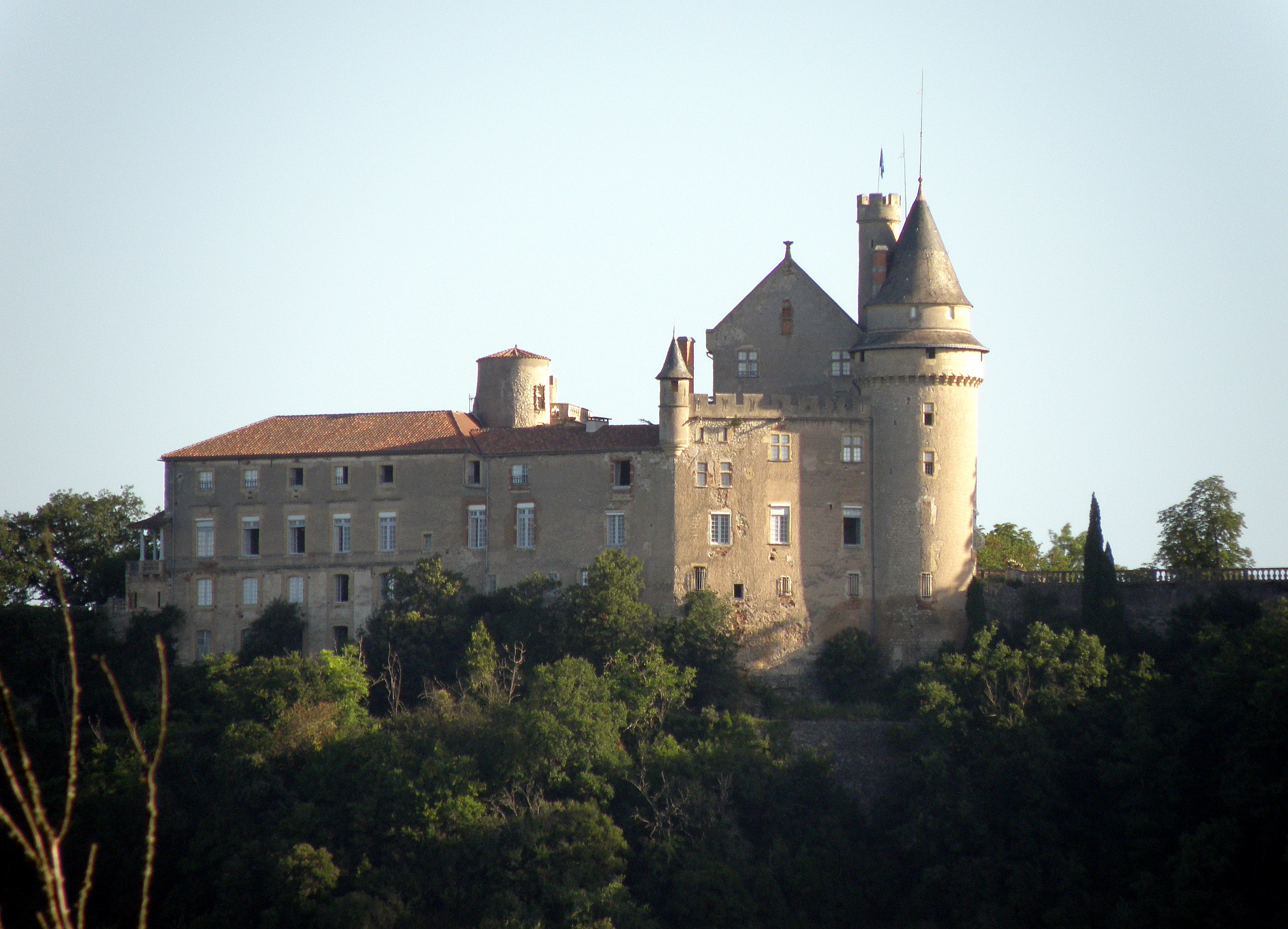
同じくChâteau de Mercuès

洞窟ホテル
自然の洞窟を利用して作られたホテルであり、地下に部屋が存在する。スペインやトルコ、オーストラリアに建設されている。

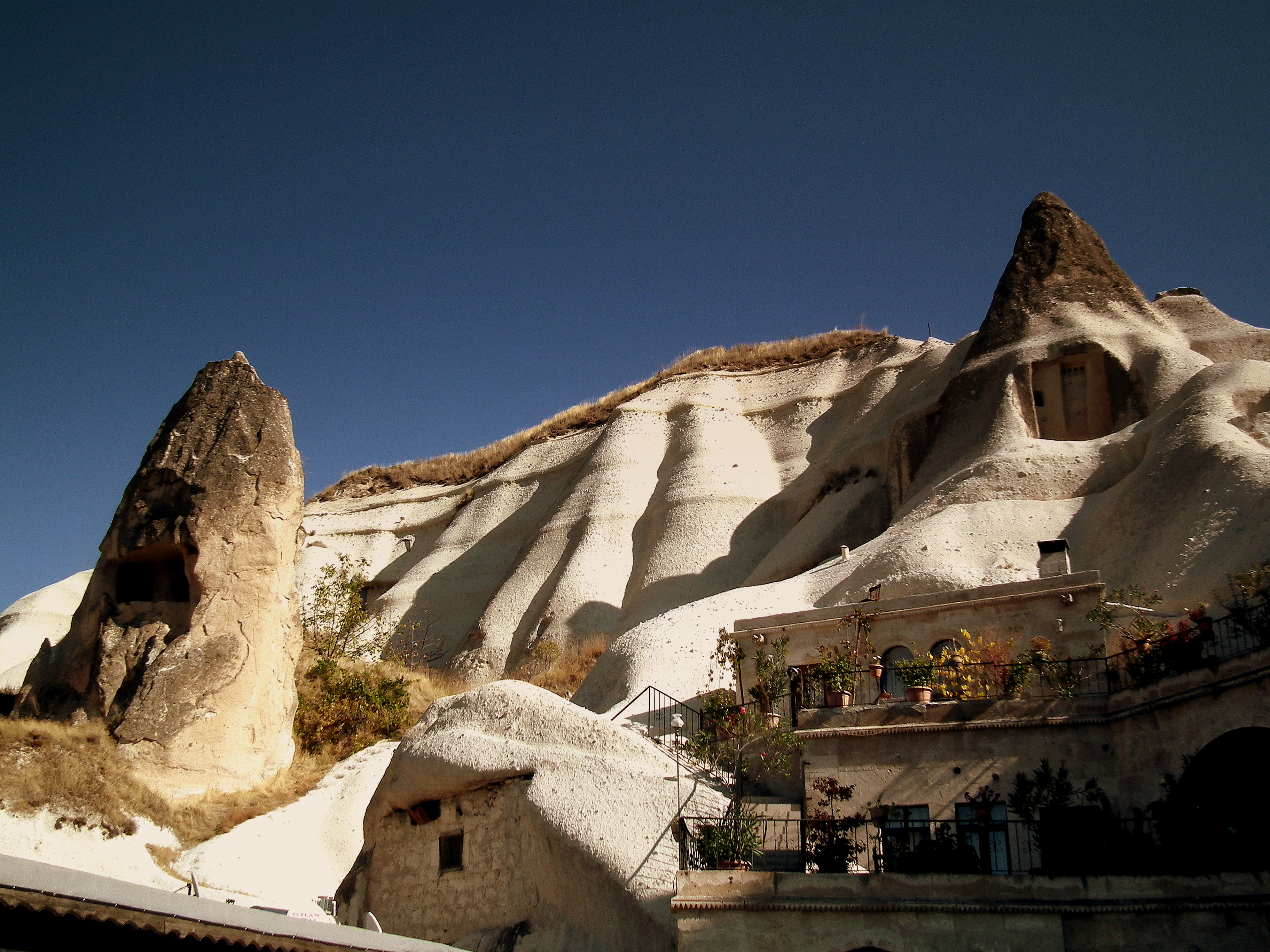
トルコ、カッパドキアの洞窟ホテル
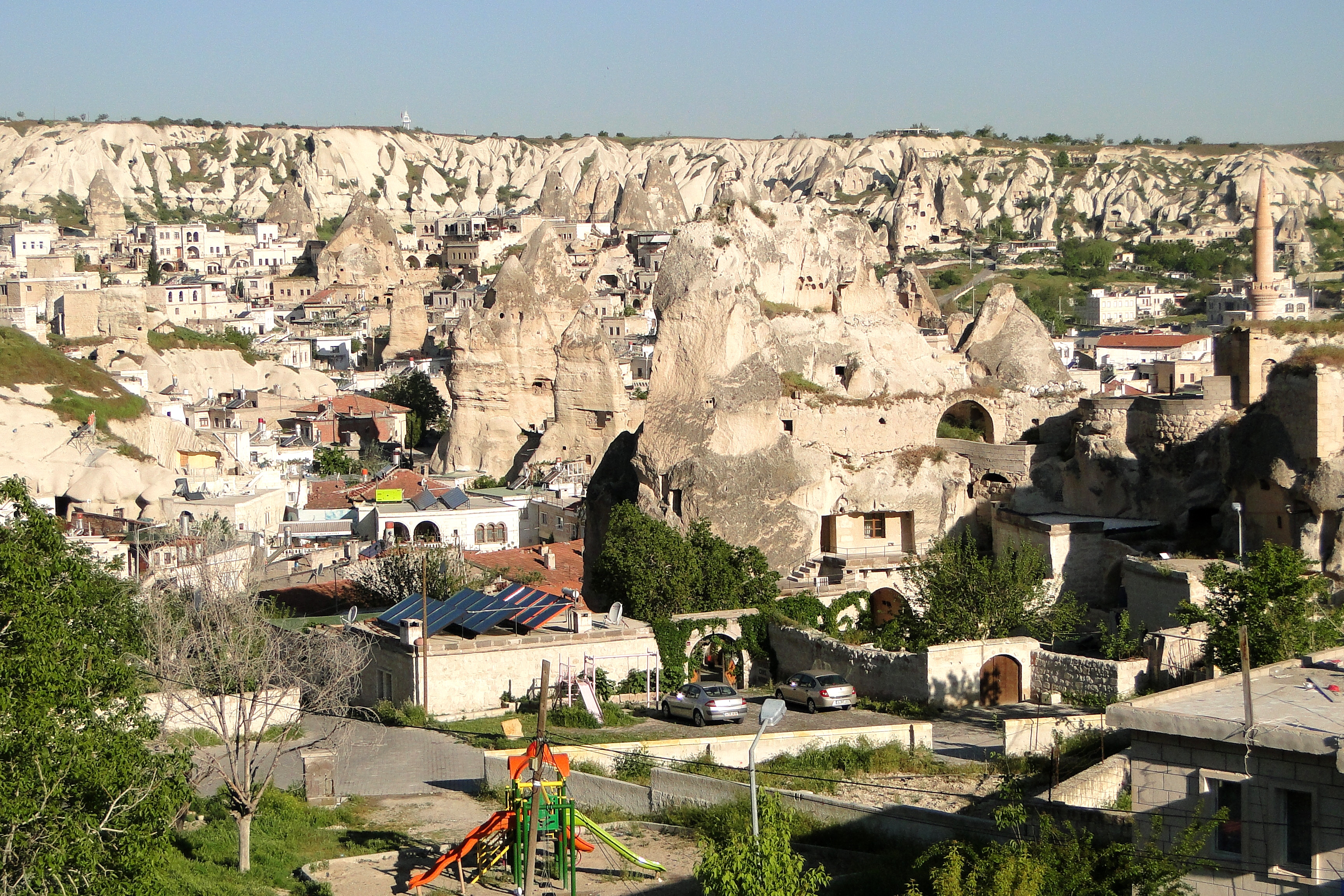
カッパドキアの洞窟ホテルからの眺め

アイスホテル

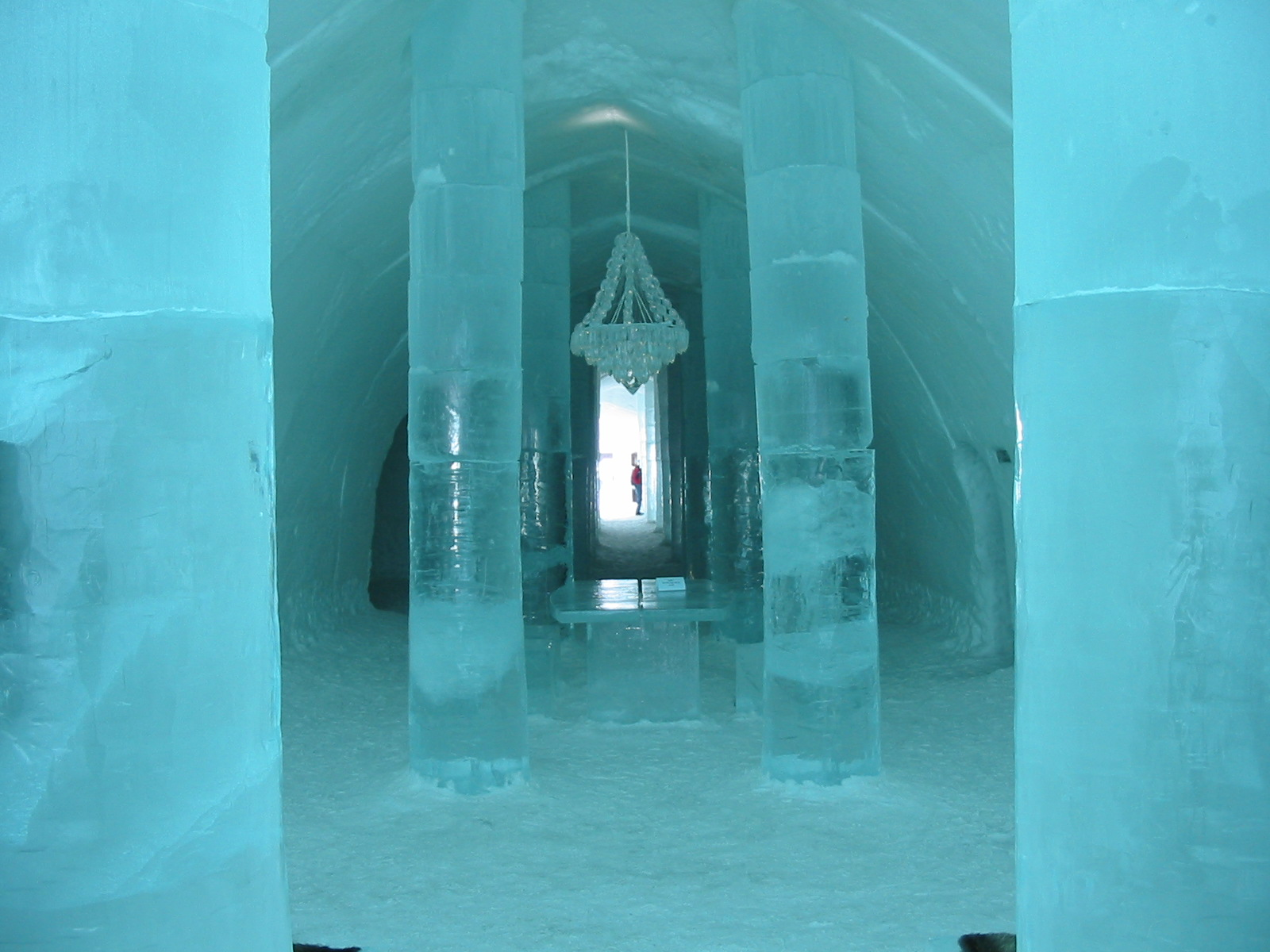
スウェーデンのアイスホテル

湖などから切り出した氷や雪によって作られたホテルである。スウェーデンやノルウェーなどの北欧諸国やカナダなどで、冬季の寒さを利用して建設される。春になると溶けてしまうので基本的に冬季限定であり、毎年再建される。どのような施設が作られるかはそのホテルによるが、観光客向けのホテルであり、様々な趣向が凝らされる。

### アメリカ
アメリカでは、「メトロポリタン・ホテル（大都市立地ホテル）」「ダウンタウン・ホテル（市街地立地ホテル）」、「コンベンション・ホテル（会議用ホテル）」、「コマーシャル・ホテル（商用）」といった分類がされている。他にも「モーテル」「カジノ・ホテル」などといった分類も。

アメリカのホテルの中には、事前に提示される宿泊料のほか、リゾート料金（Resort Fee）や施設利用料（Facility Fee）などの追加料金を要求する施設がある。2020年代にはアメリカ国内でも問題視され、ジョー・バイデン大統領が、これら不透明な手数料を取り締まるための法案を提案したことがある。
モーテル

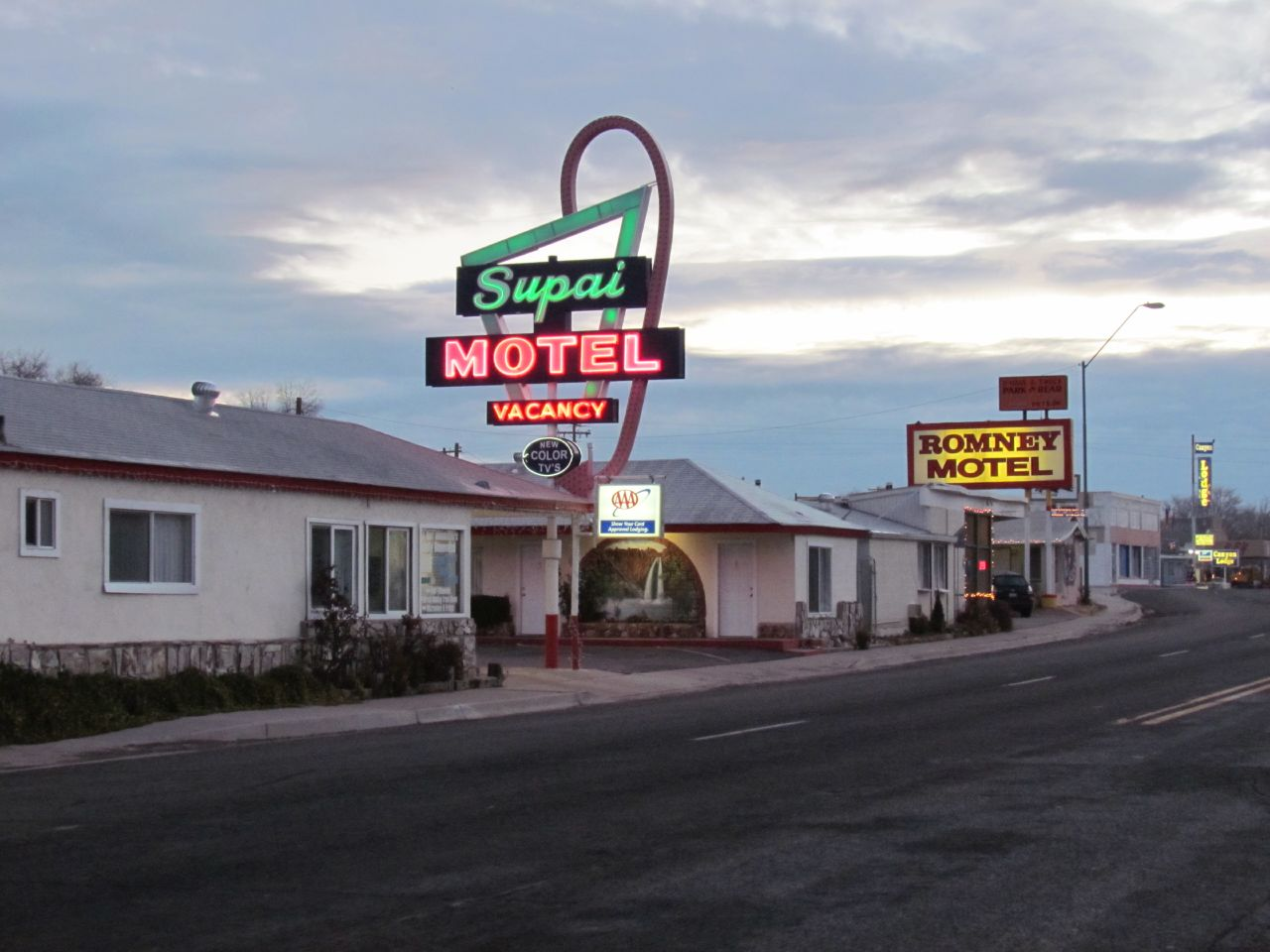
米国で普及しているモーテル。大抵は、道路沿いに大きな看板を設置してあって走行中でも自然とその存在に気付くようになっていて、予約不要なので思い付きで駐車場に入って良い。

国土が広くて早くからモータリゼーションが進んだアメリカ合衆国ではモーテルが非常に普及している。
Motelの元々の意味は「自動車で旅をする人のためのホテル」であり、「Motor Lodge モーターロッジ」「Motor Inn モーターイン」などともいう。アメリカのモーテルはほとんどが高速道路（フリーウェイ）の出入り口周辺の町の郊外に立地しており、かなり小さな町にまで存在することも多く、地域の社会インフラの一つとなっている。セルフサービスを基本としたホテルであり、自力での荷物の運搬を楽にするため、宿泊棟のすぐ目の前に駐車場があり、自車を止めた場所から短い距離で客室にアクセスできる構造になっているのが特徴である。平均的な料金が一部屋で一泊40ドルから50ドル前後と比較的手ごろで、予約なしで利用できる（ただし、一部観光地などのハイシーズンを除く）ので、非常にポピュラーな宿泊施設として定着しており、客層も、たとえば移動中のビジネスマン、旅行中の家族連れ、男女のカップルなどと、さまざまである。食品の持ち込みも自由。大手チェーンのモーテルではWi-Fi完備も増えている。

## 分類・種類（日本）
日本では「#ビジネスホテル」「#シティホテル」「観光ホテル」「リゾートホテル」「カプセルホテル」「#アパートメントホテル」「ラブホテル」などの用語で分類がされることが多い。

### ビジネスホテル
日本でいうビジネスホテルとは、ターミナル駅前や都市の繁華街など交通の要所にある、宿泊機能に重点を置いたホテル。シティホテルよりも客室は狭くサービスが簡素化され、そのかわりに低料金なのが特徴。シングルの客室（1人用）が中心となる。かつてはビジネスでの利用が主流であったが、近年の大手チェーンのビジネスホテルは、低料金の上、サービスも充実し、観光等での利用も増えている。日本におけるビジネスホテルは、1920年9月12日に、京都にて1名1室形態の個室旅館を法華クラブが創業したことに始まる。

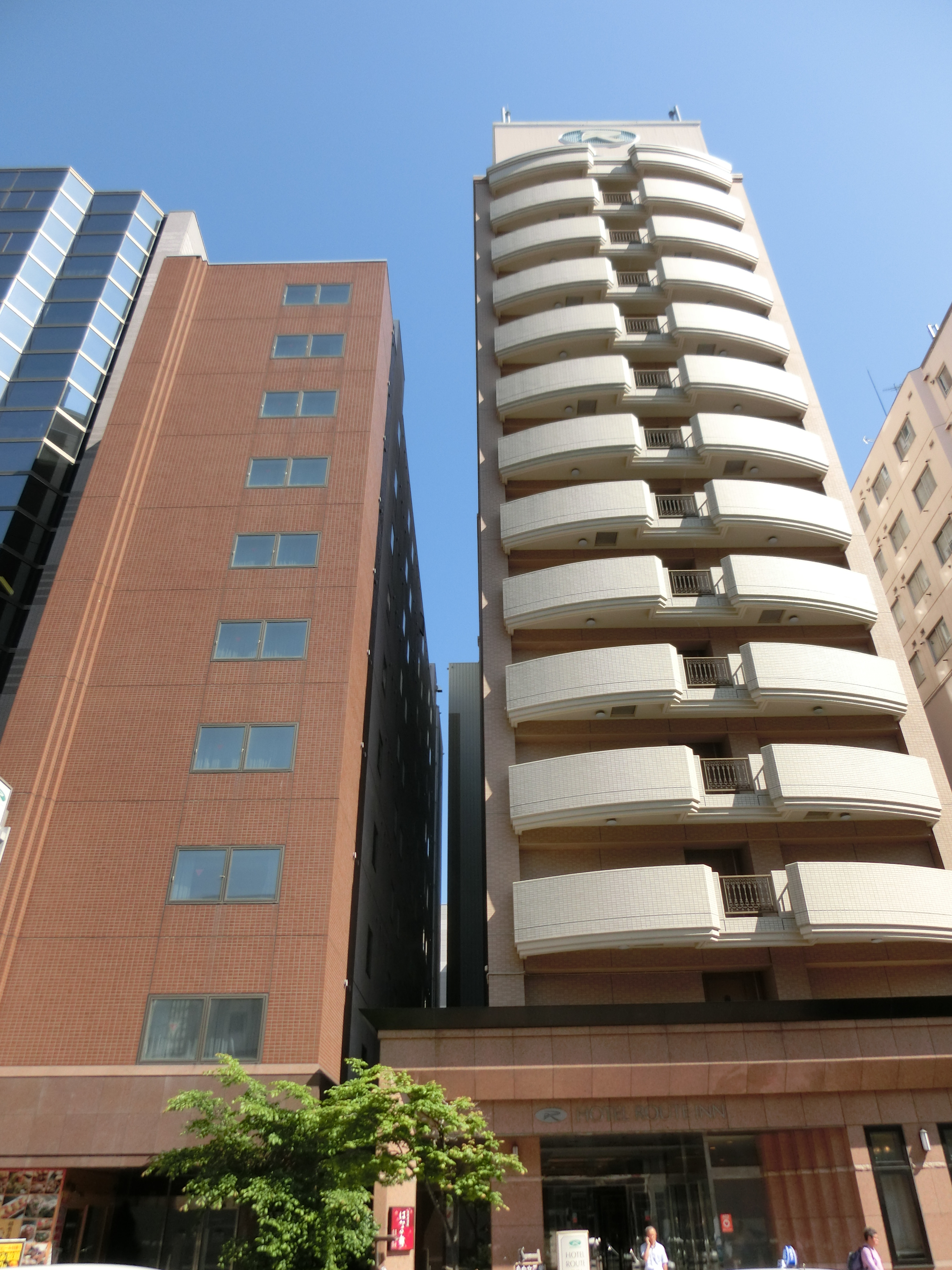
ホテルルートイン札幌駅前北口
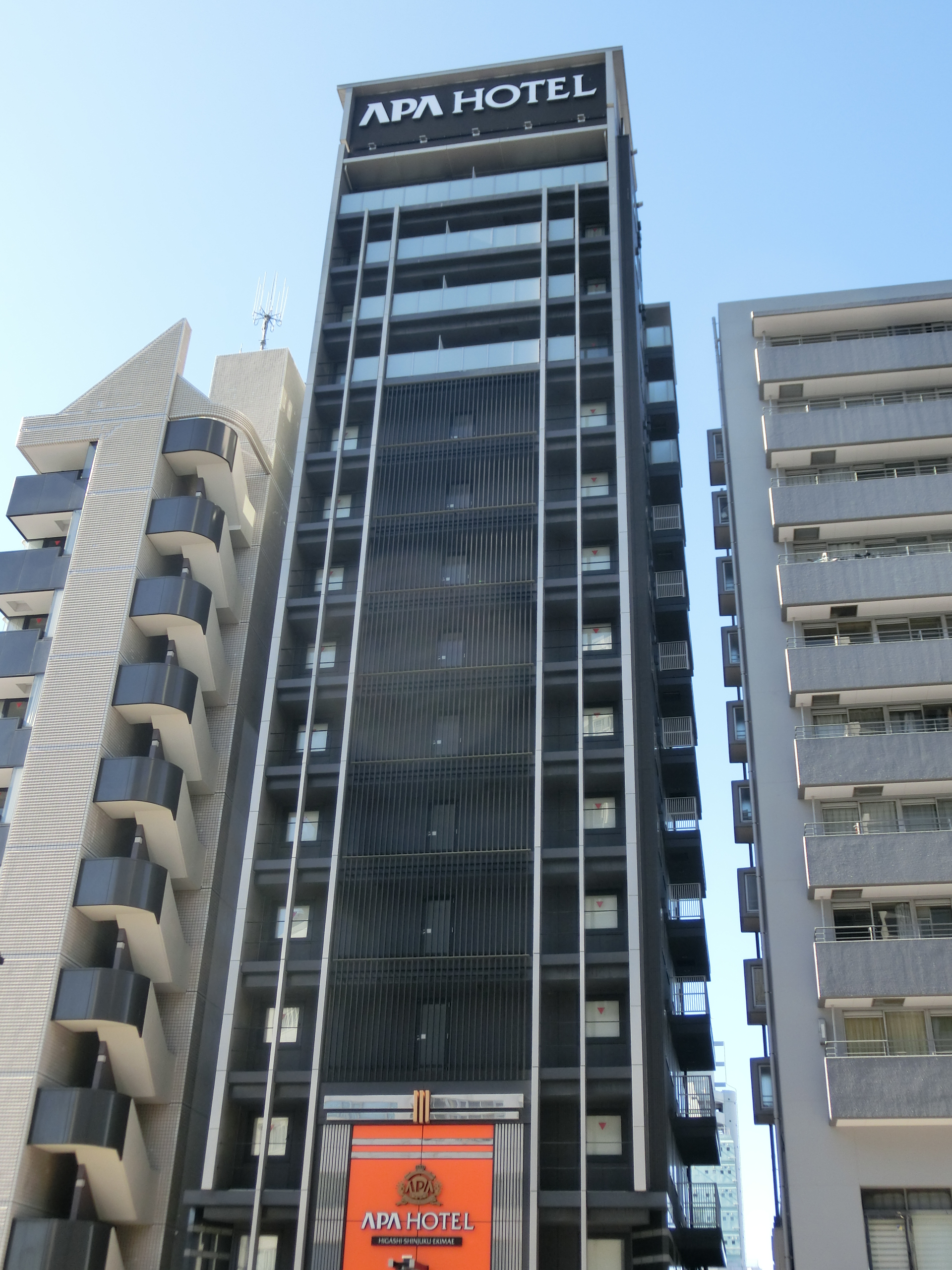
アパホテル東新宿駅前
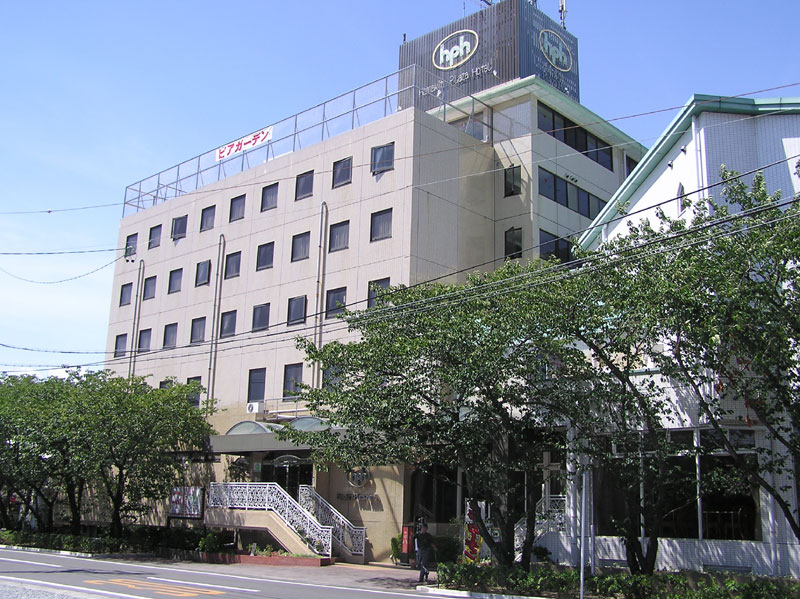
はまきたプラザホテル（静岡県浜松市）
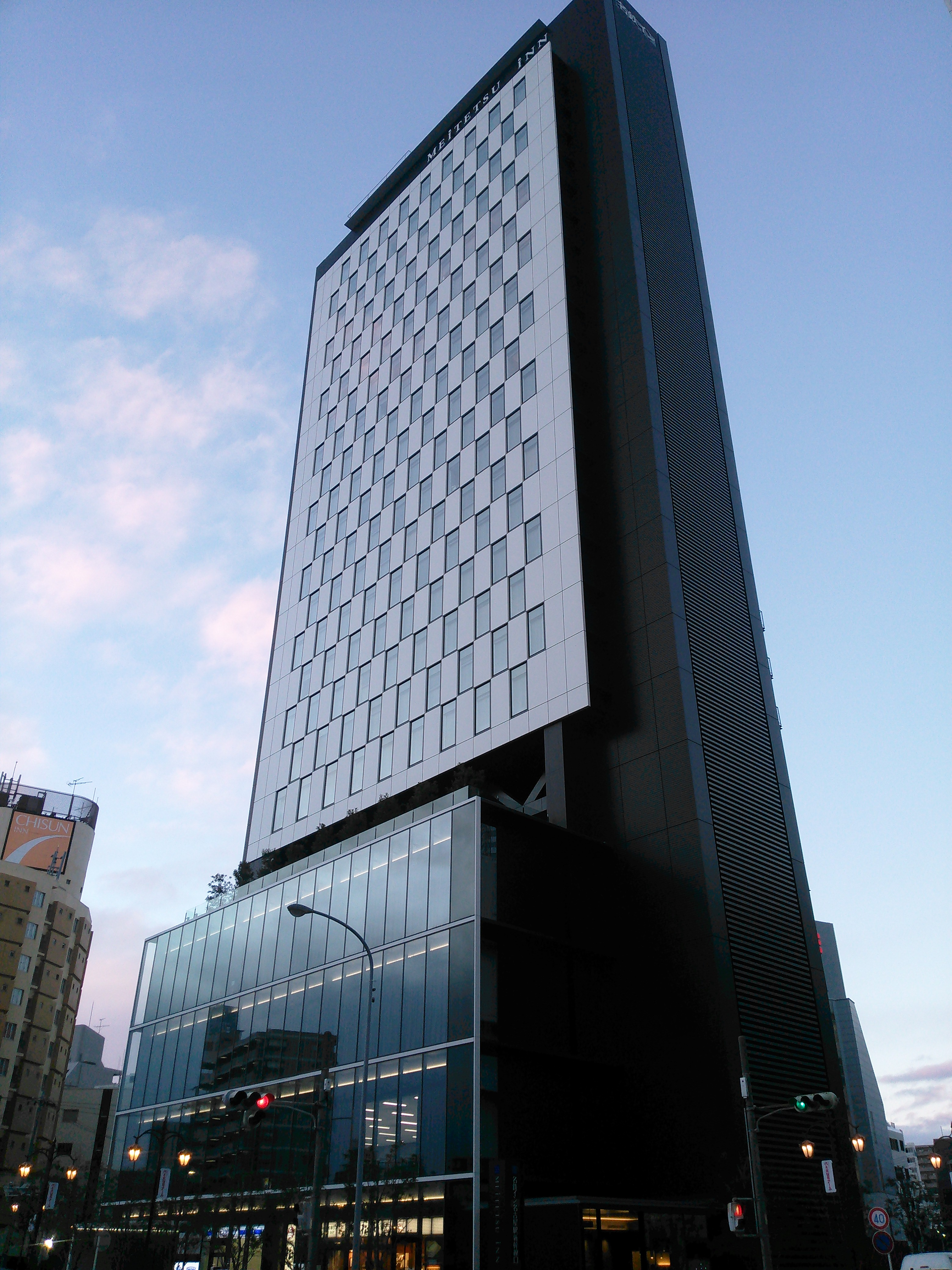
名鉄イン名古屋新幹線口（名古屋駅）。複合ビルの1階にフロント、6階～23階に客室を配置。
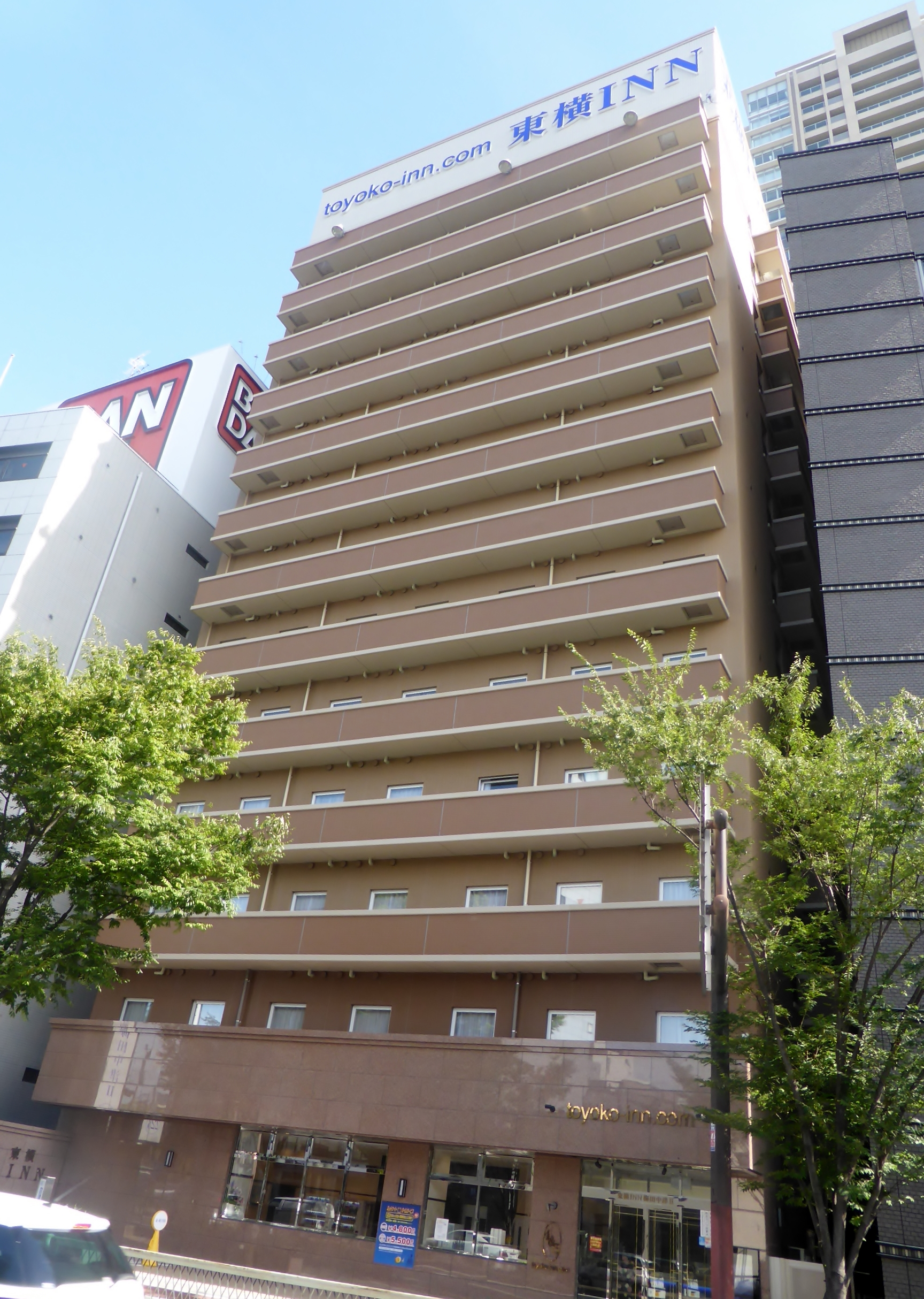
東横イン梅田中津
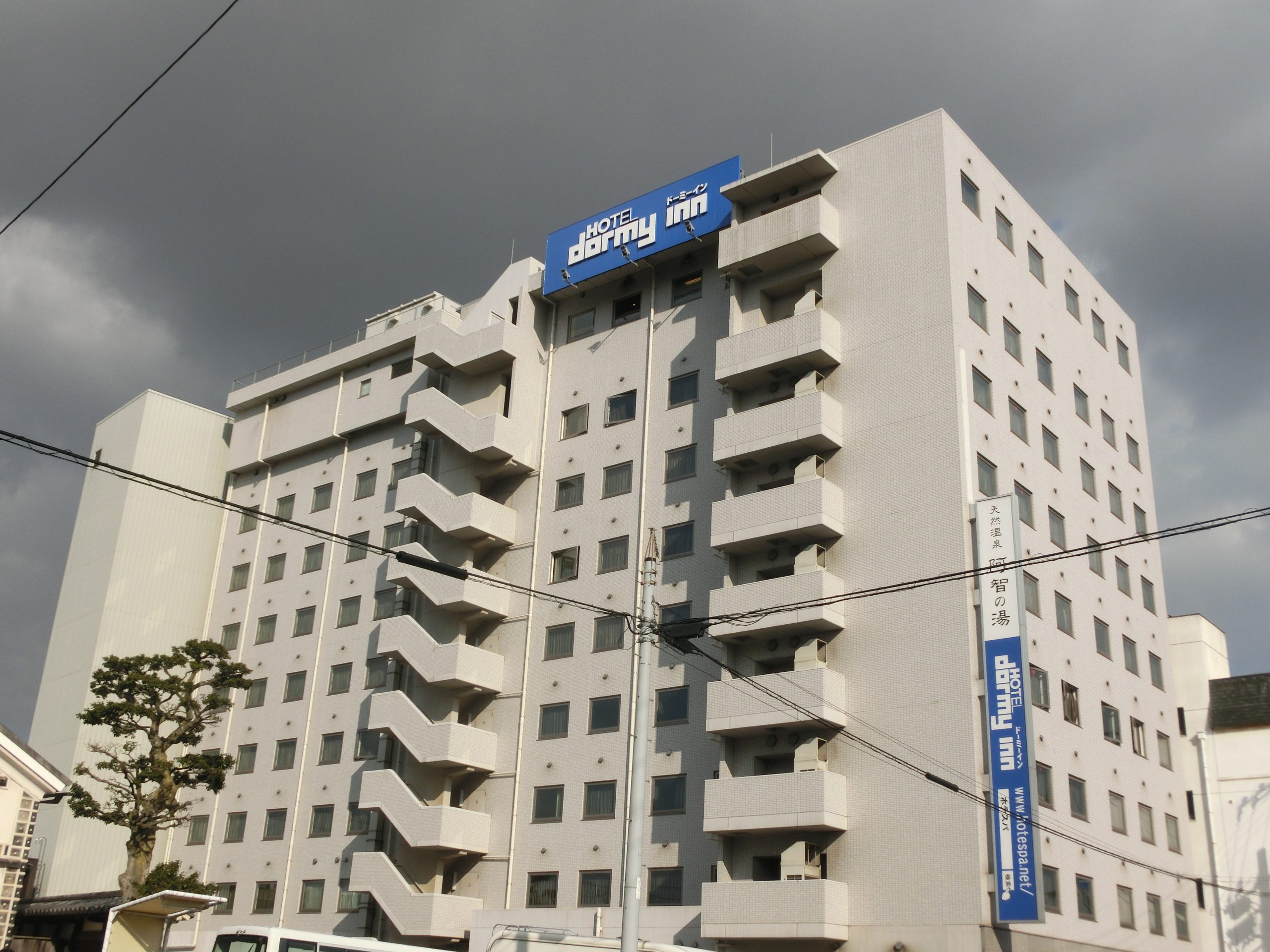
ドーミーイン倉敷
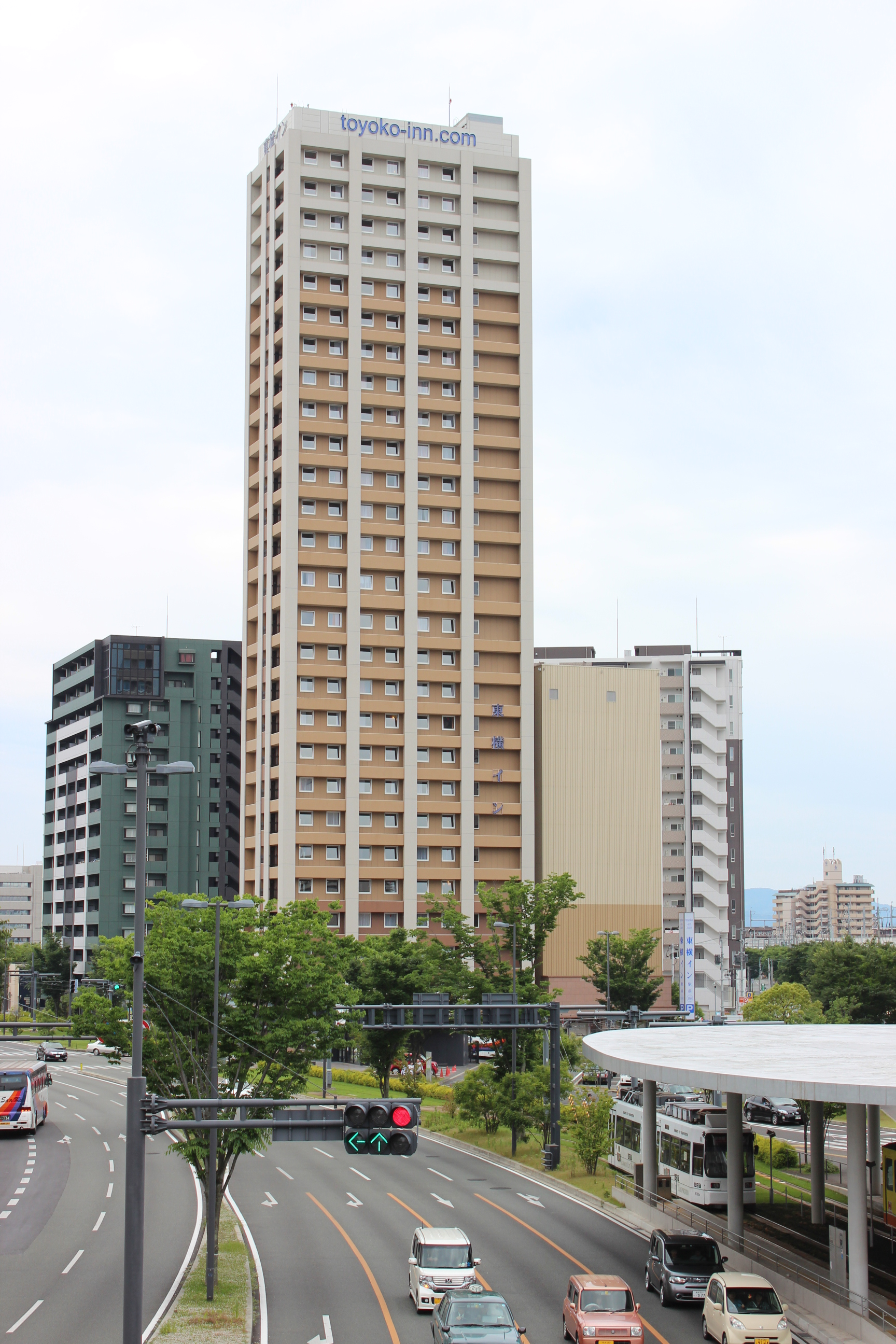
東横イン熊本駅前

### シティホテル
日本で言うシティホテルとは都市中心部や駅周辺に立地するホテル。また、ウォーターフロントやシティビューなど客室からの景観を重視したホテルも多い。フィットネスジムやスパ、エステ、複数のレストラン、バーなどの館内施設やルームサービスなどが充実しているのが特徴で、宿泊料金も比較的高額。また、結婚式場や大規模な宴会場を備えたホテルもある。シングルの客室は少数、または設定されていないことが一般的で、ツインルームやダブルルームがメインである。「city hotel」の語は、一応1794年にニューヨークに出来たシティ・ホテル（74室）で最初に使われ、以降、各地に普及したものの、近年の米国ではあまり使われていない。日本では都市の中心部などに立地するホテルが「シティホテル」と分類されるようになった。土地代が高い場所なので高層化する傾向があり、21世紀以降は複合ビル内のテナントとしての展開も増えている。多機能なものが多く、宴会場や料飲施設（レストラン、ラウンジ、バー）などを併設する規模の大きいホテルの呼称となっている。全国規模の業界団体として、1903年創立の一般社団法人日本ホテル協会と1971年設立の一般社団法人全日本ホテル連盟があり、前者は（構造上の）シティホテルおよび同等の設備を持った都市型リゾートホテルのみが正会員であるため、ビジネスホテルとの判別の目安となる。近年はヒルトン、シェラトン、ハイアットなどの欧米のラグジュアリーホテルの日本進出が盛んになっている。

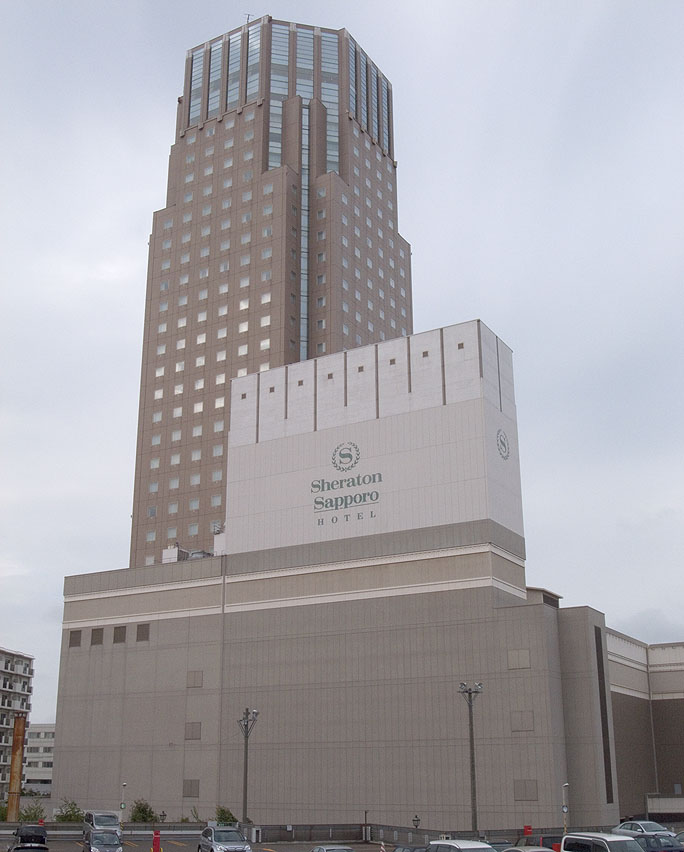
シティホテルの一例、シェラトンホテル札幌（現・ホテルエミシア札幌）。客室数512室（北海道札幌市厚別区）
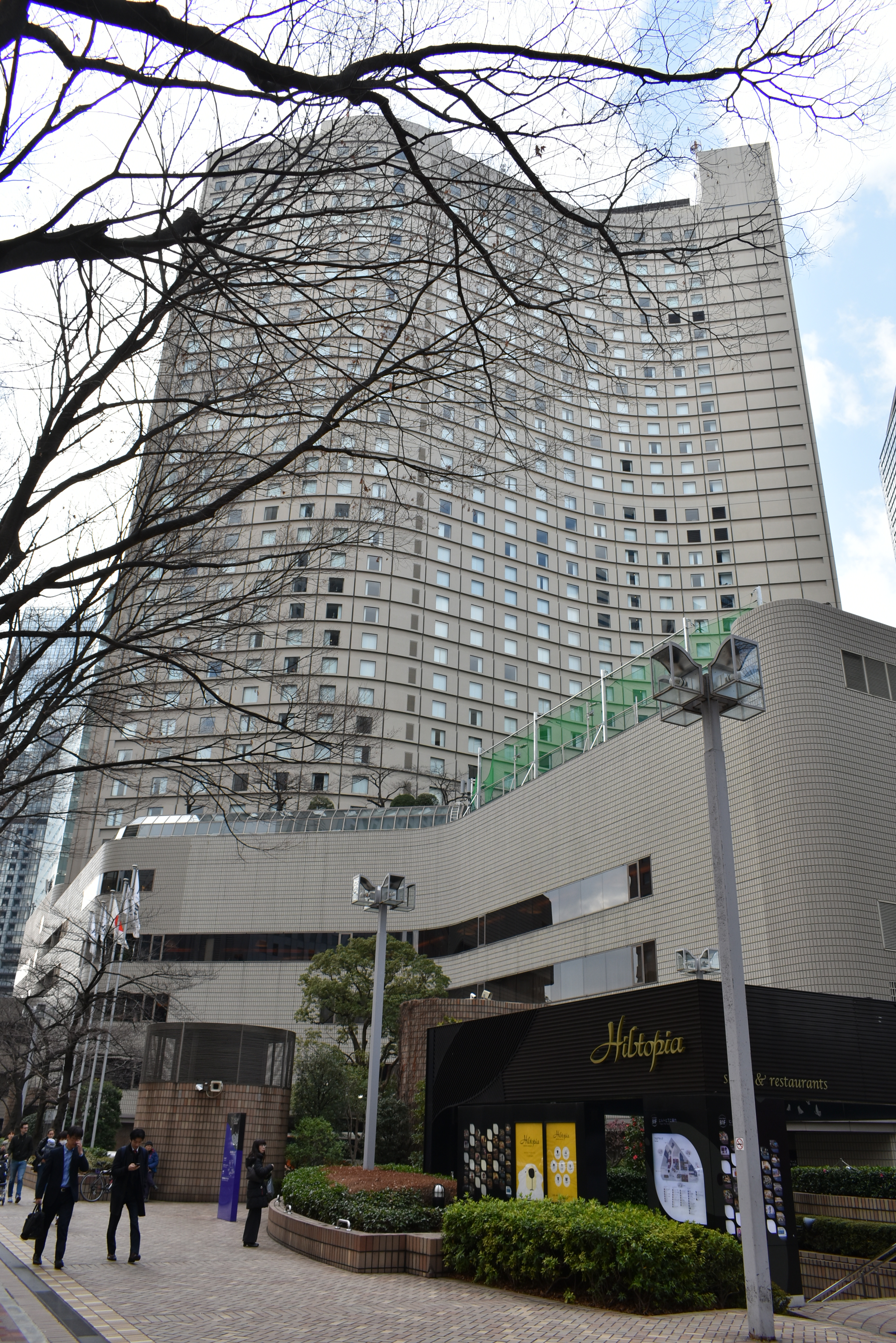
ヒルトン東京 客室数825室。1963年開業（現在のホテルは1984年開業）。最寄駅は東京メトロの西新宿駅
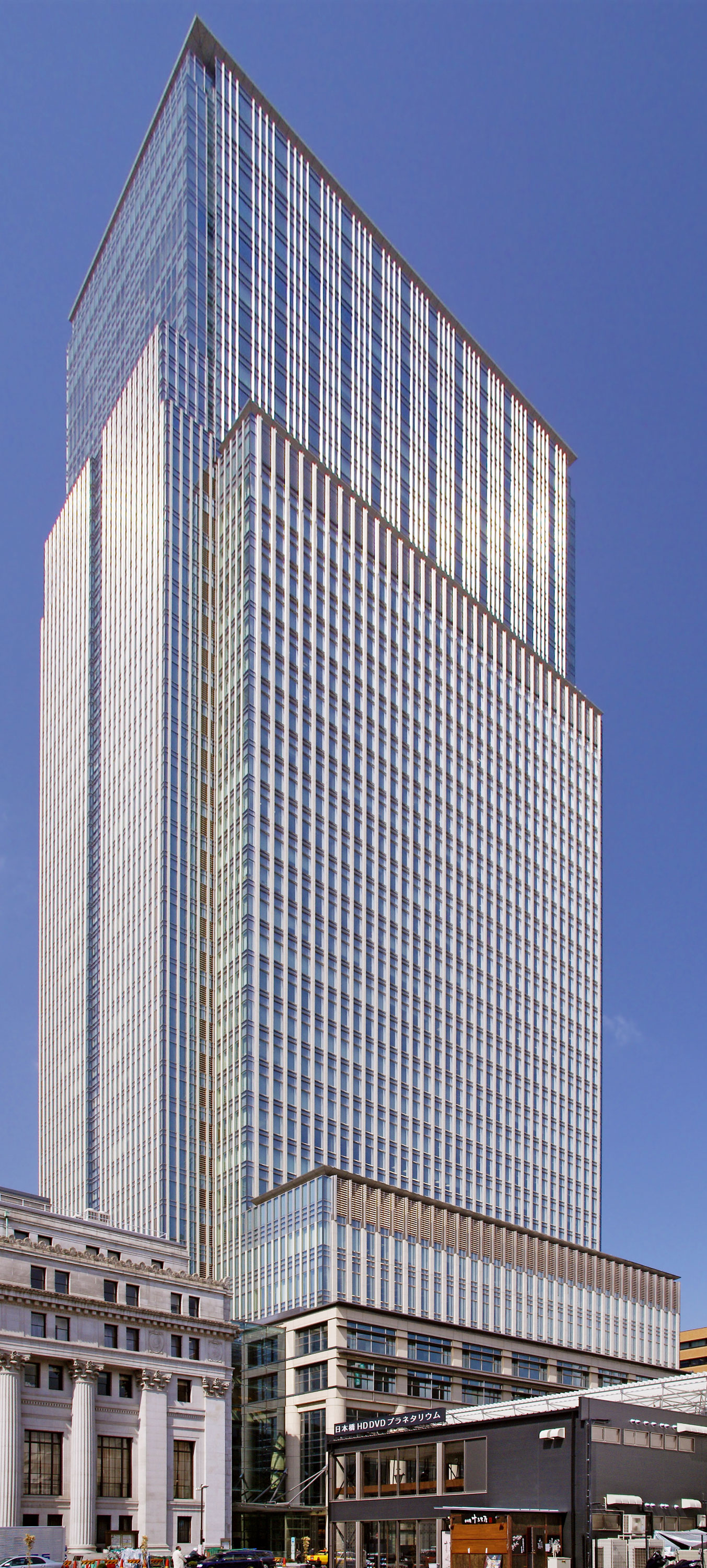
マンダリン・オリエンタル東京。日本橋三井タワーの30～38階。客室数179室。2005年開業。
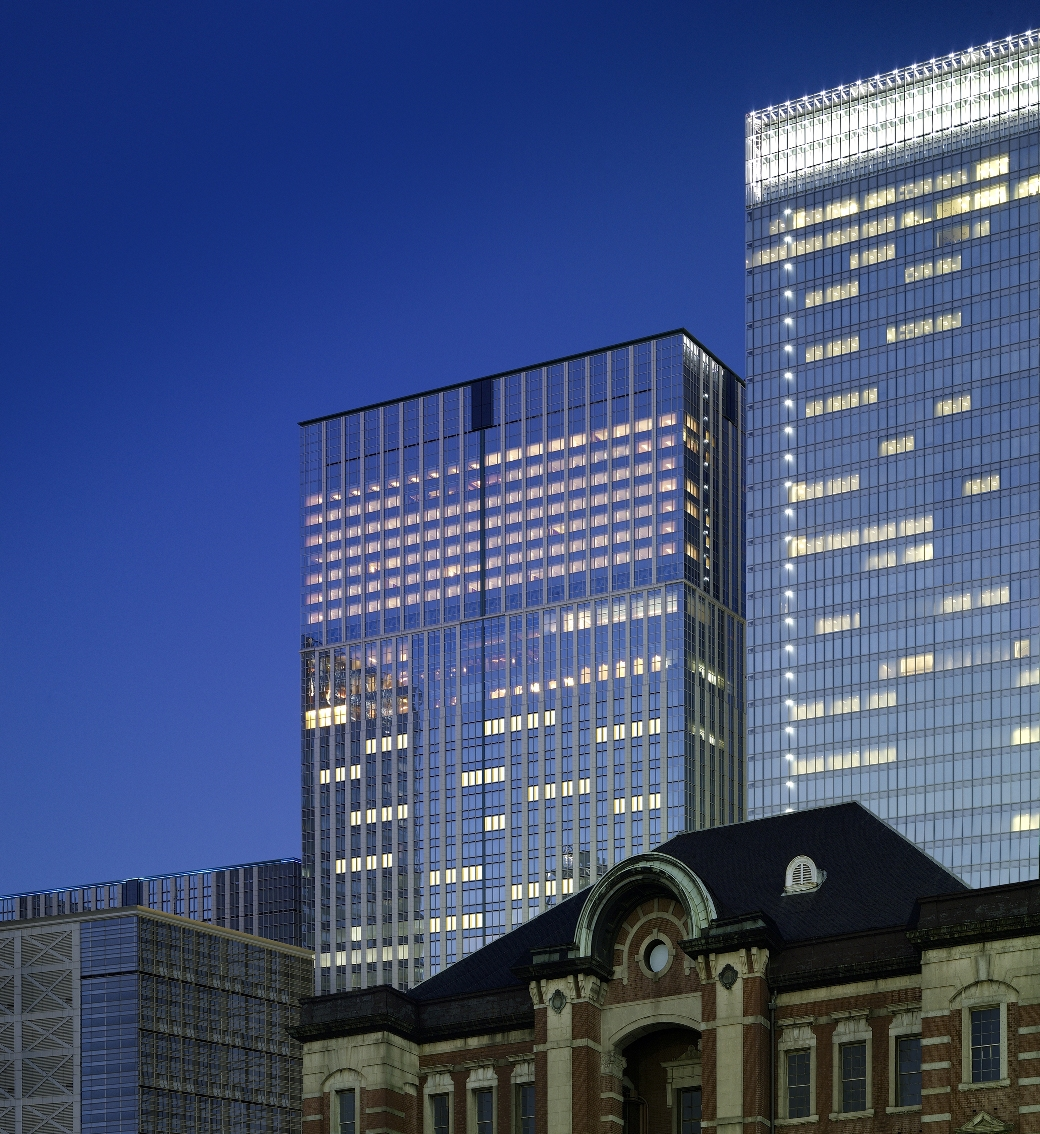
左側の複合ビルの27～37階にシャングリ・ラ ホテル 東京が含まれる。客室数200室。2009年開業。東京駅に隣接。
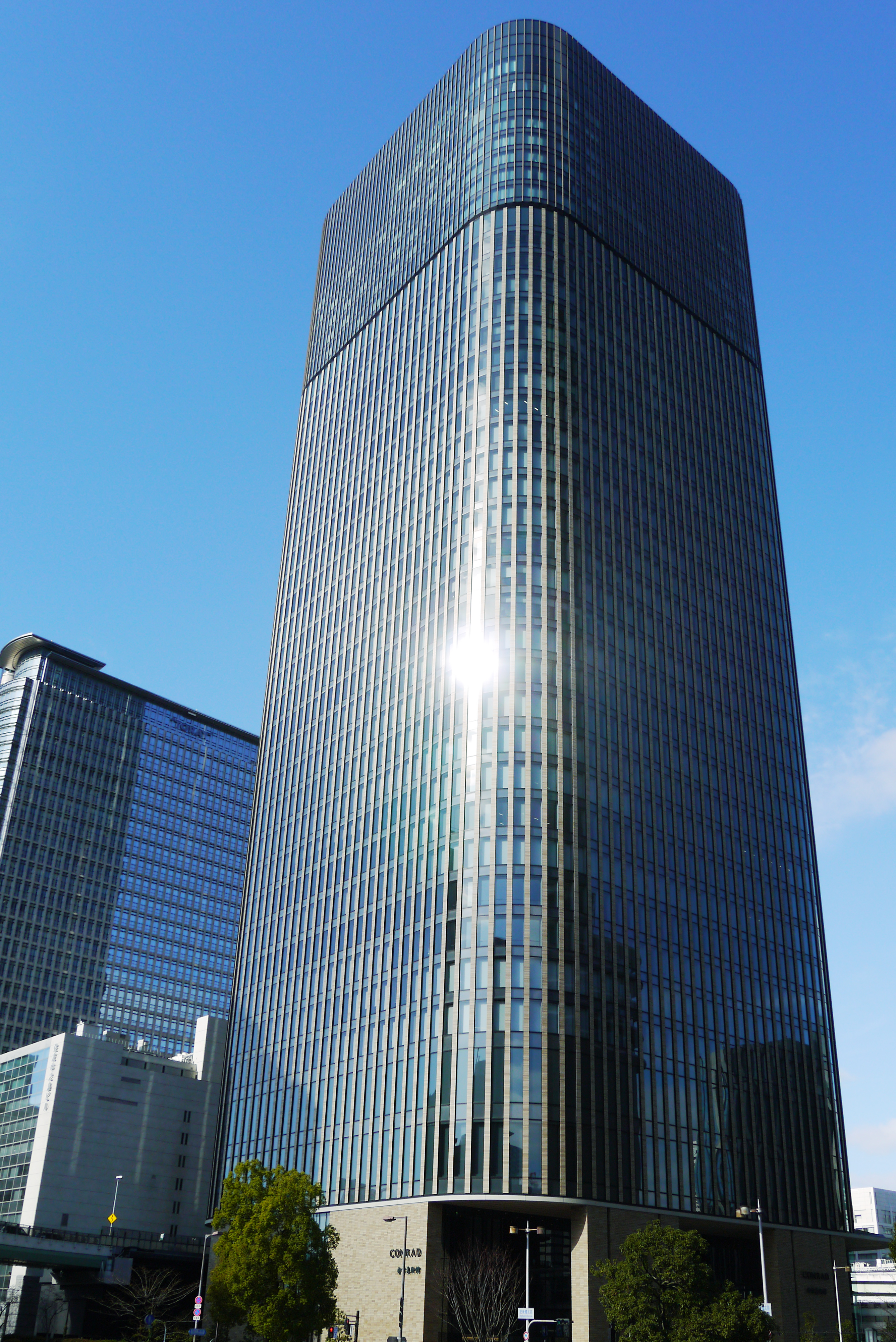
コンラッド大阪。複合ビルの33～40階。客室数164。
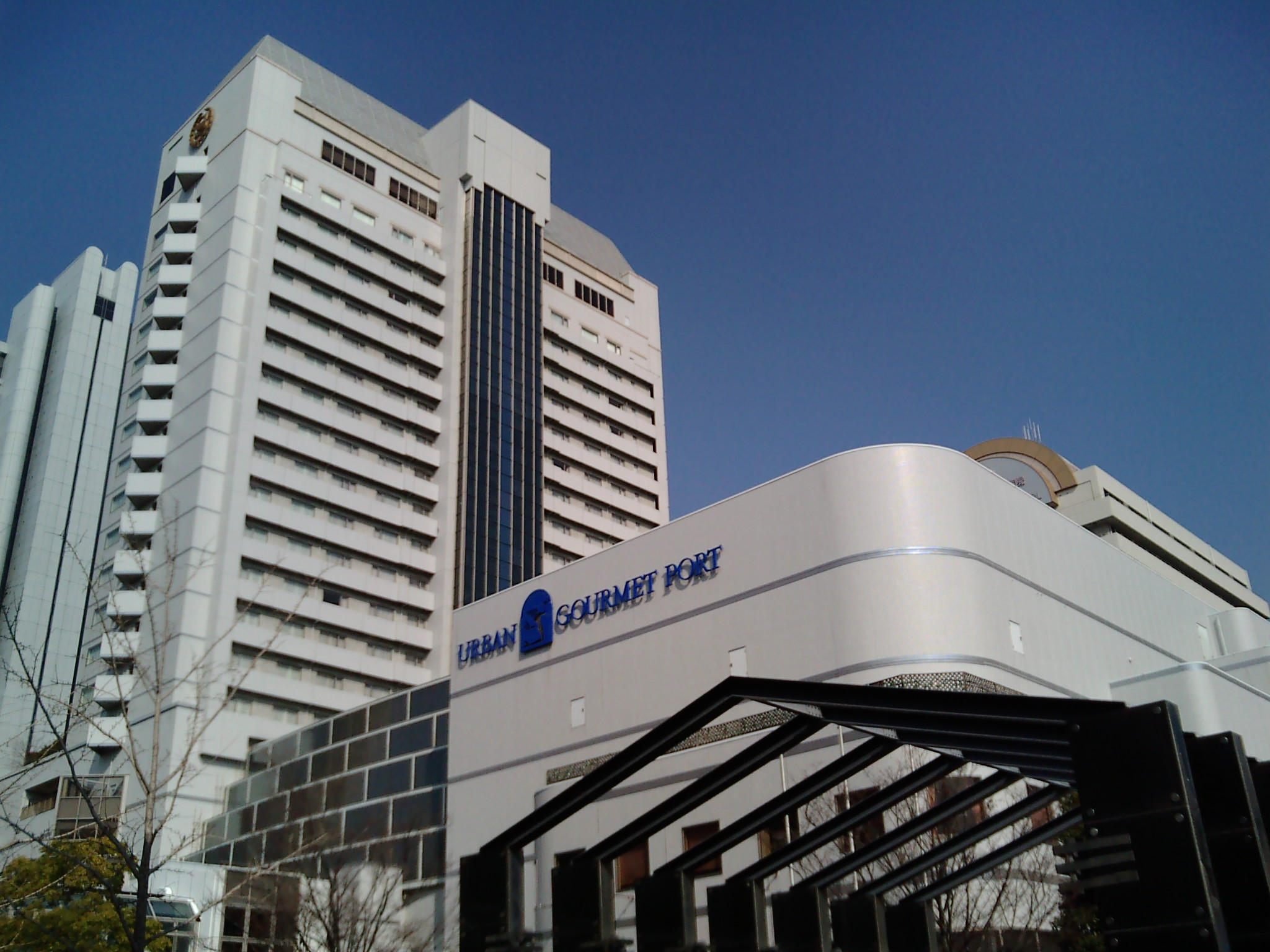
神戸ベイシェラトン。276室。神戸新交通六甲アイランド線アイランドセンター駅直結
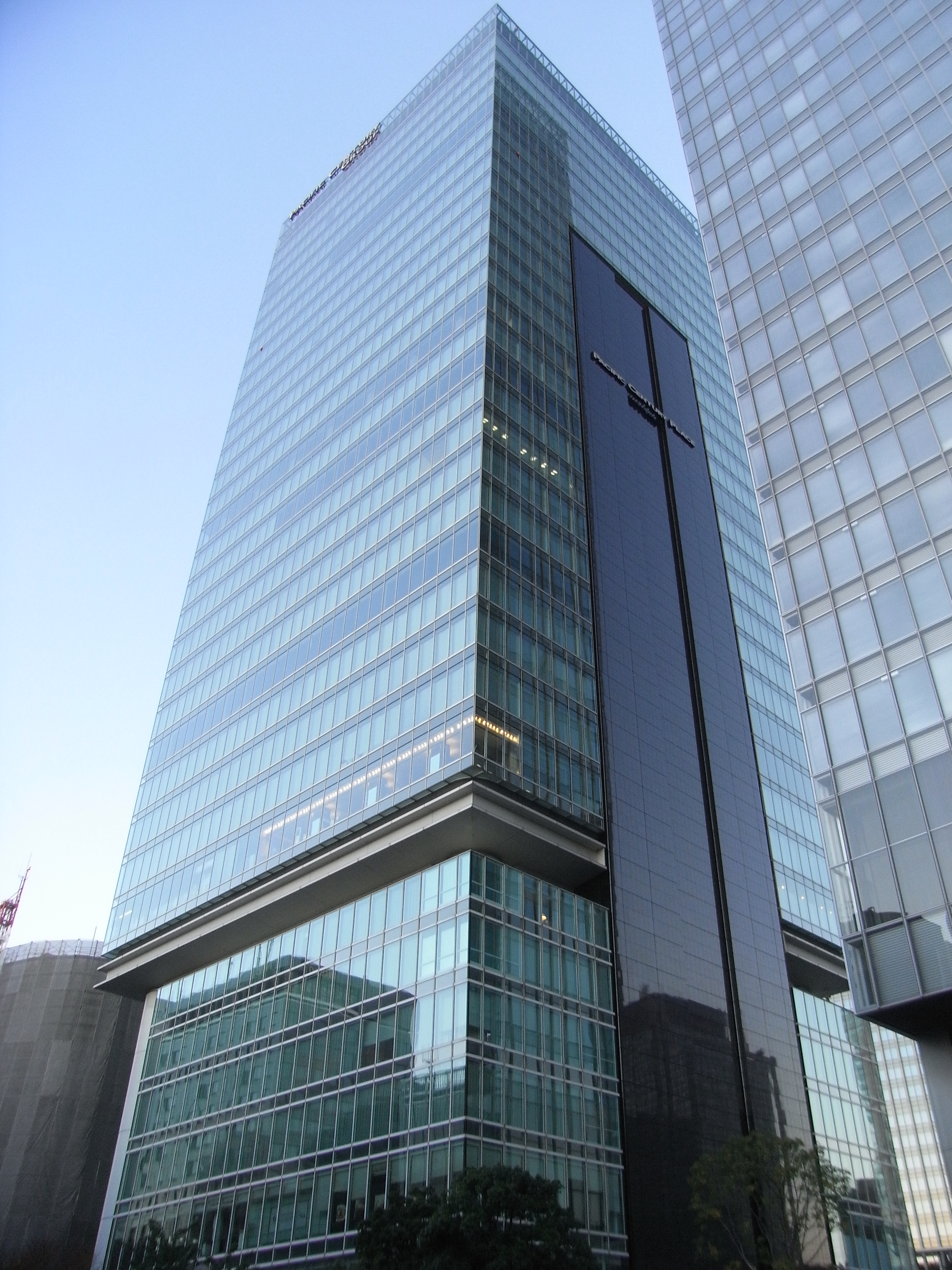
フォーシーズンズホテル丸の内東京。東京駅に隣接する複合ビル「パシフィックセンチュリープレイス丸の内」の3階から7階部分に。

### 観光ホテル・リゾートホテル
観光ホテルは、景勝地、温泉地、史跡、スキー場、ビーチ、高原・山岳地帯などの観光地・リゾート地に立地する遊覧や保養を目的とする観光客のためのホテル。観光客向けにプールやプライベートビーチ、テニスコート、カジノなど多くの付帯施設を持つものもある。一方では、ゆっくりとくつろぐことに主眼を置いた、ハウスホテルやヴィラ様式の施設も多い。
- 日本では旅館業法のホテル営業ではなく旅館営業であることも多く、政府登録国際観光旅館に登録されていたり、あるいは国際観光旅館連盟（通称「国観連」）、日本観光旅館連盟（通称「日観連」）に加盟していたりすることも多い。
「リゾート会員権」の売り出しで資金調達し、その保有者の宿泊（滞在）用途に特化した会員制の施設も多く、便宜的に「会員制リゾートホテル」「会員制ホテル」などと言われている。これらは区分占有型のリゾートマンションとは区別されている。

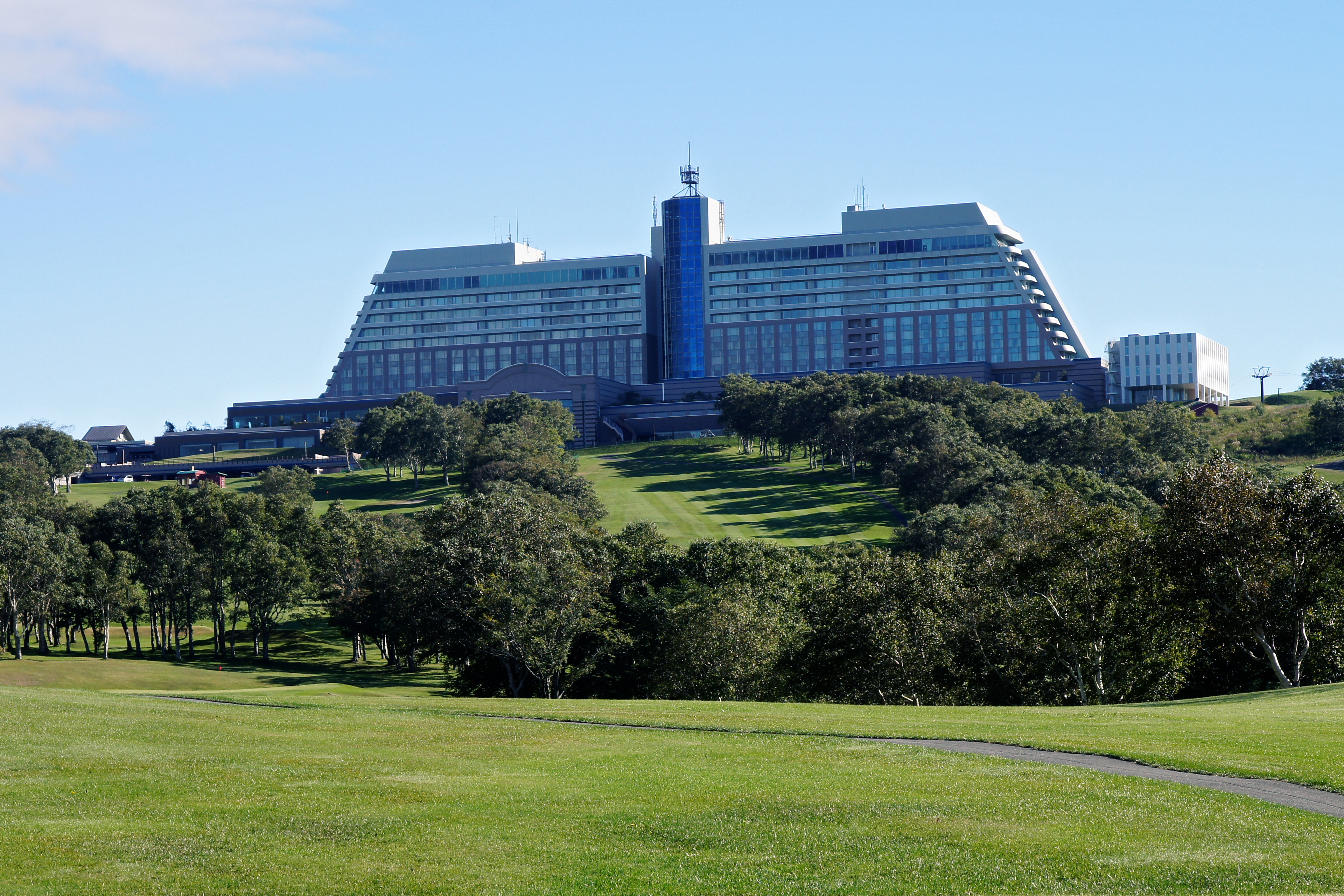
洞爺湖畔にあるザ・ウィンザーホテル洞爺リゾート&スパ。サミットも開催された。
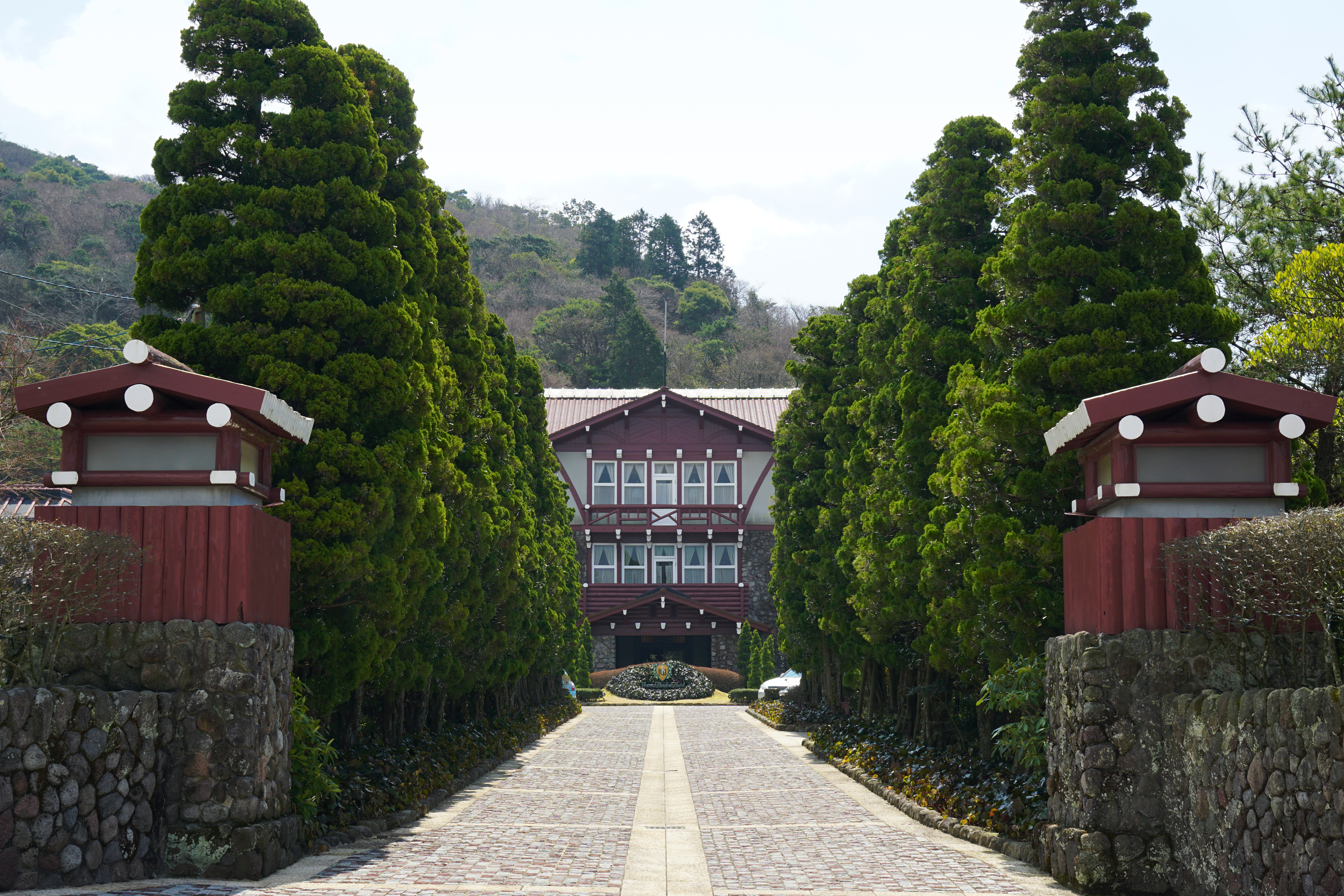
雲仙にある雲仙観光ホテル
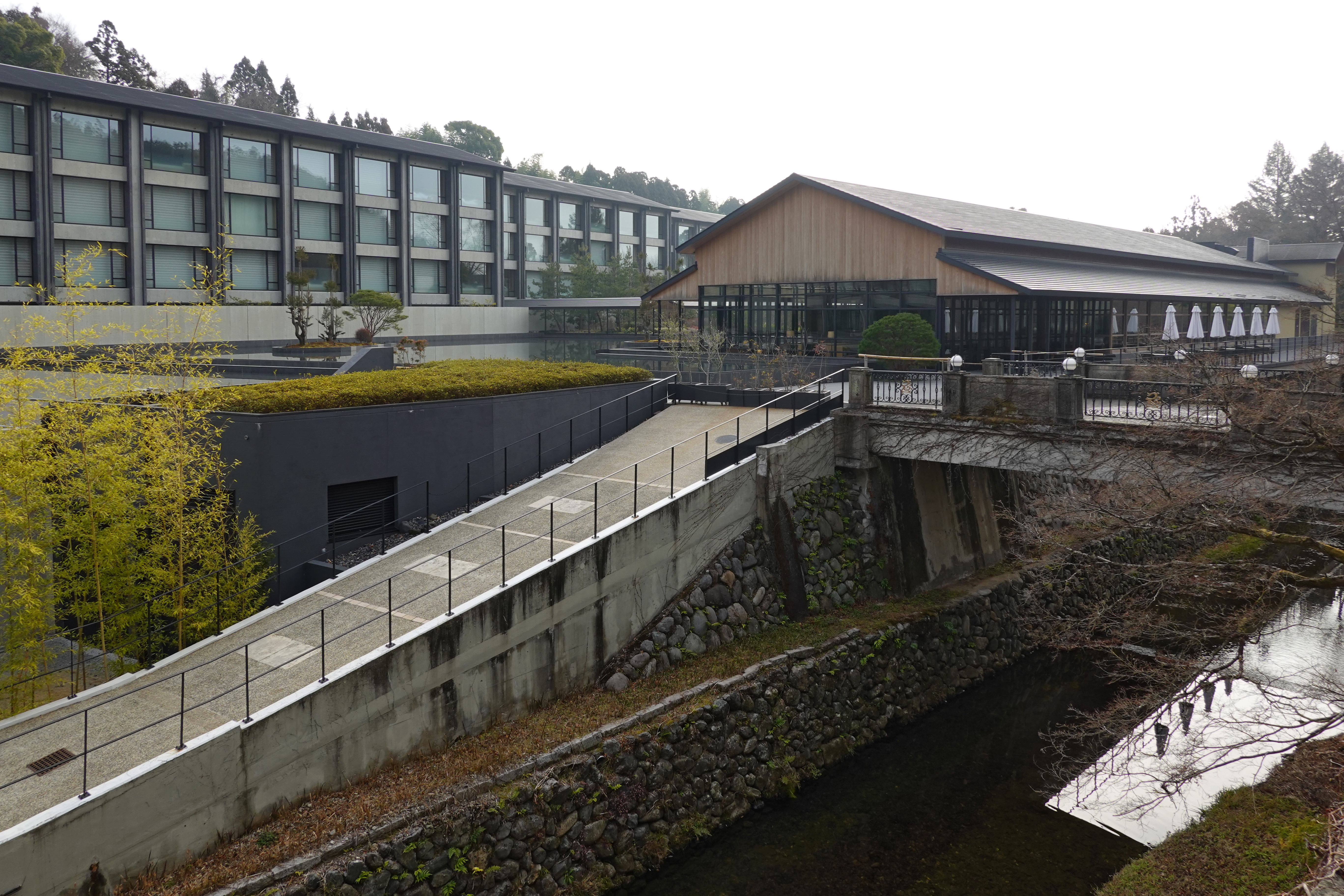
京都鷹峯・しょうざん光悦芸術村にあるROKU KYOTO, LXR Hotels & Resorts
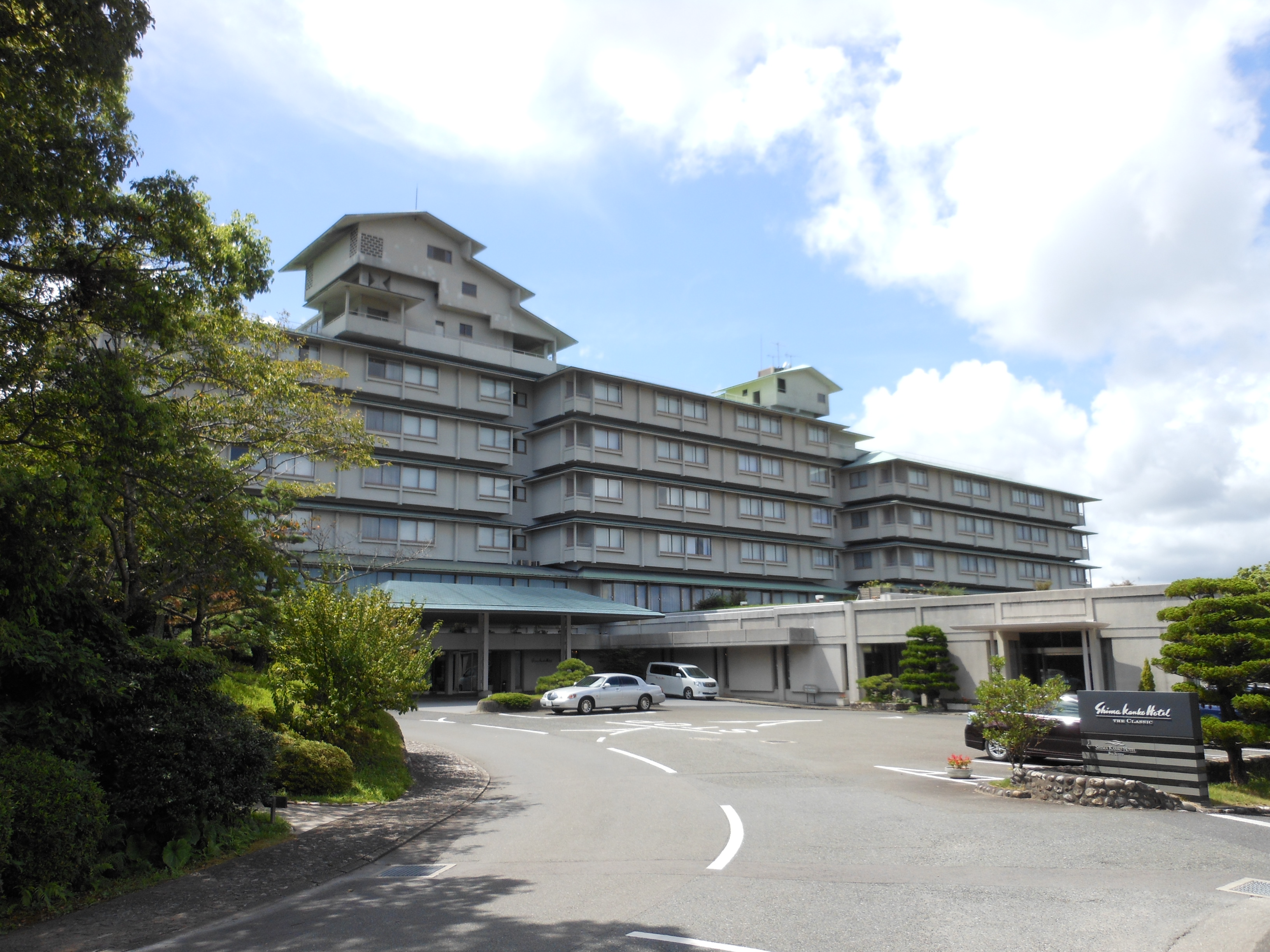
志摩にある志摩観光ホテル ザ クラシック。サミットも開催された。
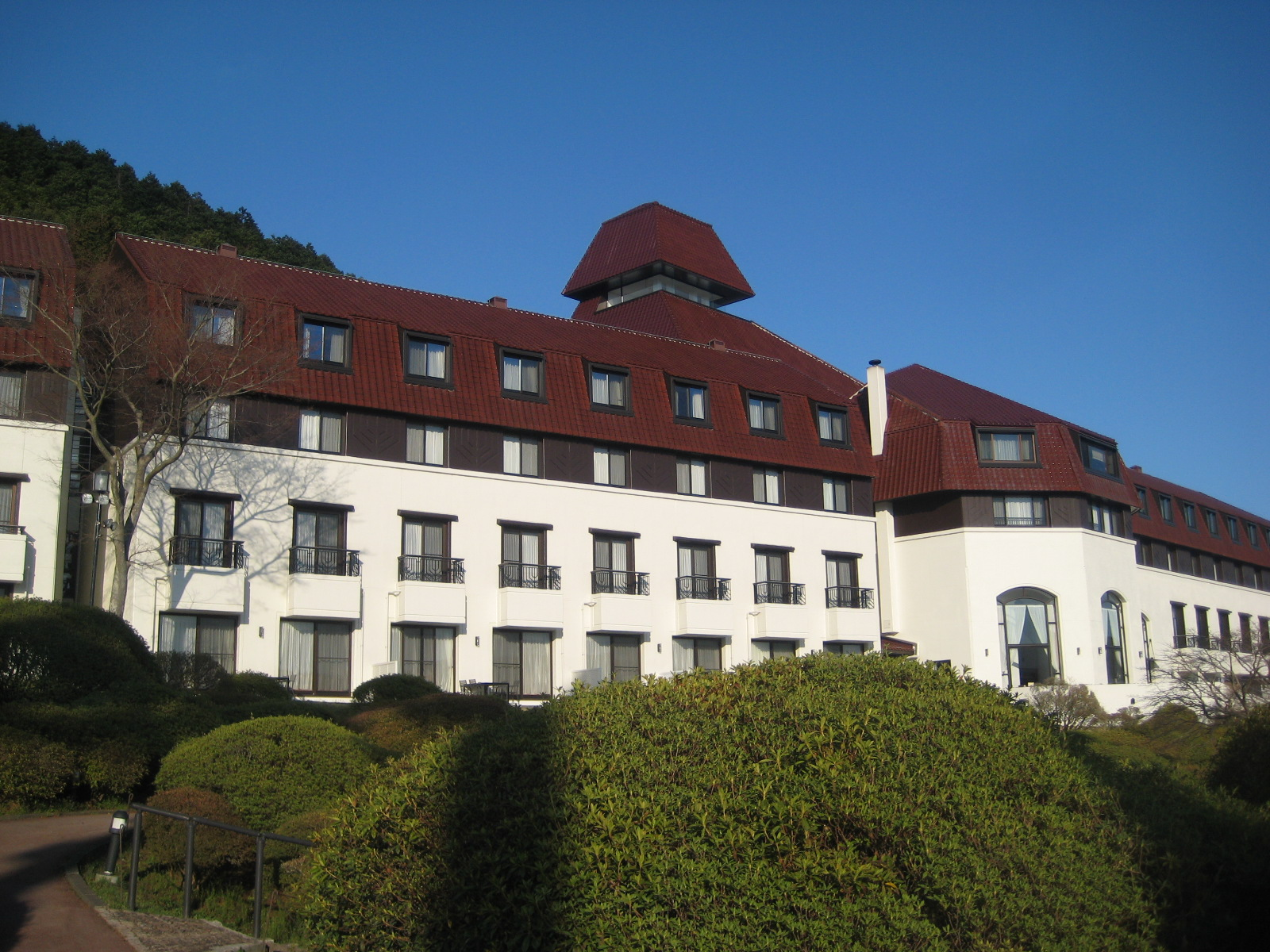
箱根にある小田急山のホテル
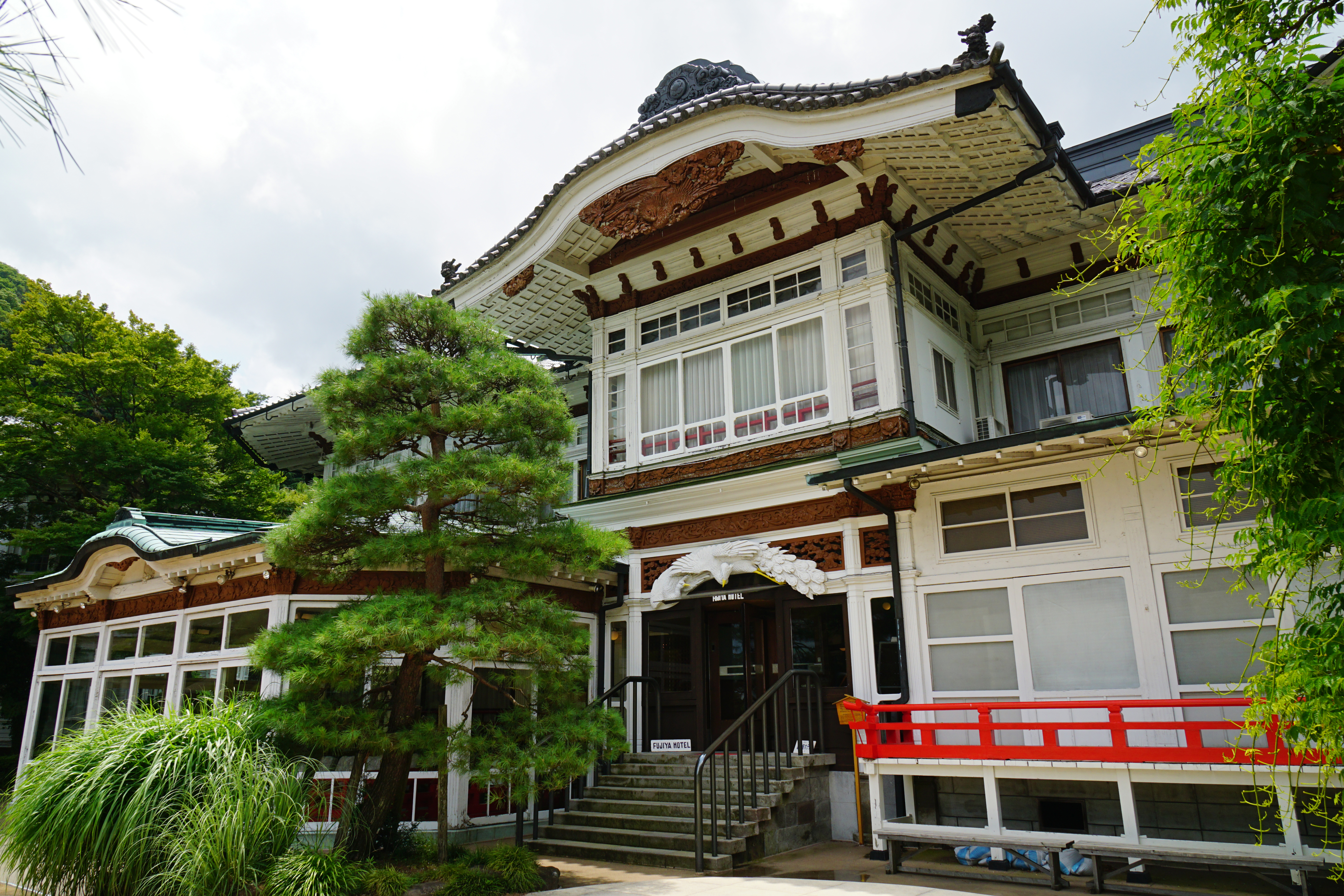
箱根富士屋ホテル。かつて外国人客専用だったことのあるホテル。

### アパートメントホテル（サービスアパートメント）
アパートメントホテルは、 海外ではコンドミニアムやCo-livingとも呼ばれる、日常生活型ホテルのこと。中長期滞在を想定し、客室内にキッチン、洗濯機などといった生活に必要な設備があり、1室4〜8人で宿泊できることが特徴である。日本では長期滞在型ホテル、サービスアパートメントともいう。都市中心部や駅周辺に主に位置する。滞在中は清掃に入らないことが多く、一般のホテルよりも安価で泊まることができる。訪日観光客の滞在日数が長期化傾向にあるだけでなく、家族や友人同士などグループ利用の需要も急増していることから、同様の形態のホテルは日本でも増加傾向にある。

### トランジットホテル
トランジットホテルは、通常、国際ハブ空港の空港ターミナル周辺や空港ターミナルビルに直結し、海外からの乗り継ぎなど、出入国手続きをせずにそのまま宿泊できる短期滞在ホテル。次のフライトを待つ間、旅行客は飛行機から降りて部屋にチェックインし、フライトの合間にリフレッシュすることができる。
日本初のトランジットホテルは東京国際空港第3ターミナルの出国エリアに位置する。

### カプセルホテル

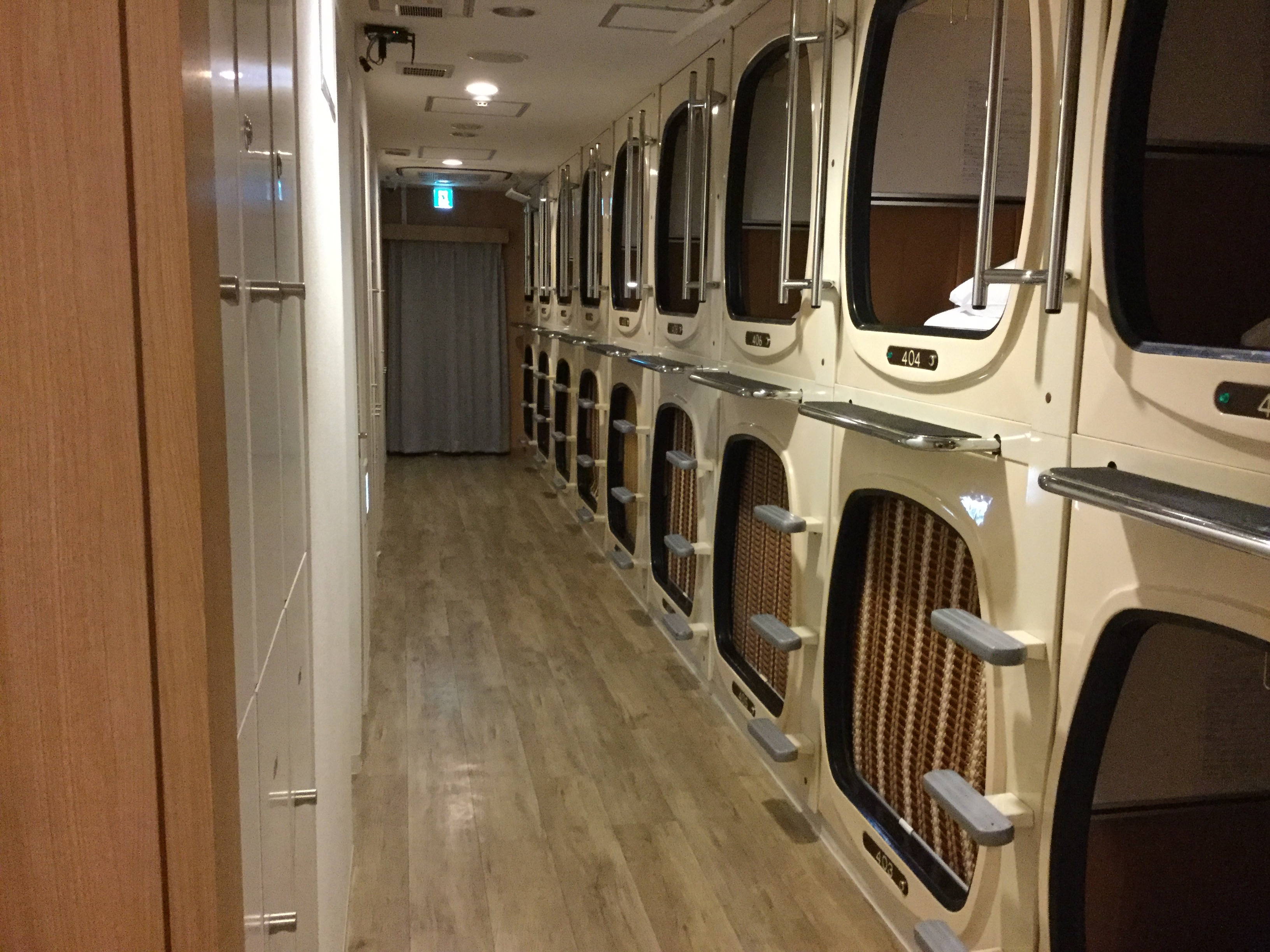
カプセルホテルの配置

カプセル状の簡易ベッドが提供される宿泊施設。日本独自の形態のホテルである。旅館業法ではホテル営業ではなく簡易宿所営業になる。ほとんどは、ビジネスホテル同様、都市の繁華街に立地する。施設としては単独のものの他、サウナ店に併設されるケースも多く、大部屋の中にカプセルが積み重ねられた形態が多い。ビジネスホテルと比べて比較的安価で宿泊できるのも特徴である。

### ラブホテル

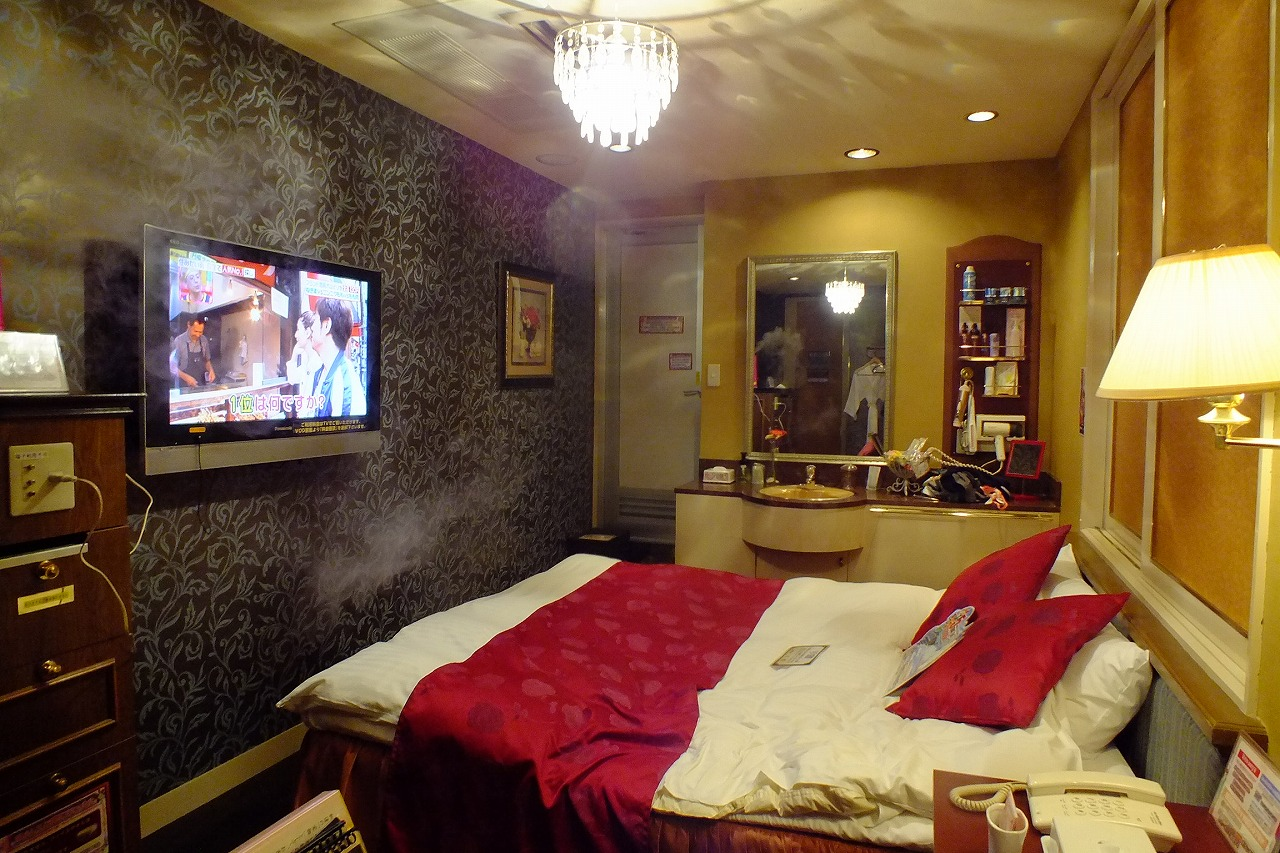
日本のラブホテルの室内

基本的にはカップルでの利用を想定しているホテルで、性交目的に利用されると想定しており、宿泊だけでなく2時間（～3時間）程度の短時間の利用（「休憩」）も想定しているものである。他の客や従業員にできるだけ会わずに入室できる工夫がしてあり、コンドームが用意され、客室内の調度品なども一般的なホテルとは異なる。略称「ラブホ」。「ファッションホテル」「カップルズホテル」「ハッピーホテル」「アミューズメントホテル」「レジャーホテル」「モーテル」「ブティックホテル」などとも呼ばれ、和風の呼び方では「連れ込み宿」「同伴旅館」などとも呼ばれる。日本特有の形態のホテルである。自動車で向かうラブホテルは高速道路のインターチェンジ周辺や幹線道路沿いに立地しており、そうでない場合は歓楽街・繁華街の駅近隣の特定地に密集して立地していることが多い。法的には風俗営業等の規制及び業務の適正化等に関する法律（略称・風営法）の適用を受けるが、現状は、日本では警察庁が把握している全国のラブホテルの軒数は約7000軒で、実際にはその5倍に当たる35,000軒が存在していると推定されている。これらは営業に必要な風俗営業法の許可を受けずに一般の旅館として申請されている。

### デザイナーズホテル
アメリカにおける「ブティックホテル」の日本での呼称。デザイン・コンセプトを明らかにして、工夫を凝らし設計させた個性的でモダンな設計・内装・外観を有するホテル。日本では、当初は「デザイナーズホテル」とばれていたが、最近では米国流に「ブティックホテル」と呼ぶこともある。

### 日本のその他のホテル

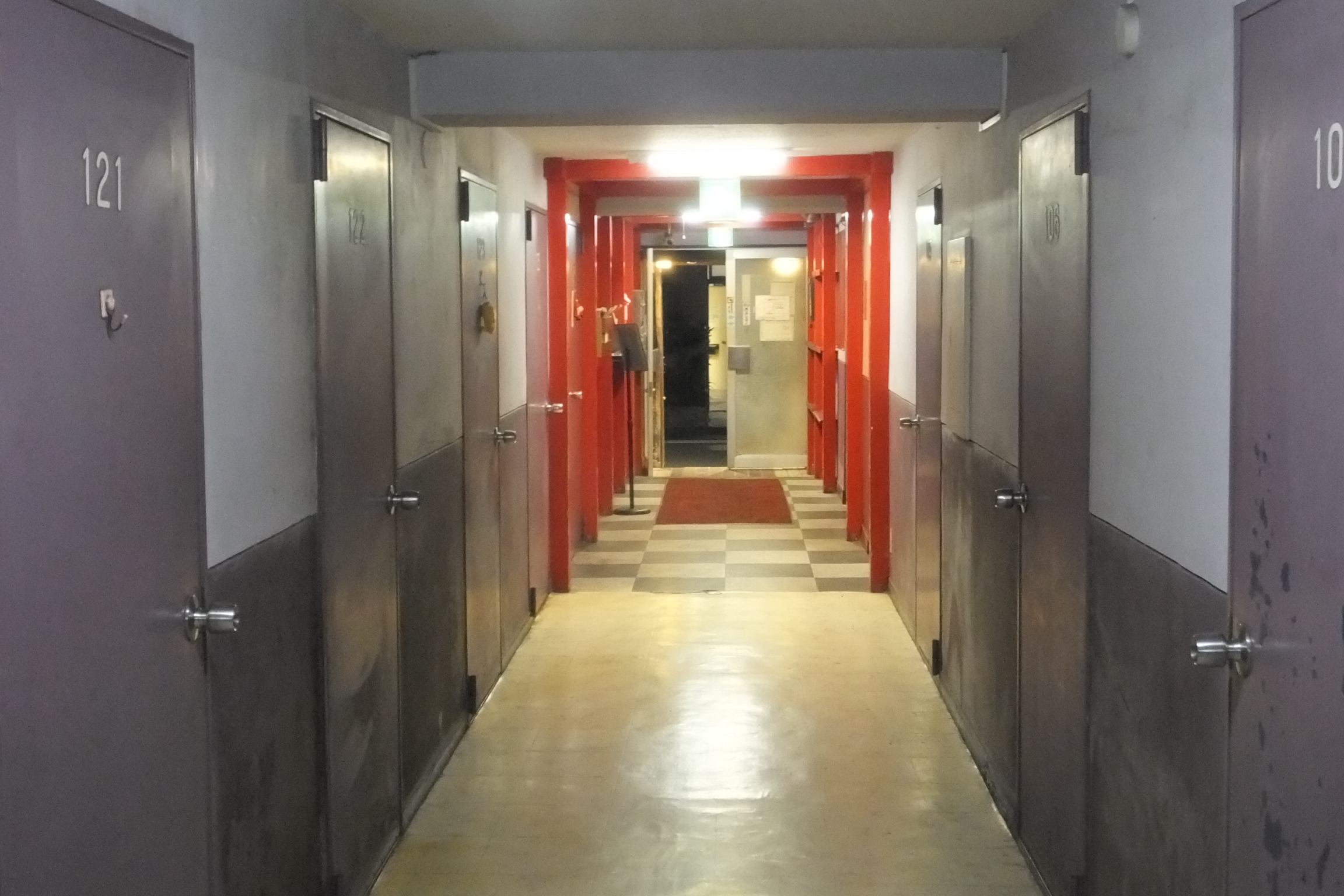
Hostel Zen。いわゆるドヤをデザイナーが簡潔にリノベーションし、バックパッカーや外国人向けに提供する例。
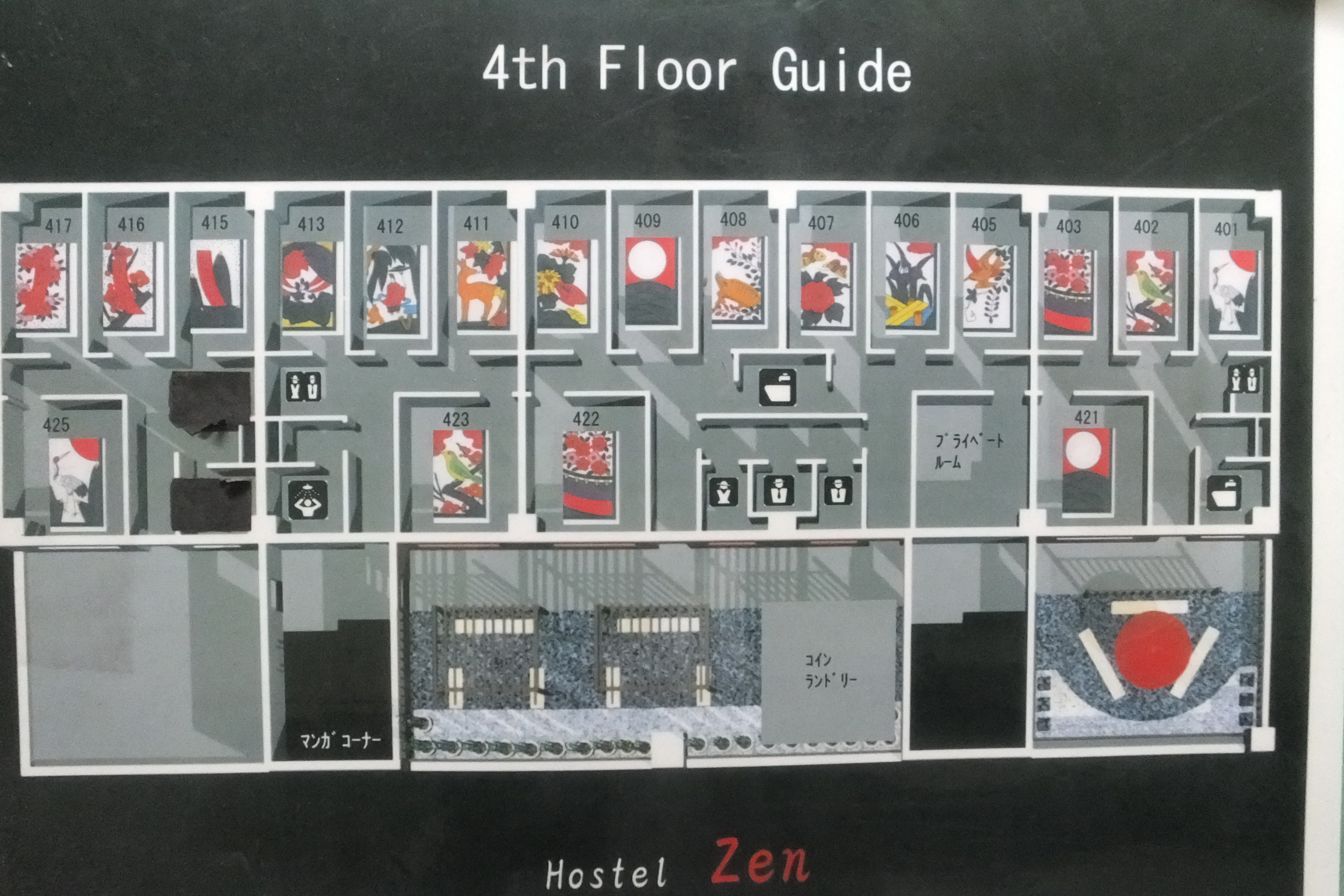
Hostel Zen。デザイナーがドヤを工夫を凝らしリノベーションした施設案内図。

## ホテルの客室

### 客室の形態
- シングル（シングルルーム） / デラックス・シングル（セミダブルルーム）
シングルサイズベッドを設けた1名用客室。北米ではセミ・ダブルベッドを設けた客室の場合もあり、アジアやヨーロッパではこれをデラックス・シングルと称する[16]。
- ダブル（ダブルルーム）
ダブルサイズベッド1台を設けた2名用客室[16]。
- ツイン（ツインルーム）
シングルサイズベッド2台を設けた2名用客室[16]。ダブルサイズベッド2台を設けた2名用客室は厳密にはダブルダブルというが、北米ではこれをツインとしていることがある[16]。
- トリプル（ツイン・ダブル）
エキストラベッドという可搬式ベッドをツインルームに設置したり、予めツインルームに備え付けられているソファベッドを用いてベッドを3つ揃えたもの。
- トリプルルーム
3名用個室で、予め3台のベッドが備え付けられている客室であるが、決して一般的ではない。
- フォース・ファミリールーム
トリプルルームにエキストラベッドまたはソファベッドを追加設置したり、予めベッドが4台以上設置されているもので4名以上が滞在できる客室。リゾートホテルやテーマパーク周辺のホテルに多い。和洋室の場合もあり、2人がベッドで、2人が布団を使用することになることもある。
- エグゼクティブ / デラックス / コンフォート / スーペリア ルーム
一般客室（スタンダードルーム）よりも部屋面積が広く、大きめのベッドやソファなどが設置されていたり、バスルームとトイレ・洗面所が仕切られているホテルもある。
- SOHOタイプ / ビジネスルーム
部屋内で書類仕事や受験勉強などを行う客のために、明るい直接照明や広い机、パソコンやファクシミリなどのOA設備の設置、OAチェアの採用など、快適な仕事環境を重視したもの。
- スイート

広く高級な客室で、クイーンサイズのベッドが1つか2つまたはキングサイズのベッドが1つ以上設置され、大型テレビや広々とした浴槽などが配置されていることが多い。
- コネクティングルーム
ドアで隣室と接続しており、2つ以上の客室を一つの客室として使えるようにした部屋[16]。ドアを閉めれば個々の客室として利用できる[16]。
- アジョイニングルーム
コネクティングルームの対義語で、小グループ向けに利用される、ドアで直接接続されていない隣り合った客室または廊下を隔てた客室[16]。

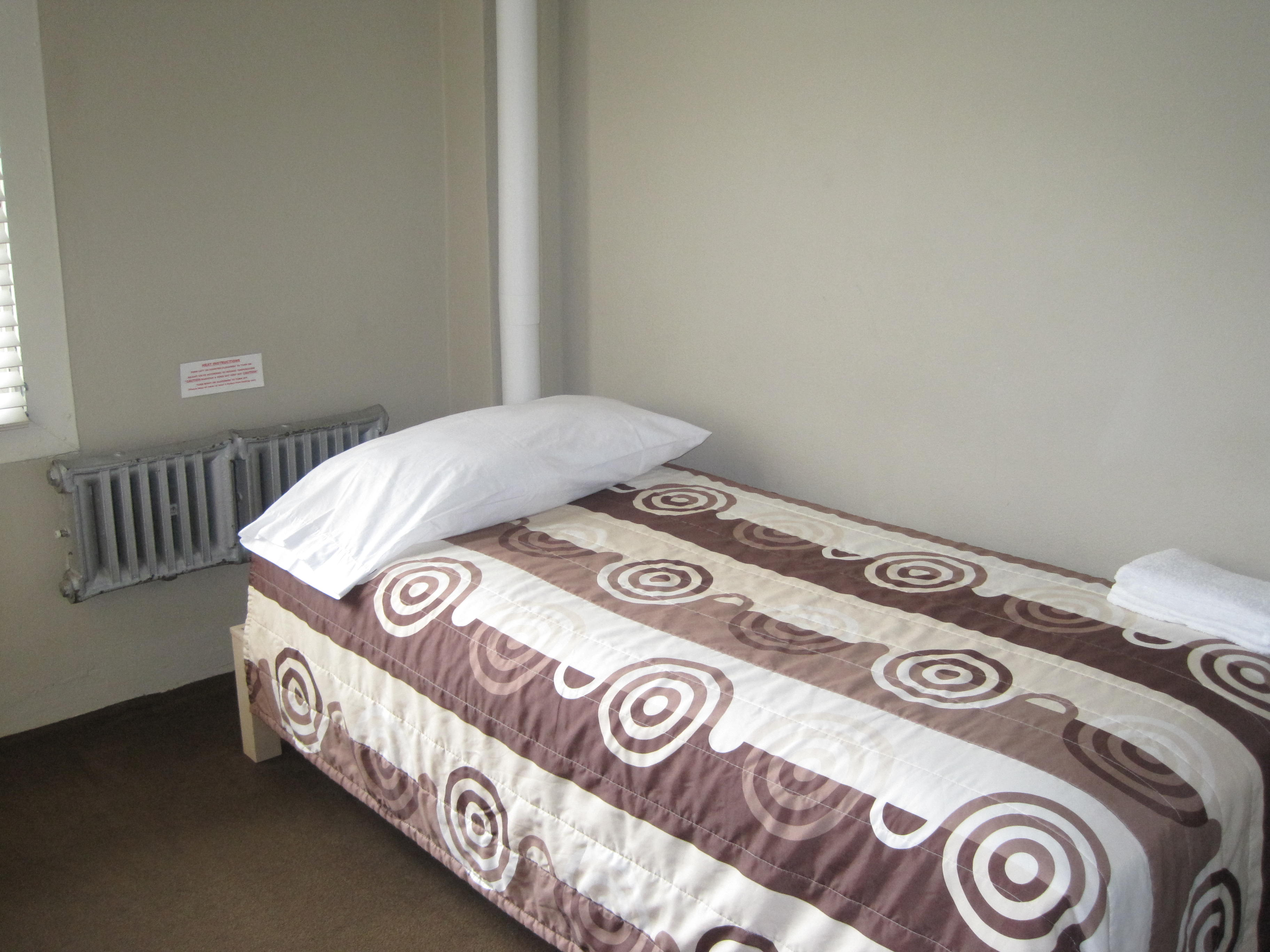
シングルの例
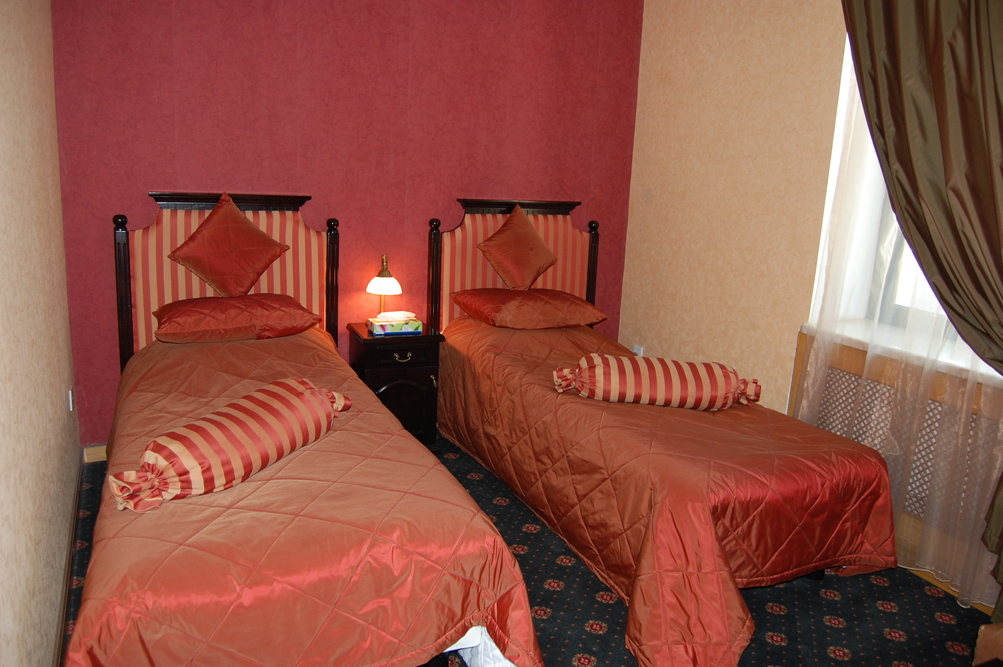
ツインの例
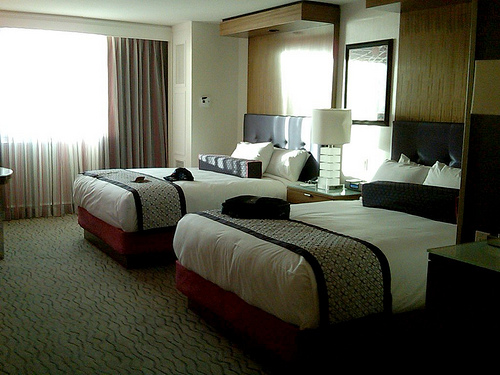
ツインでダブルベッドが2つの例
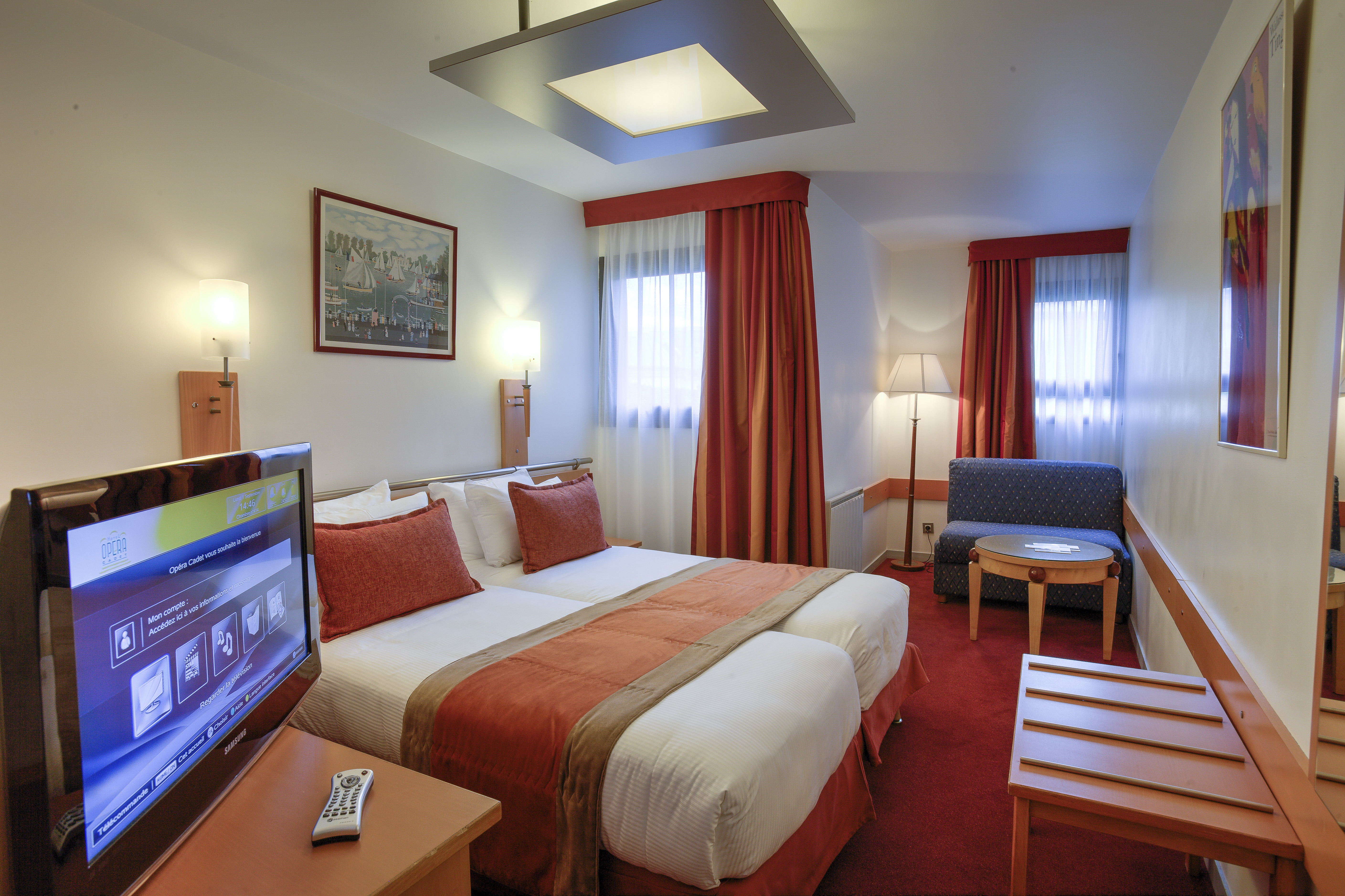
ツインで、広いベッドと狭いベッドの組み合わせ例
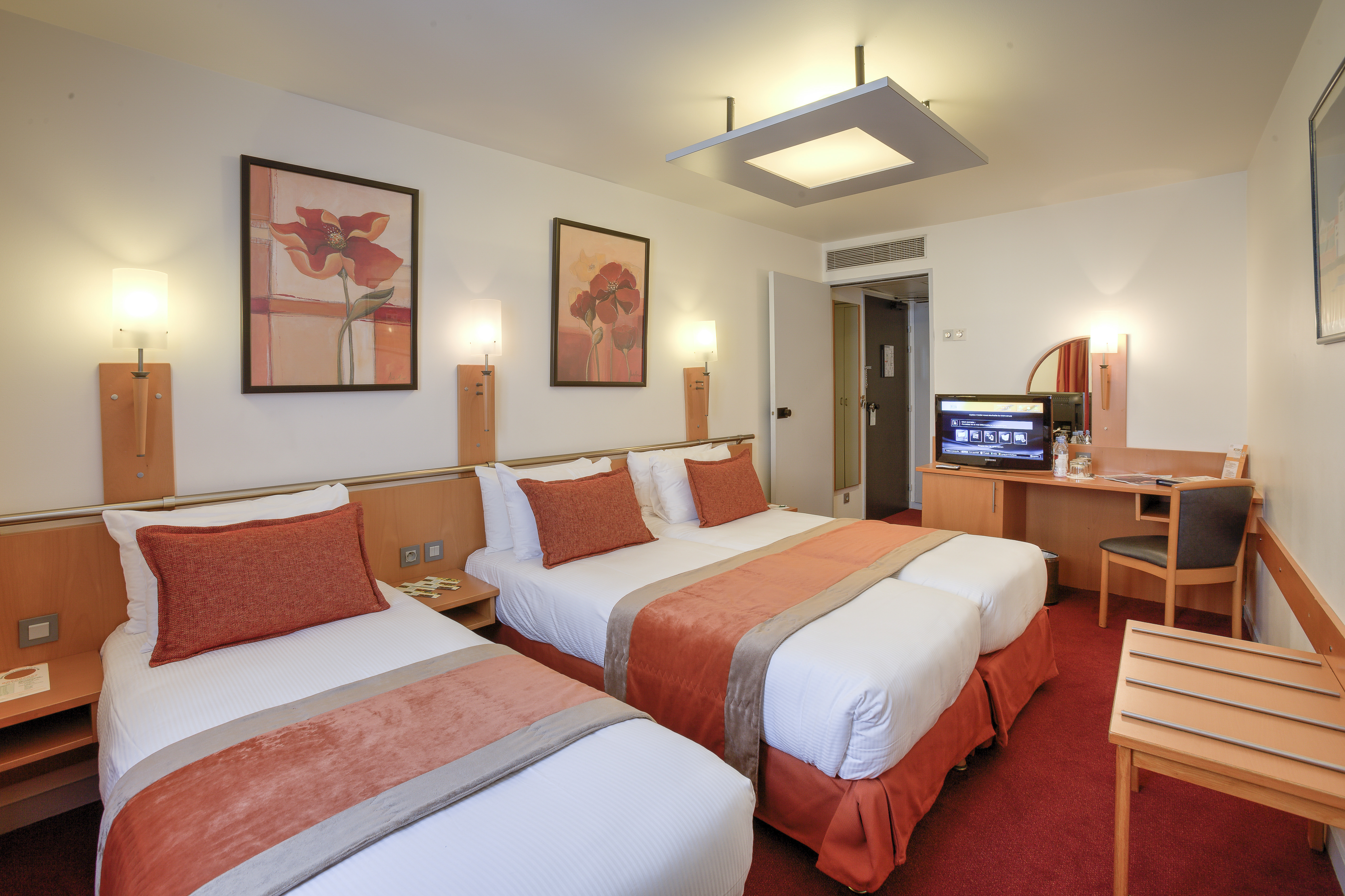
トリプルの一例
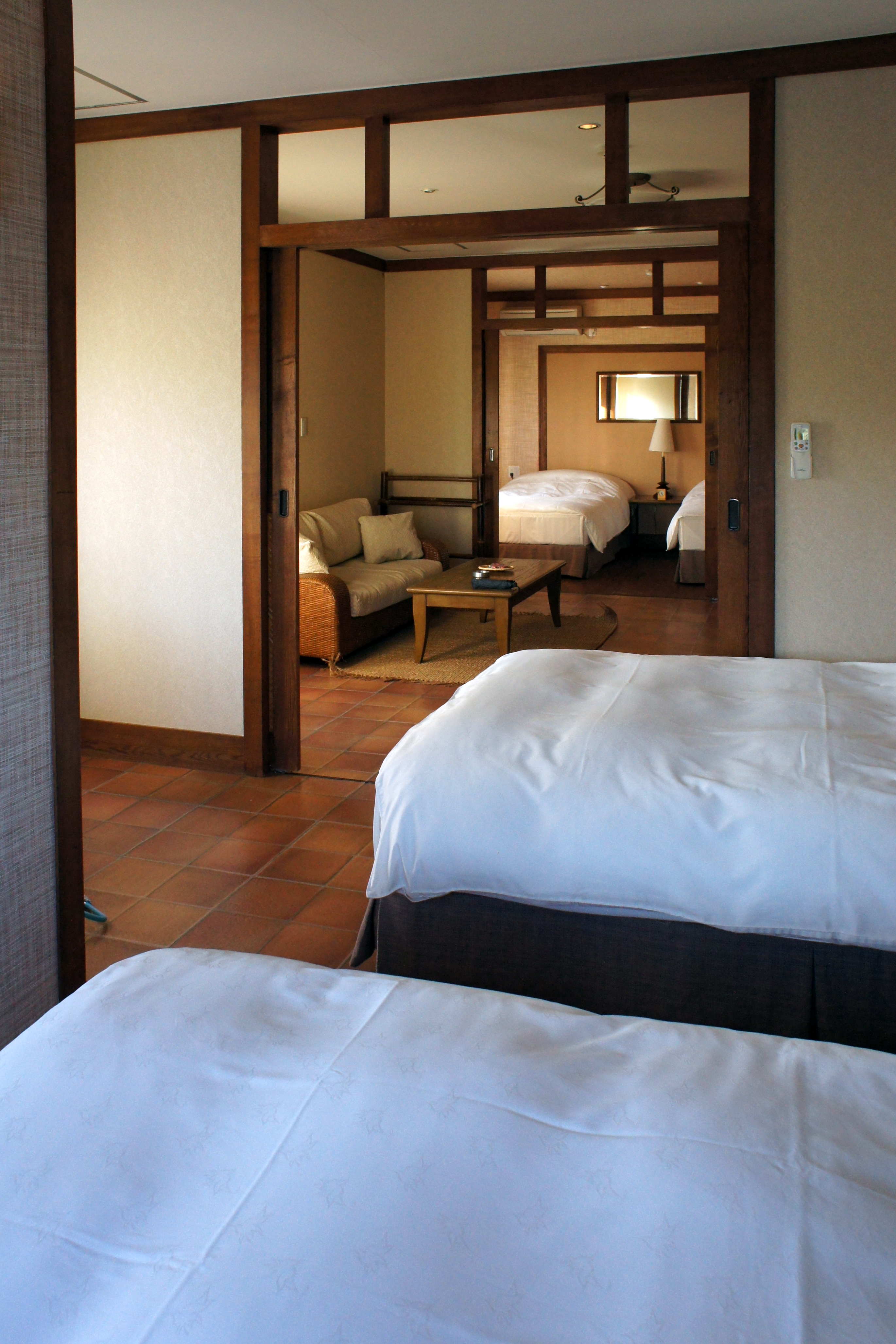
2ベッドルームスイートの客室例

なお、コテージ（ヴィラ）は、近年、リゾートなどでみられる客室ごとに一戸建てにした施設。フロントやレストランなども別棟となっていることが多い。

### 客室ドアのロック方式
オートロックは客室ドアの施錠システムの一種で、部屋（内側）からは自由に開けられるが、外側は解錠しなければドアノブが固定されて開けられないという仕組みが大半であり、外出時に施錠する必要がない。
多くのホテルではメタルキーまたはカードキーを採用している。もともとは金属製の鍵ばかりだったが、プラスチック製のカードキーを使用するホテルが増えている。また2010年代後半より、スマートフォンをキー代わりにする「スマホキー（デジタルキー、スマートキーとも）」も一部で普及しつつある。

### 客室内の設備

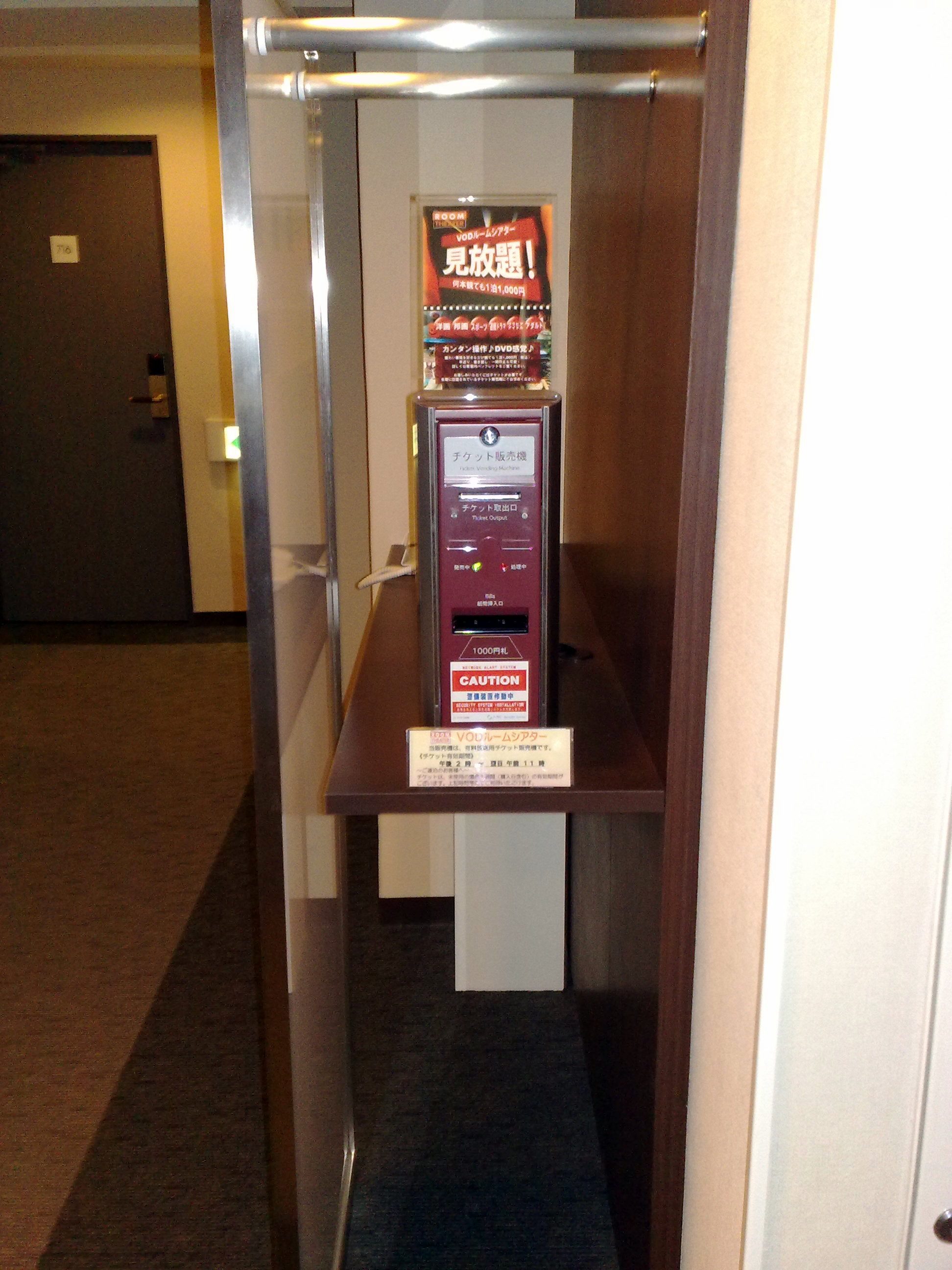
PAY-TVのプリペイドカード販売機

- ライティング・デスク
チェストや鏡などと一体化した書き物用の机[17]。
- 電話
外線発信操作をすることで、外部への通話が可能であるが、近年ではスマートフォンの普及、またチェックアウト時の追加精算を省略する意図から、内線専用にしているホテルも多い。
- テレビ
通常のテレビ放送は無料であるが、映画の視聴は有料である（一般的に「PAY TV」と呼ばれる）。有料放送の古くはコインタイマーが付随しており、100円硬貨を投入し、専用のVHS・レーザーディスクで放映される一般映画・アダルト作品を視聴する形式であったが、現在はプリペイドカードを購入して視聴するか、リモコンのPAY（課金）ボタンを押してチェックアウト時に精算する方式が主流である。
カプセルホテルや一部のビジネスホテルでは、100円硬貨を投入して視聴するテレビを設置している店舗が多い（この場合、一般放送は無料だが、まれに有料としているホテルもある）。
- テレビパソコン
ホテルチェーンを中心に、テレビの代わりに、略して「テレパソ」と呼ばれる様なテレビ一体型のパソコンを設置する所も増えている。基本的にはLAN（ブロードバンド）と接続され、無料の通常テレビ放送の視聴の他にウェブサイト閲覧が一般的に出来る（使用料・オプション料が必要なホテルもある）。
- VOD
通常、VODサーバと呼ばれるサーバ群をホテル館内に設置し、客室へLAN配線を行い、テレビに接続されたSTBが映画を再生する。しかし、サーバ費用が導入コストとして非常に高価なことから現在ではインターネット網を利用したNW配信モデルが登場。サーバを設置することなく、高画質な映像を客室にて楽しめるようになった。
また、「アクトビラ」機能をホテル向けに独自カスタマイズを行いVODのブラウザとして利用するシステムも開発された。
最近では、客室で利用できるノートパソコンを利用したエンポタ[19] というサービスが開発され、レンタルパソコンを借りることで、ホテル専用ポータルサイトを利用することができ、映画やドラマ、成人向けコンテンツなどを客室で楽しめるサービスも普及している。
- インターネット回線
インターネット普及前までは、客室にモジュラージャックがあるホテルは数少なかったが、普及に伴いダイヤルアップ接続用モジュラージャックを設置するホテルが増加した。2010年代以降は、電話回線用のRJ-11に代わって、有線LAN接続用のRJ-45端子を室内に設けるのが一般的になり、客室内で無料Wi-Fiを提供するホテルも増加している。
ロビーなどに共用インターネット用パソコンや、サイバープチ[20]やアットステーション[21]などのコイン式インターネット端末（通常はワープロなどは不可能）を設置しているホテルも存在する。
客室で利用できるノートパソコンを提供しているホテルもあり、エンポタというホテル専用ポータルサイトを通じて映画やドラマ、成人向けコンテンツなどを配信しているホテルもある。
- 冷蔵庫
ミニバーの場合、小型の冷蔵庫の中に複数の飲料（ミネラルウォーター・ソフトドリンク・アルコール）やおつまみが配備されているもので、商品を消費した場合は備え付けの伝票に記帳するなどしてチェックアウトまでに精算する。
ビジネスホテルを中心に、何も入っていない小型冷蔵庫を設置している所もあり、ホテル内や近隣のコンビニやスーパーマーケットで買い出した飲食物などを滞在中自由に入れられる。ホテル用の冷蔵庫は、就寝中の騒音を減らすために電源を止める機能が付いている場合がある。また、コンプレッサーを使わない、ペルティエ効果を使った冷蔵庫を使っている場合もある。
- キチネット
長期滞在用のホテルやスイートルームなどに設置される簡易な調理設備[17]。
- レンタルパソコン
- ドライヤー
- ズボンプレッサー
- 電気スタンド
- 電気ポット
- 枕（複数の枕を選べるホテルもある）
- 加湿器
- バゲージラック
折り畳み式の荷物置き。畳んだ状態で客室内に置かれており、これを広げた状態にして、上にスーツケースなどの荷物を置く。しばしば椅子やタオル掛けなどと誤解される[22]。

#### アメニティグッズ

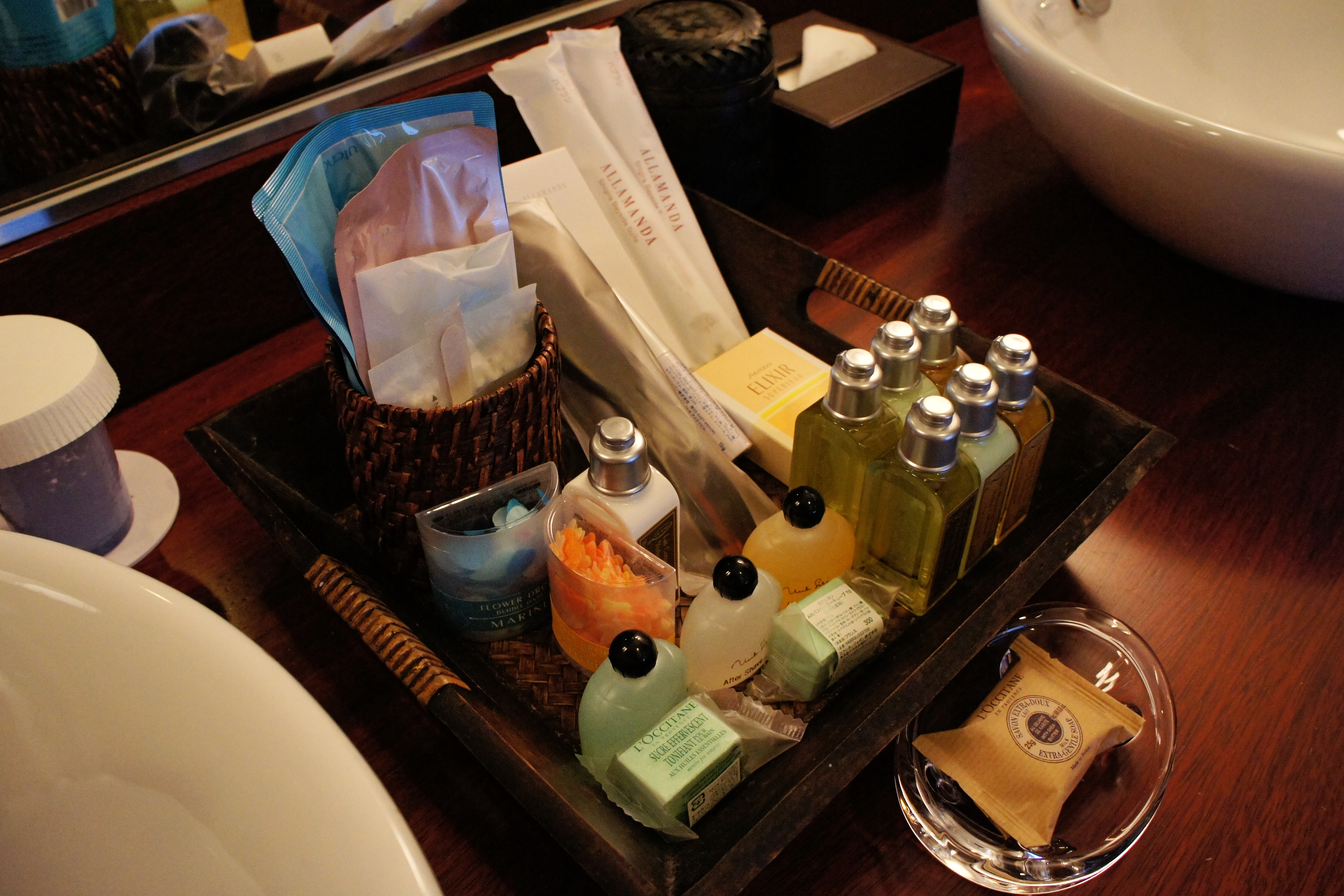
アメニティグッズの一例

ホテルには客室内の洗面台（ユニットバス内など）付近に、個別包装されたコットンや耳綿棒・化粧水・T字剃刀・櫛・歯ブラシなどのアメニティグッズが置かれるケースが多い。ただし、国によっては無償提供が法律で禁止されていたり、日本においても、2022年のプラスチック資源循環促進法施行に伴い、部屋への備え付けを止め、フロント等で希望者に配布（もしくは有償で販売）する形態に切り替えるところも増えている。
また客室の宿泊約款ファイル内にはホテルの封筒・便箋・絵葉書が備わっていることが多い。

#### バスルーム（バスタブとトイレ）
ヨーロッパや米国の中程度以上のランクのホテルでは、客室にバスルームが設置されている。高級ホテルでは広いバスルームで、バスタブとトイレはかなり離れている。中程度の価格帯のホテルでは洗面台、トイレ、バスタブを同室内に設するユニットバスが主流であり、3点ユニットと呼ぶ。格安ホテルでは、バスタブが無くシャワーとトイレのみというものも多い。ヨーロッパの安ホテルではしばしば、配置が悪かったり、お湯が出なかったり、問題だらけのバスルームの割合が多い。
日本のビジネスホテルのバスルームの多くはユニットバスであるが、世界の各地域のホテルのユニットバスと比較しても特に省スペースで、洗面台・バスタブ・洋式トイレが極めて高度に一体化され、きわめて小さくまとめ上げられた形式が多い。2000年代以降は日本の一般的な家庭の浴室のようにバスタブと洗面所・トイレを分離し、バスタブに隣接して洗い場（シャワーブース）を設ける形式も増加しており、ビジネスホテルでもしばしば導入されるようになっている。

ラスベガスのWynn hotelのバスルーム。
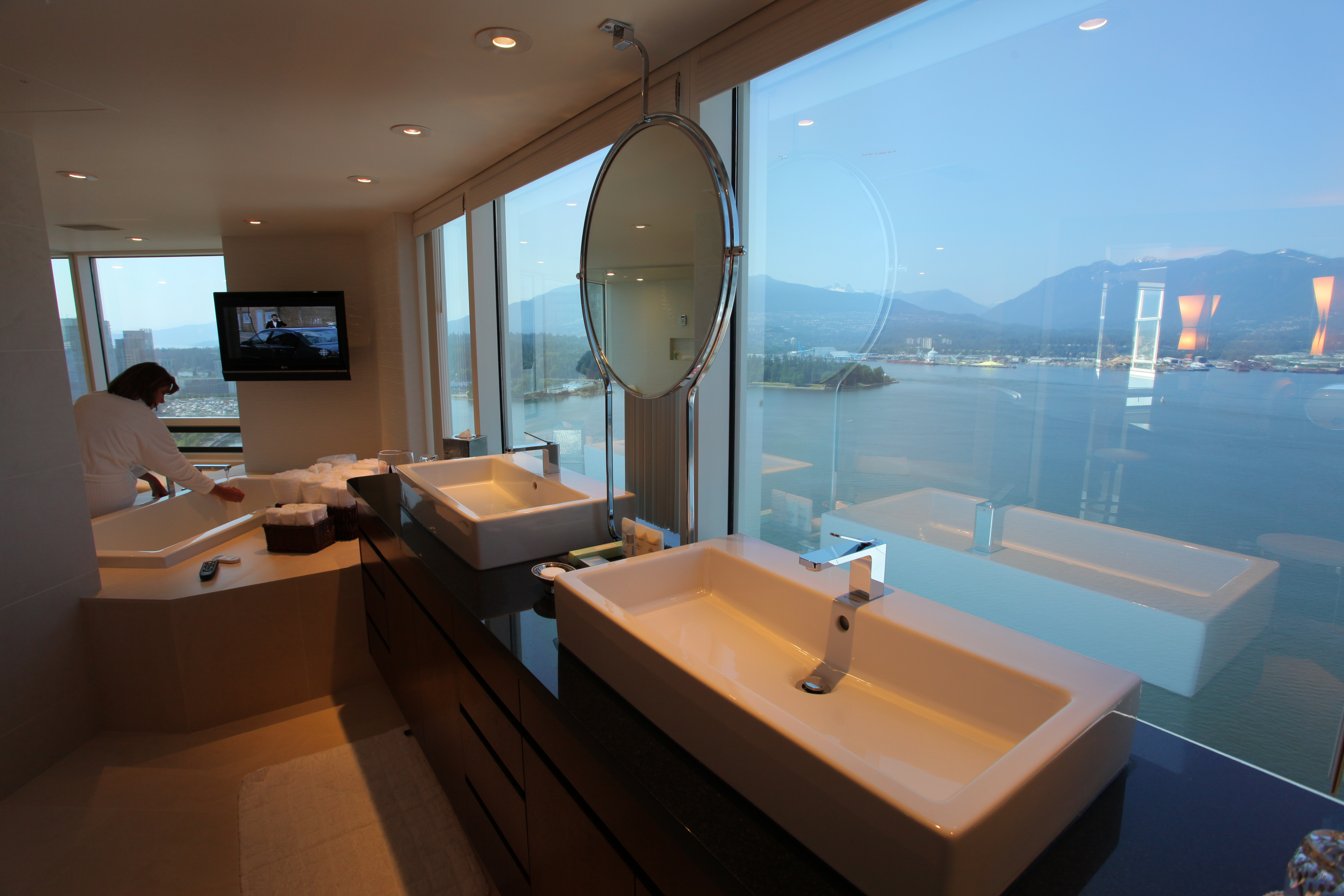
スイートルームのバスルームの例
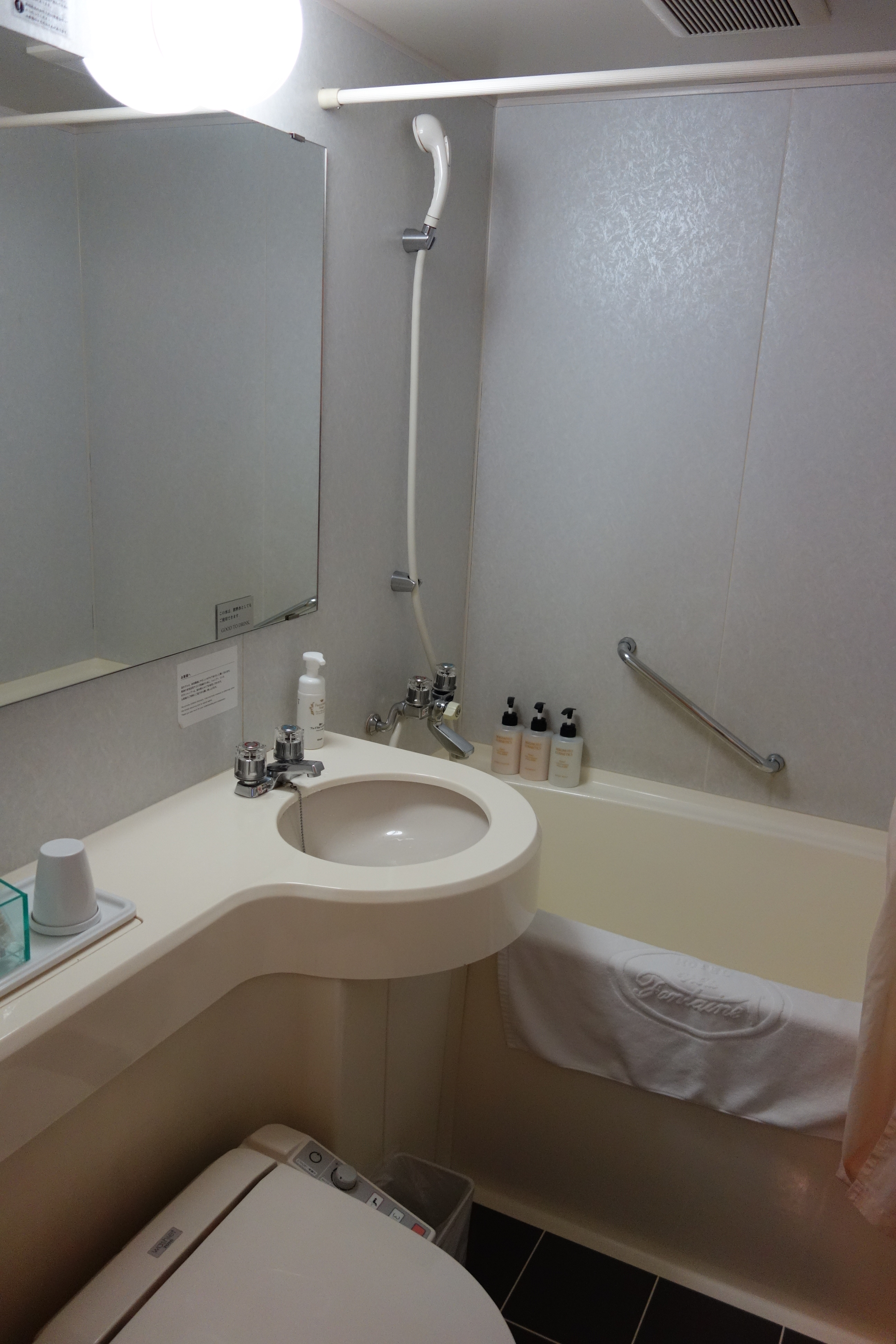
日本のホテルのユニットバス方式の洗面台・トイレ・バスタブ。

### 客室からの眺望
眺望も付加価値のひとつとして考慮される。海に面している部屋は「オーシャンビュー」、山に面している部屋は「マウンテンビュー」などと呼ぶ。

### 客室へのサービス提供
- 食事関連
  - ルームサービス
- 衣類のクリーニング
- 客室内の清掃
- マッサージ

### 客室への飲食物の持ち込み
客室への飲食物の持ち込みについては、本来は衛生管理等の理由から「ホテル内の売店で購入したものやルームサービス・ミニバーなどを除いては原則禁止」であるが、実際には部屋の中に空の冷蔵庫が置かれるなど、持ち込みを事実上容認するところが多い。ただし、持ち込みOKだが手数料を支払う必要のあるホテルもあるため、詳細はホテル毎に確認することが推奨される。
出前（デリバリー）の利用も本来は禁止だが、2020年以降の新型コロナウイルス感染症の流行の影響で、一時館内の飲食店が営業を休止するケースが増えたこともあり、2025年現在は一定の条件下で利用を認めるホテルが多い。ただ、客室フロアのセキュリティとの兼ね合いから、受け渡しはロビーにて行うこととしている場合がほとんどである。

## ホテルの（客室外の）設備

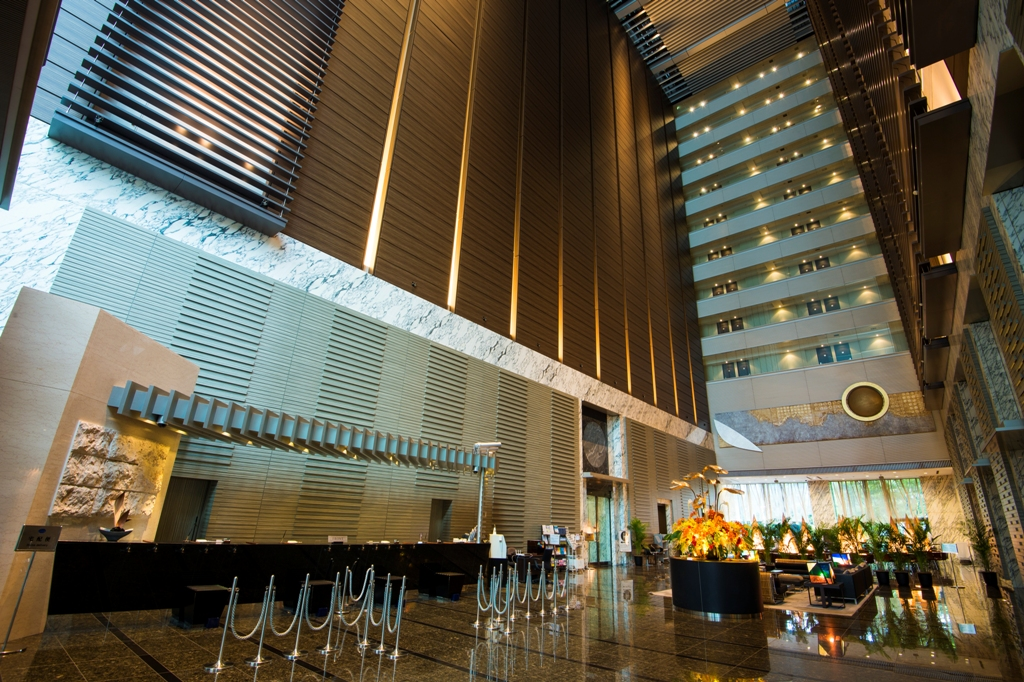
ヴィラフォンテーヌ東京汐留のロビー

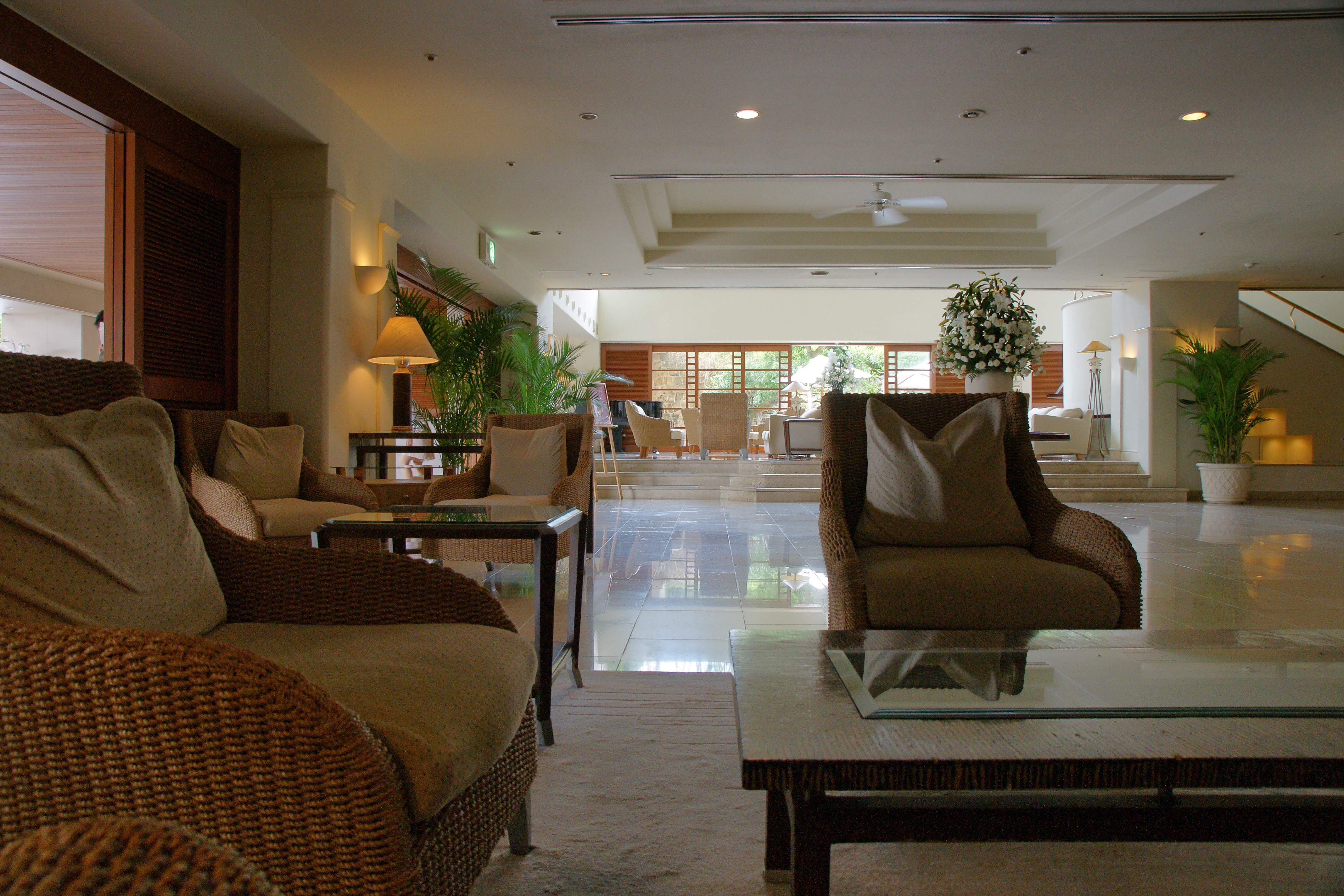
リゾートホテルのロビーの例

- ロビー
玄関またはフロントに連続する廊下を兼ねた広間で、宿泊客や施設利用客が応接間や休憩所として利用できる開放的な場所である。大規模ホテルでは喫茶コーナーなどが併設されていることも多い。低層階に置かれることが一般的だが、あえて最上階に置いているホテルもある。
- ビジネスセンター（ビジネスコート）
パーティションで区切った施設を「ビジネスセンター」または「ビジネスコート」として客室とは別に用意しているホテルもある。パソコンや広い机、コピー機、プリンタ、LAN、場合によってはドリンクバーや自販機、毛布の貸し出し等がある。会議室が併設される場合も多く、宿泊者は廉価で借用できる。
- 空調
ホテルの空調は、大半がセントラルヒーティング方式であり、主としてHigh、Medium、Lowと切り替えが出来るが電気のエアコンのように温度、湿度の微調整は難しい。
部屋ごとに独立したエアコンを用意している場合でも、室外機が独立していない場合には、季節の変わり目に「寒いが暖房が入れられない」あるいは「暑いが冷房が入れられない」というトラブルが発生することがある。
まれに、一部民宿のように客室のエアコンが有料サービスのホテル（エアアジア系列のチューン・ホテルズ等）がある。
- 大浴場
日本の温泉地などの観光地では必ずある。大都市でもボーリングして温泉が引かれている例もある。ホテル運営側から見た場合「個別の部屋で風呂を使われるよりも光熱費が節約でき、掃除の手間も減る」というメリットも有り、ドーミーイン・アパホテル等一部のチェーンでは大浴場を積極的に導入している[27]。カプセルホテルはサウナと大浴場がセットになっている場合がほとんどである。
- コインランドリー
コインランドリーを併設するホテルがある（ただし、スペースの関係で、洗濯機・乾燥機とも数台程度しか設置されないのがほとんど）。
- 駐車場
別料金で、1泊あたりの計算の場合が多い。大都市・繁華街に立地するホテルでは提携しているタワーパーキング等周辺駐車場の利用も多い。地方やその観光地周辺の宿泊施設では廉価または無料であるのが普通である。
- レストラン（ダイニング）
宿泊客に食事を提供する目的で設置される。ビジネスホテルでは朝食のみの提供となるのが一般的。シティホテルでは昼食・夕食も提供する場合が多く、また異なる種類の料理を提供する目的で複数の店舗が入居する。
- 宴会場（バンケット）
結婚披露宴や各種宴会・パーティーなどを行うための部屋。「パーティルーム」「ボールルーム」などと呼ばれる場合もある。宴会以外にも大規模な会議・講演会、試験等の会場などとしても使われる。結婚披露宴需要に対応して、施設内に教会（チャペル）や神社を併設するところもある。
シティホテルでは、調理場をレストラン（メインダイニング）と兼用とすることが多い。
- 自動販売機
市場価格（ホテル外のコンビニ・自動販売機での価格）より割高な場合が多いが、ビジネスホテルでは市価と同水準、もしくは市価より安価の所（東横イン等）も多い。アイスディスペンサー（自動製氷器）や電子レンジが併設される場合もある。
- クラブフロア・専用ラウンジ
高級ホテルの会員組織の会員または提携などで利用が認められた者のみ利用可能な施設。飲料サービスや軽食、チェックイン・チェックアウトがその場で行えるものもある。基本的に正規料金での宿泊者に利用が限定され、会員であっても旅行代理店（予約サイト）からの予約や、宿泊プランを用いての宿泊時は利用不可とする施設も多い。
- エグゼクティブラウンジ
通常客室とは別の特定階（エグゼクティブフロア等）や、スイートルームの宿泊者のみ利用可能なラウンジで、クラブラウンジと同様のサービスが提供されるものが多い。近年はシングルルームから設定されているものの多い。高級ビジネスマンの利用が多いホテルでは会議室が併設されているケースが多い。
- プール・フィットネスクラブ・スポーツジム
特段リゾートホテルでなくともこのような施設を付帯していることがある。スポーツクラブ運営企業が施設を賃借して運営するケースが多い。
- コンビニエンスストア・売店
正確には付加サービスと呼ぶべきではないが、施設内、もしくは近隣にコンビニエンスストアが立地するか否かを重要視する客も多い。深夜・早朝に買い物をしたい場合や、ホテル内レストランや冷蔵庫の商品の価格に抵抗ある客がいるためである。売店は手っ取り早く特産品を買う場所として重要視する例があり、また地場産業にしても宣伝になる。なお、コンビニ併設のホテルでは、ホテル利用者専用の出入口と公道に面したホテル利用者以外の出入口を設けているコンビニがある。
- 病院（または診療所）
利用しない部屋室に併設する。患者には利用客に対応。各施設一部地域により設置しないこともある。

## 料金支払いと関連サービス
- ルームチャージ
室料。一人当たりの料金ではなく一部屋当たり料金。
- ポイントサービス
各ホテル独自のもので、宿泊料・レストランの飲食料に対し5%程度、または1泊毎にポイントを付加し、ポイントを宿泊・飲食料に充当したり、一定のポイント数に達すると現金のキャッシュバックや景品（主に無料宿泊券・食事券・ホテル専用の商品券など）がプレゼントされる。クイックチェックインサービスが利用できるホテルもある。
- 会員組織
ホテル利用者を対象に募集されるもので、上記のポイントサービスの他に会報誌等の送付や、アーリーチェックイン・レイトチェックアウトが無料サービスされたり、下記クラブラウンジの利用が可能である場合もある。提携カード型が多い。

## 宿泊方法

### 予約
当日満室で宿泊できない事態を回避するため、宿泊予定が決まっていれば、事前に予約するのが一般的である。

### チェックイン
時刻
通常は13時から16時ごろに受付が開始される。アーリーチェックインは宿泊施設規定のチェックイン開始時間よりも早くチェックインを行うもので、原則追加料金の支払いが必要。

宿泊当日は、フロントで氏名・住所・電話番号などを記入し、必要に応じてパスポートなど身分証明書を提出する。
ホテルは「前払い」方式のものと「後払い」方式のものがある。

ルームキー
鍵を受け取り、部屋に向かう。以後、外出時は通常フロントに鍵を預けるが、磁気カード式のホテルにおいては持ち出し自由の場合もある。またカード式の場合、宿泊の記念としてチェックアウトの際に、カードを持ち帰ることが出来るホテルも存在する。一部のホテルでは、客室入口の照明スイッチ脇にある差し込み口にルームキー（キーホルダータイプ・カードキータイプ問わず）を差さないと照明やテレビ・空調機器などが作動しないホテルがある。

クイックチェックイン
リピーター客やホテルの会員を対象に、フロントで会員カードの提示や口頭で氏名・電話番号などを告げる事で、顧客システムに登録されている情報を用いることによって、宿泊カードの記入が省略できるもの。
「自動チェックイン機」が設置されているホテルでは、係員と応対することなくチェックインと前金の支払が完了するものもある。

### チェックアウト
時刻
チェックアウトの時刻はホテルにより異なる。世界的に見て11時前後にチェックアウト時刻を設定しているホテルが多い。決められた時刻までにチェックアウトしないと「レイト・チェックアウト」（遅いチェックアウト）となる。超過時間によって追加料金の支払が必要。なお、会員組織や提携カードに入会すると、アーリーチェックイン・レイトチェックアウトの料金が無料となるホテルも多い。

クイックチェックアウト
いくつか方式がある。
- （前金式のビジネスホテルで追加料金が無い場合に）フロントに出向かずに、ロビー（フロント周辺）に置かれている受け箱にルームキーを投函する事でチェックアウトが完了するもの。カードキー方式のホテルでは「自動チェックアウト機」（精算機能なし）も設置されている。
- （シティホテル・ビジネスホテルチェーンなど）「自動チェックイン / アウト機」にカードキーを投入すると、自動で料金が計算され、自動精算機で精算を行うとチェックアウトも完了する。
- （一部のシティホテル）チェックイン時にクレジットカードのインプリント（金額空欄の売上票）が作成されている場合、必要書類に署名をしてキーと共にフロントに提出するだけで、チェックアウトできる。料金は後日クレジットカードに請求される。

## 各国の法制度

### イギリス
ロンドンでは建物用途に応じた防火、耐火、給排水、省エネ等に関する建築基準があり、宿泊施設の新築・増改築、宿泊施設への建物の使用目的の変更には自治体の事前許可が必要である。

### フランス
パリでは都市計画の観点から建築や事業用途変更等には許認可が必要であるほか、ホテルは公衆受入施設にあたるため構造・避難設備・消火設備など建物内の安全性に係る基準を満たす必要がある。

### 日本

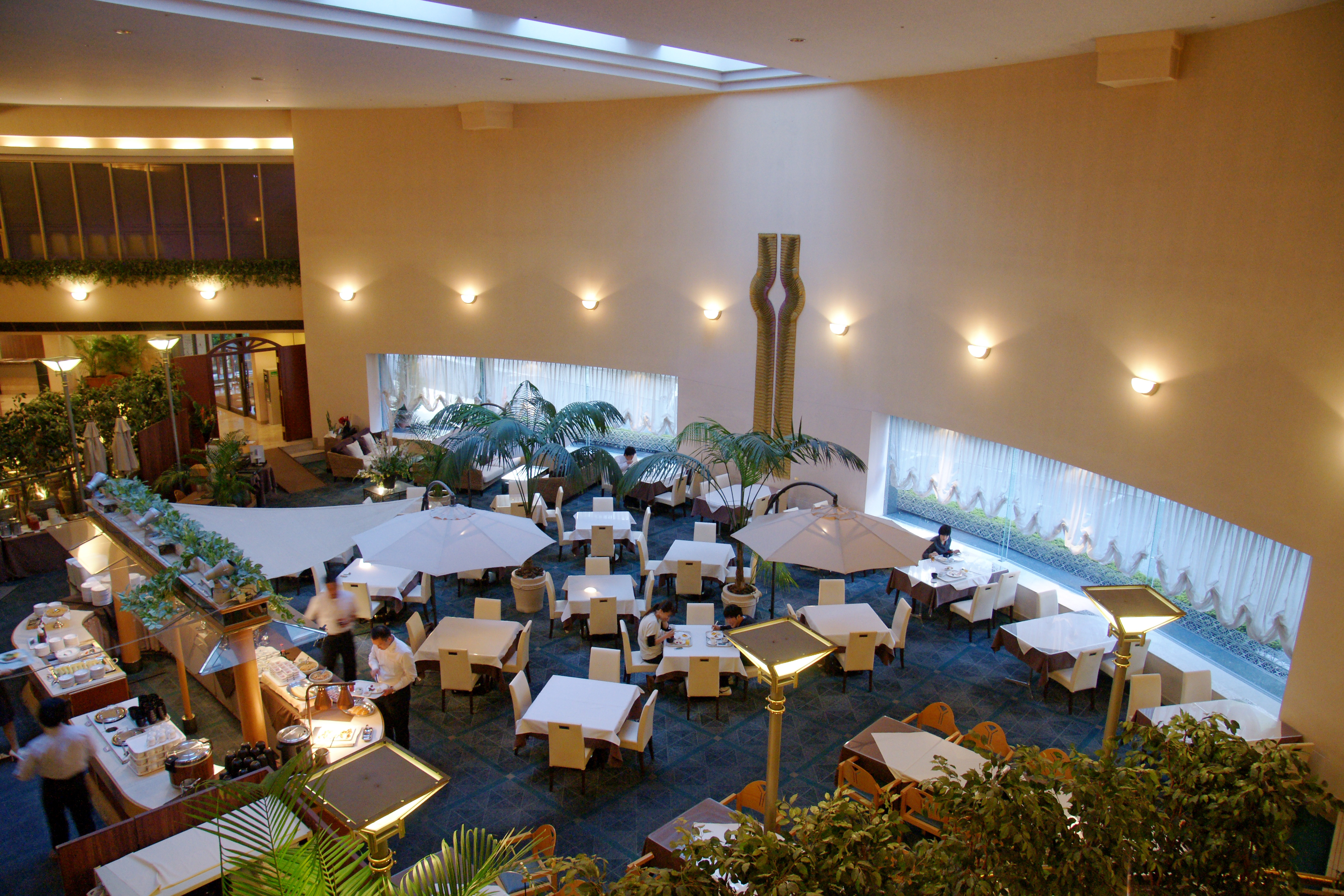
ホテルのレストランの例

日本では、外観・内装や接客が和風の旅館だけでなく、洋式ホテルも旅館業法の規制を受ける。
一方で、大型のものでは、会議場やパーティー・宴会場、結婚式場やプールなどを備え、政府レベルの国際会議が開かれることもある大型ホテルがあり、他方でトレーラーハウスやキャンピングカーを駐車場に並べたような仮設ホテルまで様々ある。

#### ホテル営業
日本の法令上は旅館業法（昭和23年7月12日法律第138号）に規定する「旅館業」に規定される営業の一種であり（旅館業法2条1項）、「洋式の構造及び設備を主とする施設を設け、宿泊料を受けて、人を宿泊させる営業で、簡易宿所営業及び下宿営業以外のもの」を行う施設を指す（旅館業法2条2項）。旅館業法のホテル営業は客室の形式は、洋式の宿泊施設でありベッドを備えた洋室の個室が基本となる。
ホテル営業を含め旅館業を経営しようとする者は、都道府県知事（保健所を設置する市又は特別区では市長又は区長）の許可を受ける必要がある（旅館業法3条1項）。許可を受ける際には申請書に営業の種別（旅館業法上のホテル営業、旅館営業、簡易宿所営業、下宿営業の種別）を記載しなければならないが、これとは別に営業施設の名称も記載することとなっている（旅館業法施行規則1条）。この営業施設の名称については原則として経営者が申請の際に自由に設定できるため、旅館業法上の営業の種別と営業施設の名称とは一致しない場合もある（営業の種別についてホテル営業として申請しているが営業施設の名称に「旅館」を名乗っている場合、それとは反対に営業の種別につき旅館営業や簡易宿所営業として申請しているが営業施設の名称としては「ホテル」を名乗っている場合など）。なお、都道府県知事の許可の際の構造設備の基準など法令の適用については、営業施設の名称にかかわらず経営者の申請した営業の種別にしたがってなされることになる。
ホテルの営業時間や料金の支払い、暴力団関係者の宿泊拒否に関する事項等、ホテルと宿泊者との間の取り決めについては、宿泊施設側が宿泊約款を策定 し、対応している場合がほとんどである。

#### 構造設備の基準
ホテル営業の施設の構造設備の基準については、旅館業法施行令で次のように定められている（旅館業法施行令1条1項）。
1. 客室の数は、10室以上であること。
2. 洋式の構造設備による客室は、次の要件を満たすものであること。
  1. 一客室の床面積は、9平方メートル以上であること。
  2. 寝具は、洋式のものであること。
  3. 出入口及び窓は、鍵をかけることができるものであること。
  4. 出入口及び窓を除き、客室と他の客室、廊下等との境は、壁造りであること。
3. 和式の構造設備による客室は、旅館業法施行令第1条第2項第2号に該当するものであること（和式の構造設備による客室の床面積は、それぞれ7平方メートル以上であること）。
4. 宿泊しようとする者との面接に適する玄関帳場その他これに類する設備を有すること。
5. 適当な換気、採光、照明、防湿及び排水の設備を有すること。
6. 宿泊者の需要を満たすことができる適当な数の洋式浴室又はシャワー室を有すること。
7. 宿泊者の需要を満たすことができる適当な規模の洗面設備を有すること。
8. 当該施設の規模に応じた適当な暖房の設備があること。
9. 便所は、水洗式であり、かつ、座便式のものがあり、共同用のものにあっては、男子用及び女子用の区分があること。
10. 当該施設の設置場所が学校等の敷地（これらの用に供するものと決定した土地を含む）の周囲おおむね100メートルの区域内にある場合には、当該学校等から客室又は客にダンスもしくは射幸心をそそるおそれがある遊技をさせるホールその他の設備の内部を見とおすことをさえぎることができる設備を有すること。
11. その他都道府県が条例で定める構造設備の基準に適合すること。

#### 用途規制
建築基準法による用途規制により、ホテルは第一種住居地域（用途に供する部分が3000平方メートル以下に限る）、第二種住居地域、準住居地域、近隣商業地域、商業地域、準工業地域でのみ設置できる。

## ホテルの経営

### ホテル経営の用語
- 客室稼働率（OCC：Occupancy rate）
- 客室平均単価（ADR：Average Daily Rate）
- RevPAR（レヴパー：Revenue Per Available Room） - OCC × ADR
- 営業総利益（GOP：Gross Operating Profit） - 売上から経費（建物・備品の減価償却費や税金は除く）を控除した利益を指す。
- FFE（エフエフイー：Furnitures, Fixtures and Equipments） - ホテルの家具・什器備品
- FIT（Frequent Independent Traveler）・インディビデュアル（Individual） - 個人旅行者。団体旅行客との対比。
- 料飲（FB / F&B：food and beverage） - レストラン・バー等の部門

### 所有・経営・運営
ホテルの不動産・設備の所有、経営、運営の主体と契約に関しては、主に以下のような方式がある。日本では所有と運営が一体の場合も多いが、海外は所有と運営の分離が一般的である。
- 所有直営方式 - 所有・経営・運営を同一の主体で実施する方式
- フランチャイズ方式 - 所有・経営・運営会社がフランチャイジーとして、フランチャイザーからブランド名を借りる代わりに、ロイヤリティーを払う方式
- リース方式 - 運営会社が所有会社に賃料（固定賃料または変動賃料）を払い運営する方式
- 運営委託方式（マネジメント契約方式、MC方式） - 所有会社・経営会社が運営会社に運営を委託し手数料（フィー）を支払う方式

## 主要ホテルグループ

### 国際チェーン
- アコーホテルズ
- インターコンチネンタルホテルズグループ
- カールソン・レジドール・ホテルズ
- シャングリ・ラ・ホテルズ&リゾーツ
- ジュメイラ・インターナショナル
- チョイスホテルズインターナショナル
- ハイアットホテル&リゾーツ

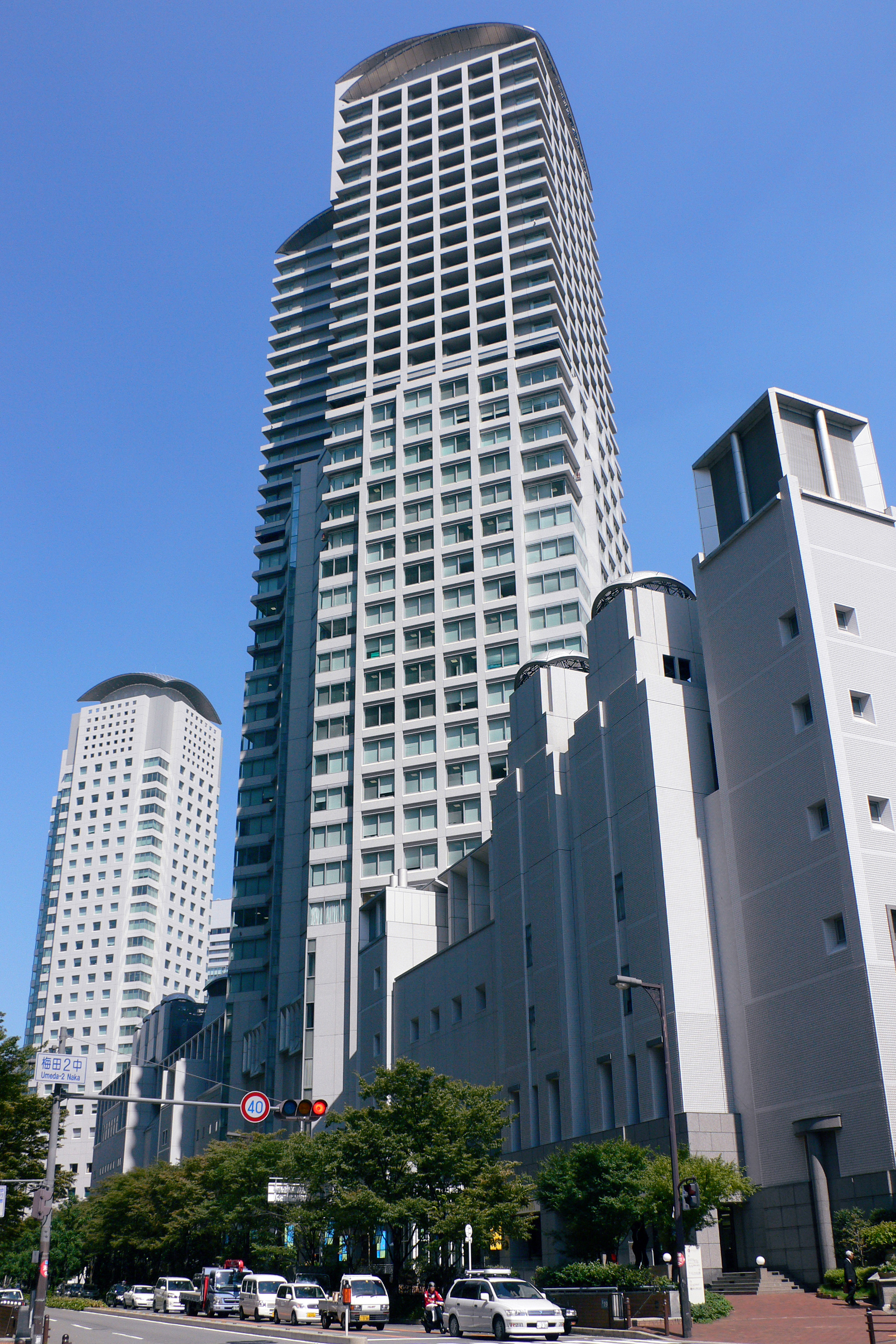
ザ・リッツ・カールトン大阪

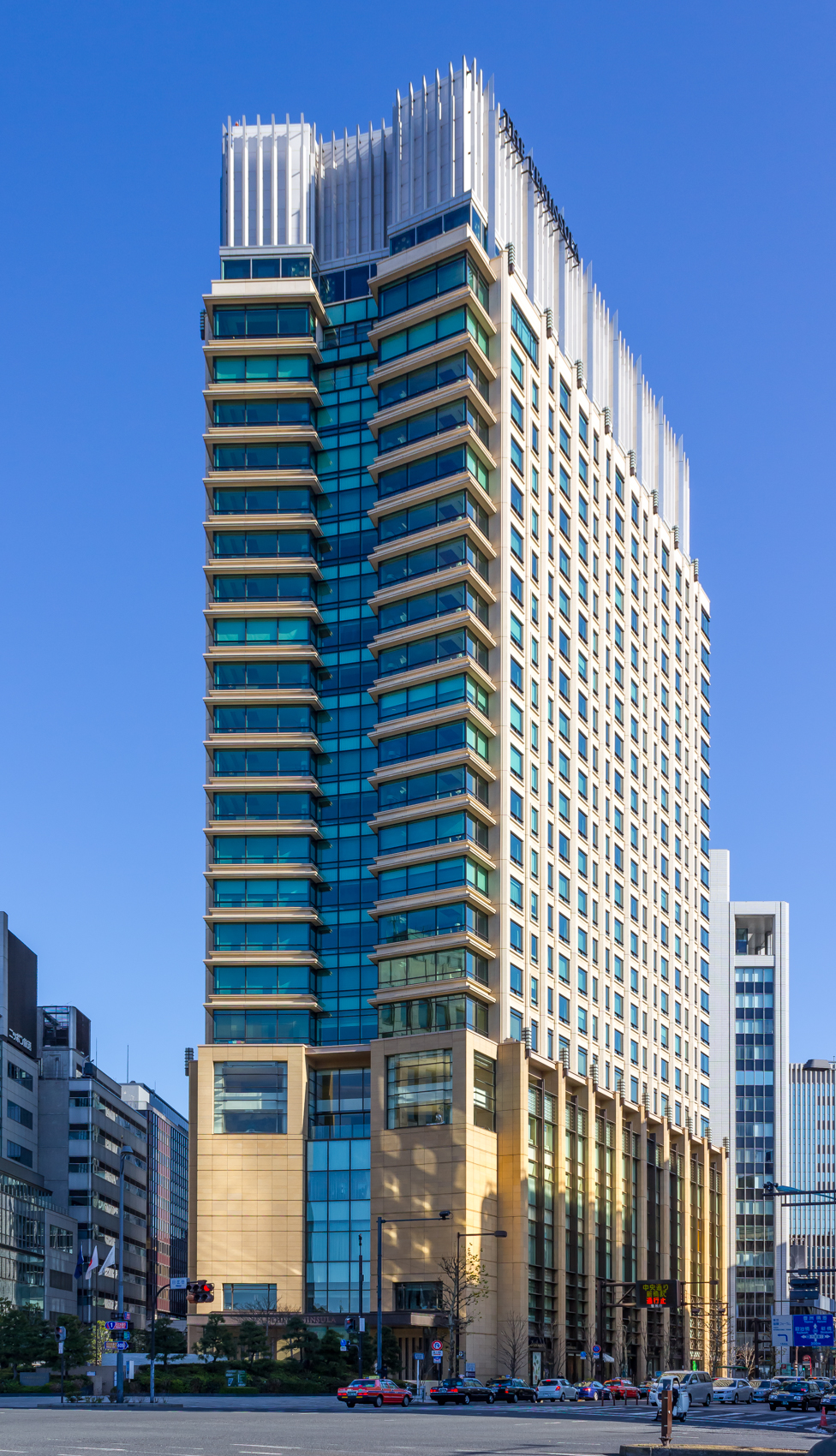
ザ・ペニンシュラ東京

- パン・パシフィック・ホテル・アンド・リゾーツ
- ヒルトンホテル
- フォーシーズンズホテル
- ベストウエスタンホテルズ
- 香港&上海ホテルズ
- マリオット・インターナショナル
  - スターウッド・ホテル&リゾート
- マンダリン・オリエンタルホテルグループ
- ラッフルズ・インターナショナル
- フェアモント・ホテルズ&リゾーツ
- ローズウッドホテルズ＆リゾーツ
- バンヤンツリー・ホールディングス
- アマンリゾーツ

### ホテル加盟組織
- コンコルドホテル・アンド・リゾート
- リーディングホテルズ・オブ・ザ・ワールド
- プリファード・ホテル・グループ
- SLHスモール・ラクシャリー・ホテルズ・オブ・ザ・ワールド

### 日本

#### シティホテル中心
- 帝国ホテル
- ホテルニューオータニ
- ホテルオークラ
  - オークラニッコーホテルマネジメント

以上の3社は「ホテル御三家」。
- IHG・ANA・ホテルズグループジャパン
- 東急ホテルズ
- 阪急阪神ホテルズ
- 西武・プリンスホテルズワールドワイド
- ポートピアホテル
- リーガロイヤルホテル
- 都ホテルズ&リゾーツ
- 京王プラザホテル
- 名鉄ホテルホールディングス
- ロイヤルパークホテルズ
- ホテルモントレ

#### ビジネスホテル中心
- アパホテル
- サンルートホテルチェーン
- 東急イン
- 東急ステイ
- ドーミーイン
- 東横イン
- ワシントンホテル
- スーパーホテル
- ホテルアルファーワン
- ホテルルートイン
- グリーンズ(コンフォートホテル)
- コート・ホテルズ・アンド・リゾーツ(旧マルコーイン系)
- リブ・マックス
- グッドイン
- ホテルトラスティ（リゾートトラスト系）
- 名鉄イン
- 三交イン
- ダイワロイネットホテルズ
- リッチモンドホテルズ（ロイヤルグループ）
- 西鉄イン
- 名鉄ホテルグループ
- 相鉄フレッサイン

#### リゾートホテル中心
- 富士屋ホテル
- ダイワロイヤルホテルズ
- カラカミ観光
- 星野リゾート

## ホテルの客好感度調査
2014年10月26日付の中国旅游新聞網によると、旅行会社エクスペディアのヨーロッパ12か国に対する調査で、最も歓迎する観光客は日本人で2位はアメリカ人、スイス人と続き、逆に歓迎されないのはフランス人、インド人、中国人（中華人民共和国）だった。特に日本人はチェックアウト時の部屋の状態の良さや礼儀正しさ、好奇心、現地の習慣を理解しているなどの点で観光客の模範であるとされた。調査によると、かつては無遠慮、がさつ、やかましいなどの点で評価の低かった米国人のマナーが改善され、優秀な観光客と評価され、フランス人、中国人、ドイツ人はケチな観光客と評された。またファッションセンスの良さで評価されたのは、フランス人、イタリア人、スペイン人で、身だしなみに気を使わない印象を与えたのは、旅での動きやすさや快適さを重視するドイツ人、イギリス人、アメリカ人だった。

## ホテルを扱った作品

### 歌
- お花のホテル（作詞・加藤省吾、作曲・海沼實、歌・音羽ゆりかご会ほか、1947年）
- ハートブレイク・ホテル （エルヴィス・プレスリー、1956年）
- くれないホテル（西田佐知子、1969年）
- 幸せホテル（杉良太郎、1976年）
- ホテル・カリフォルニア（イーグルス、1977年）
- 時のないホテル（松任谷由実、1980年）
- ホテル・パシフィック（ブレッド&バター、1981年）
- リバーサイドホテル（井上陽水、1982年）
- ネグレスコ・ホテル（BORO、1983年）
- ホテル（島津ゆたか、1984年）
- おはなのホテル（作詞・冬杜花代子、作曲・白鳥英美子、歌・白鳥英美子、1985年。フジテレビ「ひらけ!ポンキッキ」の挿入歌）
- 想い出のクリフサイド・ホテル（中村雅俊、1986年）
- ホテル「アルゼンチン」（とんねるず、1986年）
- 冬のホテル（清水ミチコ、1988年）
- ニューグランドホテル（矢沢永吉、1989年）
- HOTEL（CHAGE and ASKA、1989年）
- ホテルくちびる（米米CLUB、1991年）
- プライベートホテル（鈴木雅之、1991年）
- HOTEL PACIFIC（サザンオールスターズ、2000年）
- Hotel（モービー、2005年）
- 東京ホテル（美川憲一、2018年）

### 映画
- グランド・ホテル（1932年） - 原作は1929年のヴィッキイ・バウムの小説『ホテルの人びと（英語版）』
- ホテル（英語版）[36]（1967年） - 原作は1965年のアーサー・ヘイリーの同名の小説（英語版）
- THE 有頂天ホテル（2006年）
- マンマ・ミーア!（2008年）
- 本能寺ホテル（2017年）

### テレビドラマおよびテレビドラマ化された作品
- 高原へいらっしゃい（1976年春・2003年夏、TBS系列）
- 高層の死角（1977年1月、NHK総合テレビ） - 原作は1969年の同名の小説
  - 森村誠一の高層の死角（1983年4月、テレビ朝日） - 同上
  - 棟居刑事シリーズ2・高層の死角（2003年4月、TBS） - 同上
- HOTEL（1990年〜 1995年ほか、TBSテレビ） - 原作は1984年よりビッグコミック連載の同名の漫画
- アトランタホテル物語（1991年3月、テレビ東京系列）
- 女の企業サスペンス・ホテルウーマン（1991年秋、フジテレビ系列） - 原作は1991年8月の山崎洋子の小説『ホテルウーマン』
- プリズンホテル（1993年12月・1995年4月、TBS） -  原作は1993年より刊行の小説『プリズンホテル』
  - プリズンホテル（1999年春、テレビ朝日） - 同上
  - 浅田次郎 プリズンホテル（2017年秋、BSジャパン） - 同上
- 東京ワンダーホテル（2004年、日本テレビ系列）
- ホテル サンライズHND〜最後のステイ〜（2005年3月、テレビ東京系列）
- ホテリアー（2007年春、テレビ朝日系列） - 原作は2001年の韓国のテレビドラマ『ホテリアー』
- 純と愛（2012年秋〜2013年冬、NHK総合テレビ・BSプレミアム）
- 独身貴族（2013年秋、フジテレビ）
- ホテルコンシェルジュ（2015年夏、TBSテレビ）
- 崖っぷちホテル!（2017年春、日本テレビ）

### アニメおよびアニメ化された作品
- スパロウズホテル（2013年春、AT-Xほか） - 原作は2008年よりまんがライフ→まんがライフオリジナル連載の同名の漫画
- ハズビン・ホテル（2024年）
- 誰ソ彼ホテル（2025年冬、TOKYO MXほか）  - 原作は同名の脱出ゲーム
- アポカリプスホテル（2025年春、日本テレビ） - 『アポカリプスホテルぷすぷす』（竹本泉）として漫画化もされた。
- ホテル・インヒューマンズ[37]（2025年夏、テレビ東京ほか） - 原作は2021年よりサンデーうぇぶり連載の同名の漫画

### その他の漫画
- コンシェルジュ（原作：いしぜきひでゆき、画：藤栄道彦）
- コンシェルジュ プラチナム - 上記「コンシェルジュ」の続編。いしぜきは同作品においては「原案」とクレジットされている。

### その他の小説
- 鍵のかかる棺、銀の虚城 ほか（森村誠一、1969年）

### 舞台作品
- グランドホテル (宝塚歌劇)（1993年初演）
- マンマ・ミーア!（1999年初演）

## その他
- オーストラリアには、ホテルの看板を掲げているパブが多く存在する。これは入植当初、飲食店が夜に酒を出すことを禁じた法律があり、これを回避するためにホテルの看板を掲げ、ダミーの客室を用意した歴史があるためである[38]。